# Cembalo

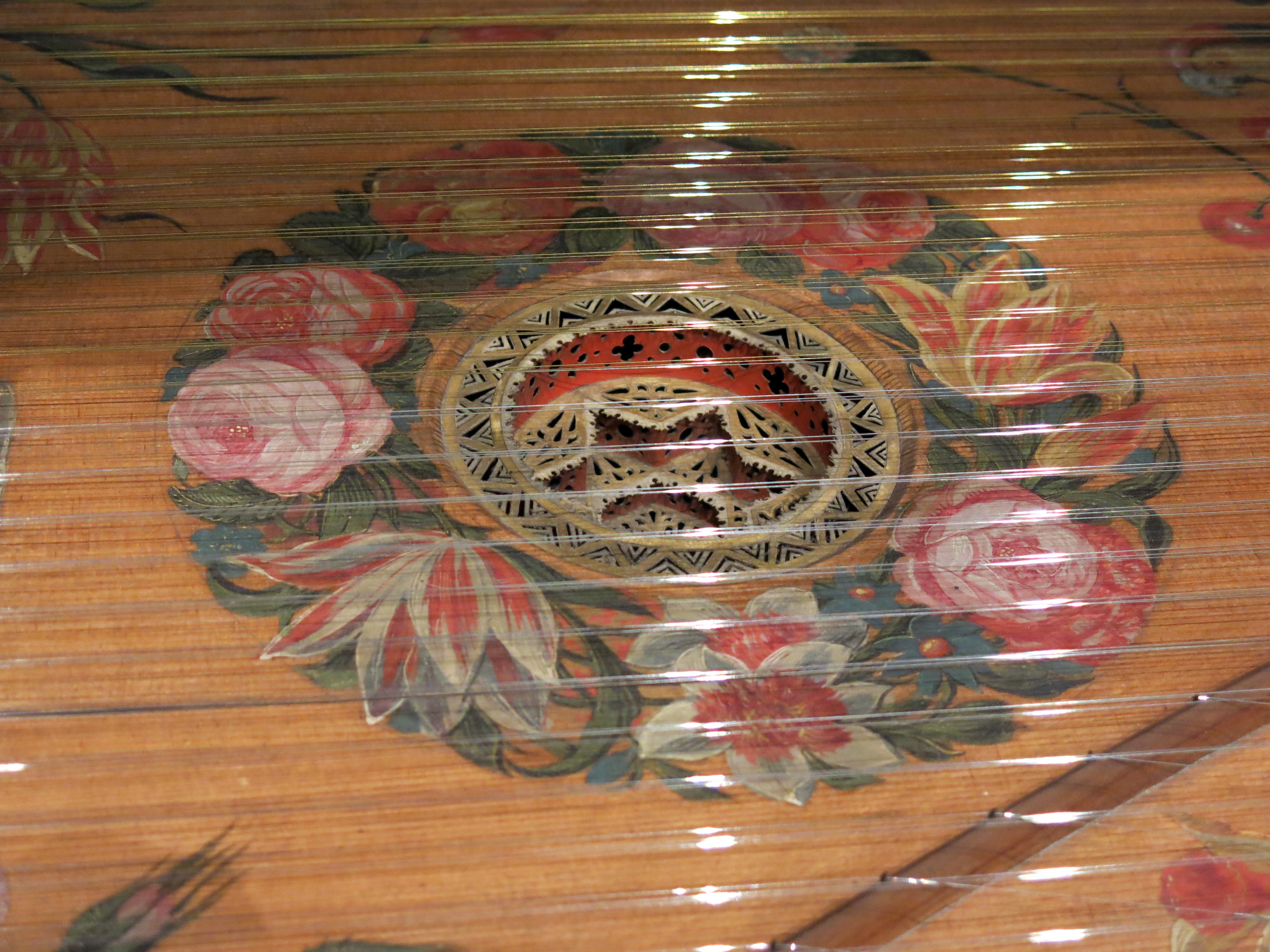
Rosette eines Cembalos von Karl Conrad Fleischer; Hamburg, 1720

Das Cembalo [ˈtʃɛmbalo] (italienisch: clavicembalo, französisch: clavecin, niederländisch: klavecimbel, englisch: harpsichord, spanisch: clavecín, portugiesisch: cravo) ist ein Tasteninstrument, das seine Blütezeit im 15. bis 18. Jahrhundert hatte. Sein Tonumfang ist kleiner als beim modernen Klavier, kann aber oft durch 4-Fuß-Register, manchmal auch durch 16- und 2-Fuß-Register erweitert werden. Das Cembalo zeichnet sich durch einen hellen, obertonreichen Klang aus. Anders als beim Klavier werden die Saiten nicht mit Hämmerchen angeschlagen, sondern mit Plektren – sogenannten Kielen – gezupft. Weil der Tastendruck keinen nennenswerten Einfluss auf die Lautstärke des Tons hat, ist die artikulatorische und agogische Gestaltung des Spiels umso wichtiger.

## Etymologie und Bezeichnungen
Cembalo ist ursprünglich eine Kurzform für Clavicembalo, wobei italienisch clavicembalo auf mittellateinisch clavicymbalum zurückgeht (mittellateinisch clavis „Taste“, cymbalum „Zimbel“).
Eine Nebenform im Italienischen war gravicembalo.
Die historische deutsche Bezeichnung Clavicimbel (moderne Schreibart: Klavizimbel)
ist in der 2. Hälfte des 20. Jahrhunderts außer Gebrauch gekommen. Eine systematische Bezeichnung, die alle verschiedenen Bauformen von Cembali umfasst, wäre Zupfklavier,
wenngleich die Begriffe Kielklavier und Kielinstrument gebräuchlicher sind.
Cembali in der verbreiteten flügelförmigen Bauart werden auch Kielflügel genannt. In historischen Quellen wird das Cembalo in seiner Blütezeit bis etwa 1800 umgangssprachlich meist als Flügel bezeichnet, während das noch ganz neue Hammerklavier im 18. Jahrhundert als Fortepiano oder Pianoforte bekannt war.
Erst nachdem das Cembalo völlig aus der Mode gekommen war, zu Beginn des 19. Jahrhunderts, ging die Bezeichnung Flügel auf das flügelförmige Pianoforte über, wie noch heute gebräuchlich.
Die übliche Pluralform in der Fachsprache ist Cembali. Der Duden verzeichnet als Pluralform daneben auch Cembalos (Stand 2019).

## Tonerzeugung

Das obere Ende des Springers: Zunge (rot), Zungenachse, Kiel (grau), Saite und Dämpferfähnchen (blau)

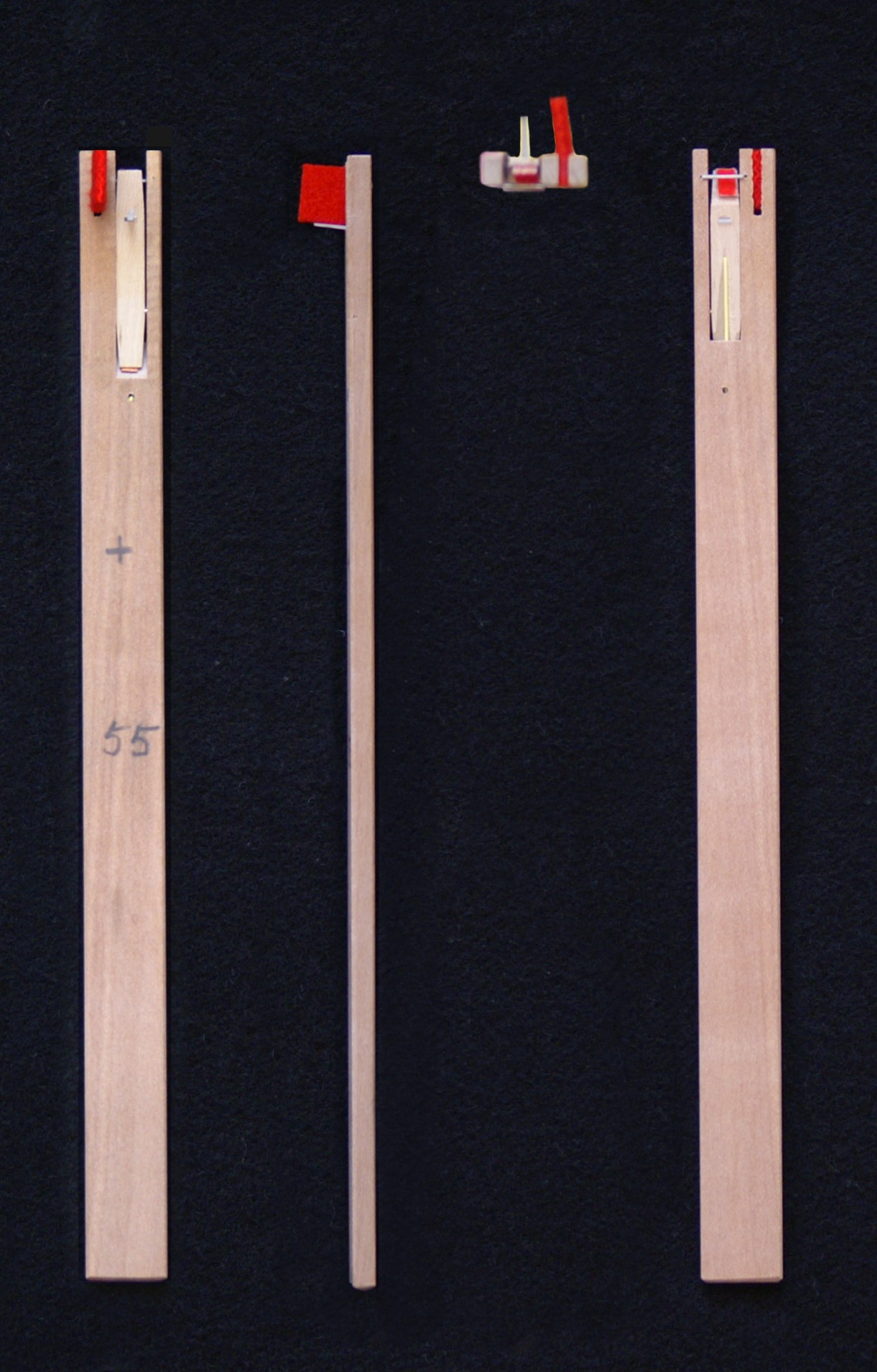
Springer in historischer Bauart (Vorder-, Seiten-, Ober- und Rückansicht)

Das Anreißen und Abdämpfen der Saite (schematisch)

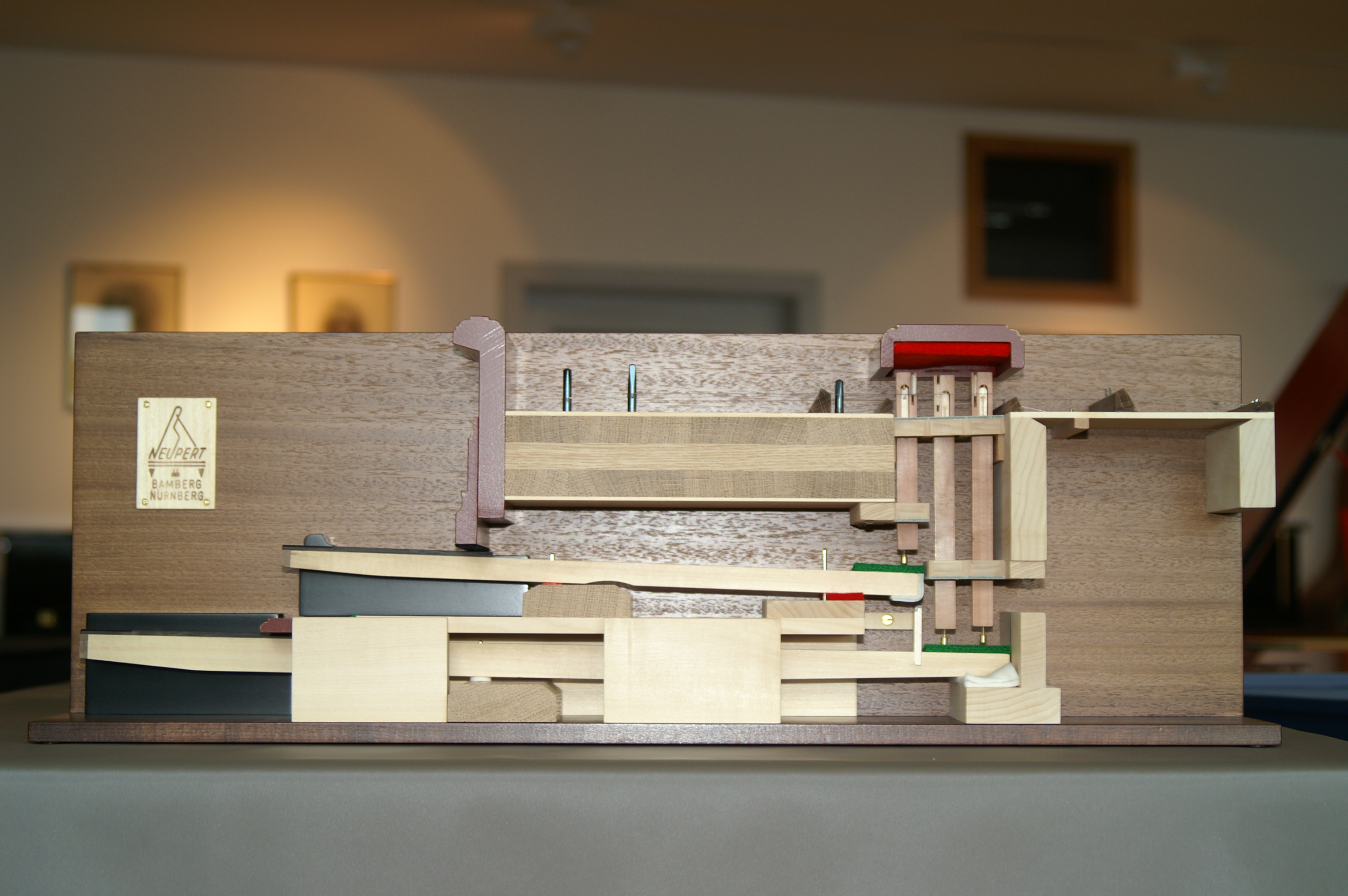
Schnittmodell eines historisierend gebauten zweimanualigen Cembalos mit Schiebekoppel (gekoppelter Zustand)

Man kann das Cembalo als „Zupfinstrument mit Klaviatur“ beschreiben. Die Tonerzeugung erfolgt über Tasten und beruht auf dem Anreißen von Saiten mittels dornförmiger Plektren, sogenannter „Kiele“ (früher Vogelfederkiele, daher der Name, oder Lederplektren, heute meist industriell gefertigter Kiele aus Kunststoffen wie Polyamid oder POM). Die Kiele stecken in beweglichen „Zungen“; diese sind in „Springern“ oder „Docken“ montiert; die Springer wiederum stehen auf den Hintertastenenden auf und werden in einem „Rechen“ geführt. Beim Anschlag der Taste bewegt sich der Springer aufwärts, und der Kiel zupft die Saite an. Beim Loslassen der Taste fällt der Springer zurück; dank der beweglichen Zunge schabt der Kiel an der Saite vorbei; ein ebenfalls am Springer befestigtes Filzfähnchen dämpft die Saite ab. Die Kiele sind Verschleißteile und können vom Spieler selbst ausgetauscht und intoniert werden.
Die Saiten bestehen fast immer aus Metall, in der Regel aus Messing oder Eisen. Messing klingt wärmer, dunkler und etwas lauter; Eisen ist etwas silbriger, heller und feiner. In vielen Cembali wird Messing für den Bassbereich genommen, und Eisen für die mittleren und hohen Lagen. Es gibt aber auch Cembali, die ganz mit Messingsaiten bezogen werden, vor allem Instrumente italienischer Bauart. Nur die seltenen Lautencembali wurden mit Darmsaiten bezogen.
Alle guten Cembali verfügen über eine gewisse Anschlagsdynamik – die zwischen Einzeltönen messbaren Lautstärkeunterschiede sind allerdings sehr gering. Deshalb spielen anderweitige Maßnahmen zur Gestaltung des Klangs eine wichtige Rolle. Wie eine Orgel kann ein Cembalo Register, das heißt verschiedene aus- und einschaltbare Sätze von Saiten haben. Dadurch lassen sich Lautstärke und Klangfarbe verändern. Da die Registrierung nur großflächig einsetzbar ist, gestaltet man den musikalischen Vortrag im Wesentlichen über die Artikulation (auch das Liegenlassen von Harmonietönen in Akkordbrechungen, das sogenannte „Legatissimo“) und über die
Agogik.
Die meisten Cembali verfügen über einen Lautenzug, eine zuschaltbare Dämpfung, die das Zupfen einer Laute imitiert. Bei nachbarocken Cembali wurden weitere Möglichkeiten der Tonbeeinflussung erprobt. So besaßen englische Cembali aus der Zeit nach 1760 (u. a. von Kirkman und Shudi) einen sogenannten Deckelschweller, der mittels eines Pedals geöffnet oder geschlossen werden kann. Die dynamische Wirkung ist mit der eines Schwellwerks einer Orgel aber nur bedingt zu vergleichen.
Manche Cembali des 20. Jahrhunderts, meist in Rastenbauweise, das heißt, mit nach unten offenem Corpus, lassen dynamische Änderungen zuweilen auch innerhalb eines Registers zu, indem sich die Stellung der Kiele zu den Saiten verändern lässt. So werden die Saiten stärker oder schwächer angerissen. Diese Einrichtung hat sich jedoch nicht bewährt.

## Hauptbauformen
Die große Bauform des Cembalos und gleichzeitig die engere Wortbedeutung von Cembalo ist der „Kielflügel“. Die beiden wichtigen kleineren Formen heißen „Virginal“ und „Spinett“.

### Kielflügel
Beim eigentlichen Cembalo in Flügelform („Kielflügel“) verlaufen die Saiten in der Verlängerung der Tasten; die Klaviatur mit der Mechanik befindet sich an einem Ende der Saiten. Vereinzelt kommen historisch und in modernen Instrumenten auch Pedalklaviaturen vor. Eine hochkant stehende Flügelform hat das Clavicytherium.

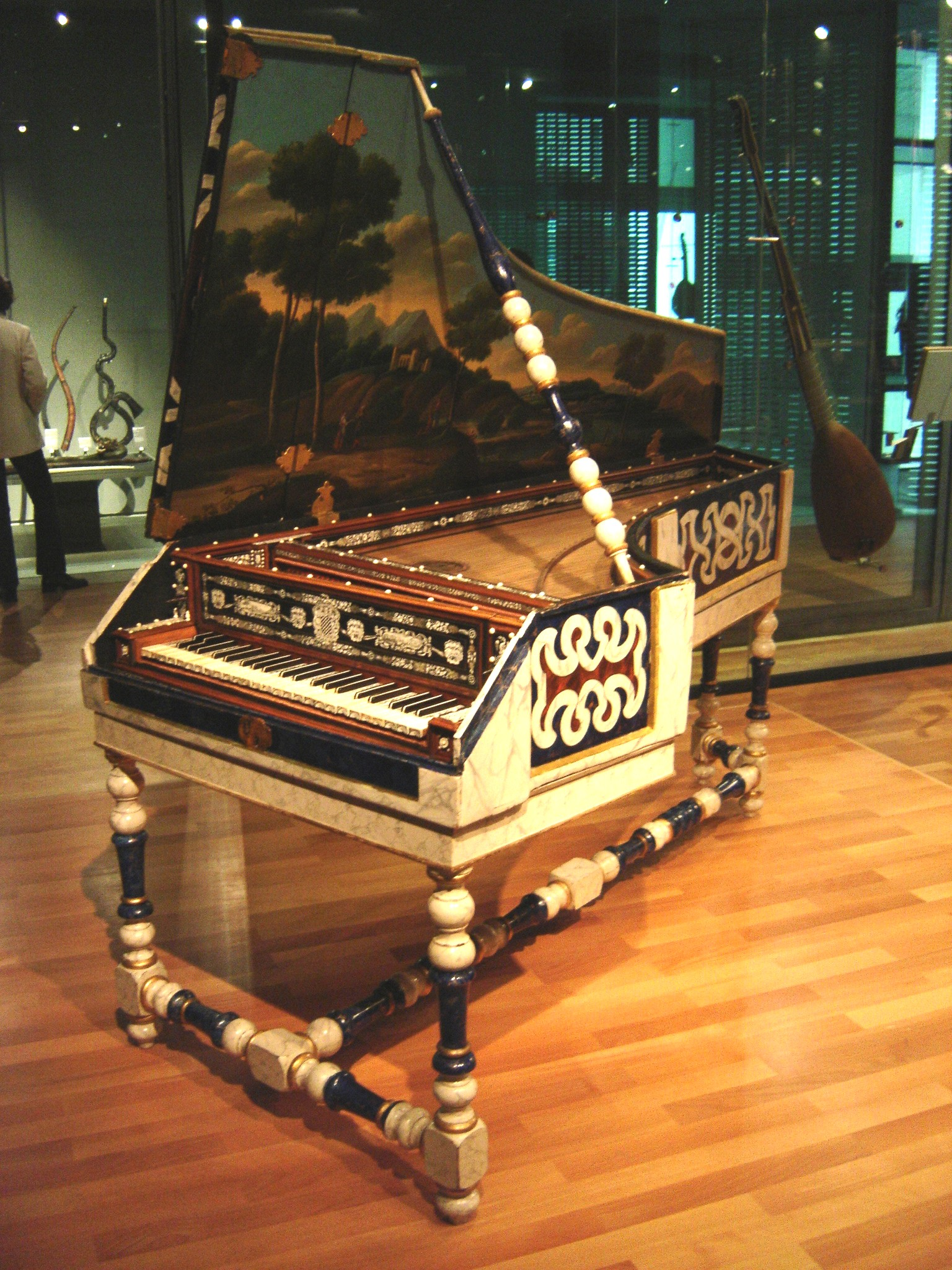
Italienisches einmanualiges Cembalo (1677) von Pietro Faby, Paris, Musée de la musique

#### Einmanualige Cembali
Einmanualige Cembali – also Instrumente mit einer einzigen Klaviatur – haben manchmal zwei verschiedene Saitenbezüge (Register). Diese klingen meistens auf derselben Tonhöhe (8') mit verschiedener Klangfarbe. (Die normale Tonlage bezeichnet man als „Achtfuß“ (8'), in Anlehnung an die Pfeifenlängen tonhöhenanaloger Orgelregister.) Der unterschiedliche Klang entsteht durch verschiedene Anreißpunkte der Kiele: Je näher der Anreißpunkt der Mitte der Saite, desto voller und runder ist der Ton; das zweite Register mit dem näher der Taste gelegenen Anreißpunkt klingt etwas heller und silbriger. Die beiden Register können einzeln oder auch gleichzeitig, also „gekoppelt“, gespielt werden. Diese Art von Instrumenten waren vor allem im 17. und 18. Jahrhundert in Italien verbreitet, aber es gab sie auch in anderen Ländern.
Frühe italienische Cembali im 16. und beginnenden 17. Jahrhundert hatten ursprünglich oft zwei Register in unterschiedlicher Tonhöhe; und ebenso die Cembali der berühmten Ruckers-Couchet-Dynastie in Antwerpen, die von ca. 1580 bis 1655 tätig war: Zu einem Saitenbezug in normaler 8-Fuß-Lage kam ein zweiter, der kürzer war und eine Oktave höher klang. Dieses Register bezeichnet man als „Vierfuß“ (4'). Die historische Tatsache dieser 8'/4'-Disposition war lange nicht bekannt, denn viele Original-Instrumente waren zum Teil schon im 17. Jahrhundert umgebaut und das 4-Fuß- gegen ein zweites 8-Fuß-Register ausgetauscht worden, oder es war sogar ein dritter Saitenbezug eingebaut worden (oft im 18. Jahrhundert bei Ruckers-Cembali).

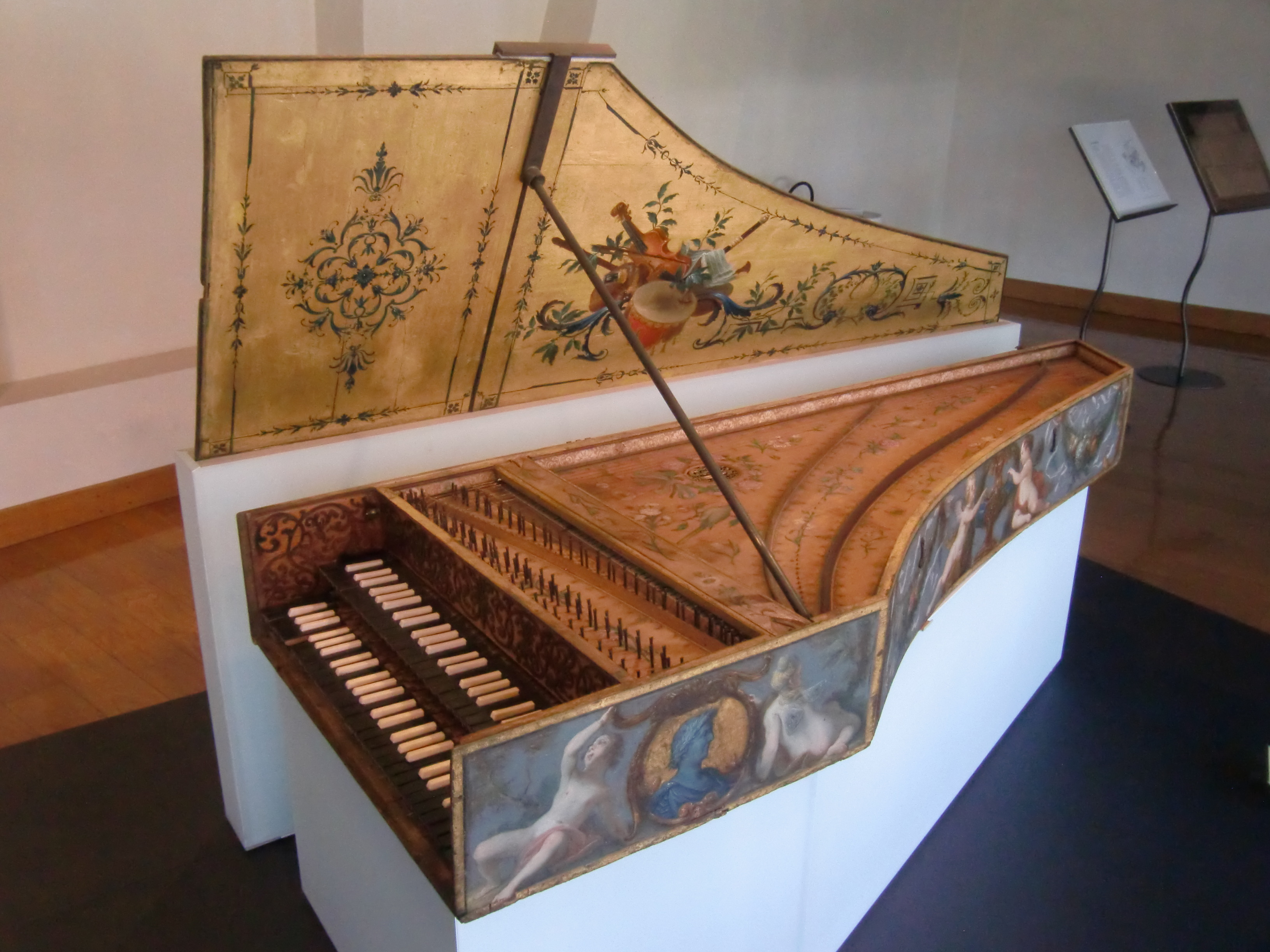
Französisches zweimanualiges Cembalo (1648) von Jean Denis, ältestes erhaltenes Instrument seiner Art, Musée de l’Hospice Saint Roch, Issoudun

#### Zweimanualige Cembali
Cembali mit zwei Manualen haben meist drei Saitenbezüge, zwei verschieden klingende 8-Fuß- und ein 4-Fuß-Register. Zweimanualige Cembali mit dieser Disposition von 8'/8'/4' waren mindestens ab 1648 in Gebrauch (siehe Abb. rechts), anscheinend zuerst in Frankreich, später auch in England, Deutschland und den südlichen Niederlanden (heutiges Belgien). Normalerweise hatte jedes der beiden Manuale ein 8-Fuß-Register; das 4-Fuß-Register konnte nur von einem Manual gespielt werden, das dann also die alte Ruckers-Disposition 8'/4' hatte. Dazu kam meistens ein Lautenzug.
Die Register konnten nur mit der Hand bedient werden; erst um 1760 kamen Vorkehrungen auf, mit deren Hilfe man auch während des Spiels umregistrieren konnte: In Frankreich mithilfe von Kniehebeln (genouillères), in England mittels Pedalen (machine-stop). Bei vielen dieser Instrumente gab es eine sogenannte Schiebekoppel, mit der man durch Verschieben eines Manuals die beiden „Achtfüße“ oder auch alle drei Register gleichzeitig spielen konnte. Dadurch sind auch forte-piano- oder Echo-Effekte zwischen den Manualen möglich. Vor allem in England, Deutschland und Flandern waren statt der Schiebekoppel auch sogenannte dogleg-Springer im Gebrauch: Dabei hatte ein 8-Fuß-Register getreppte Springer, die man von beiden Manualen aus bedienen konnte.

#### Register und Züge

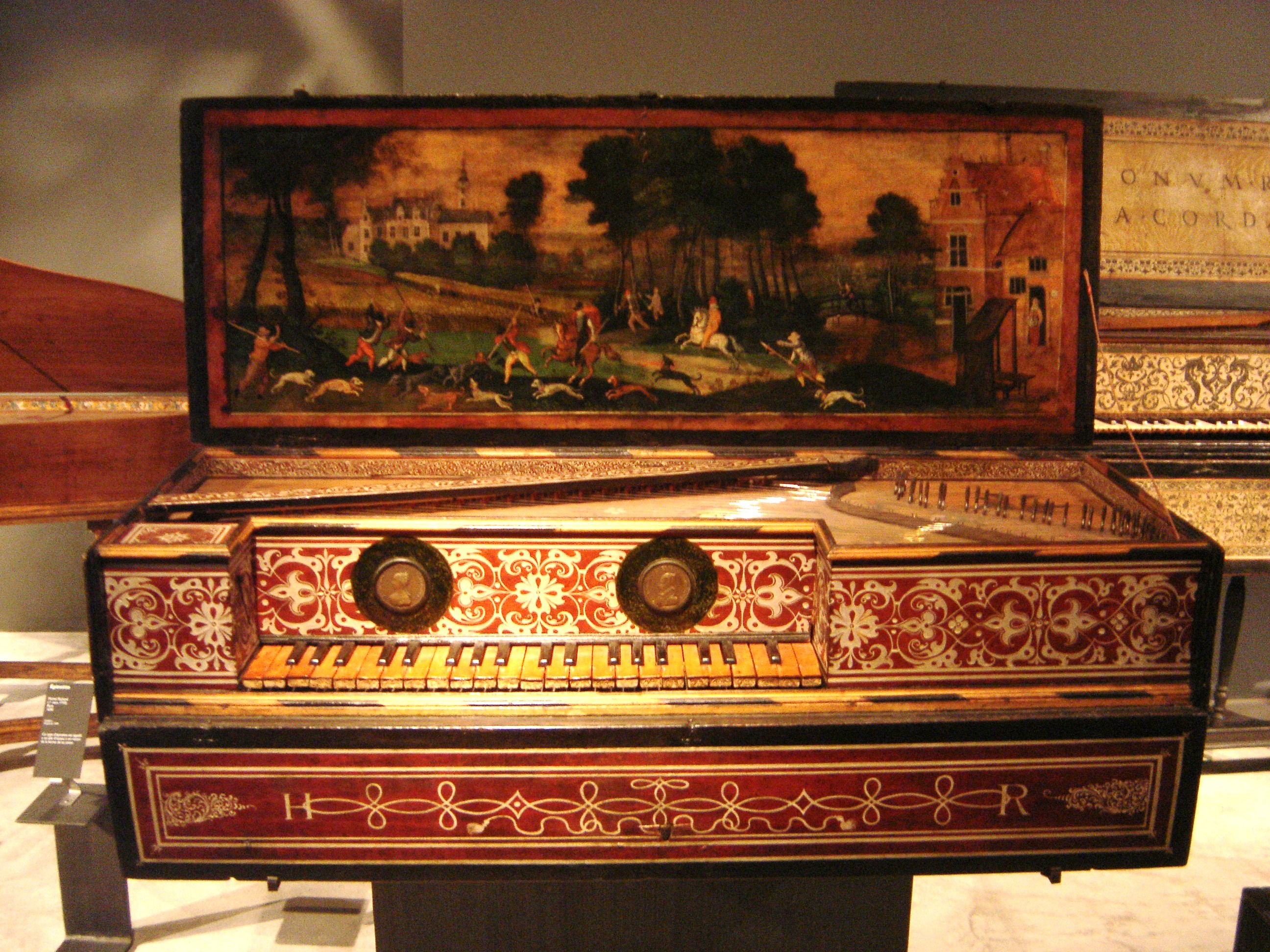
Virginal von Ruckers, 1583

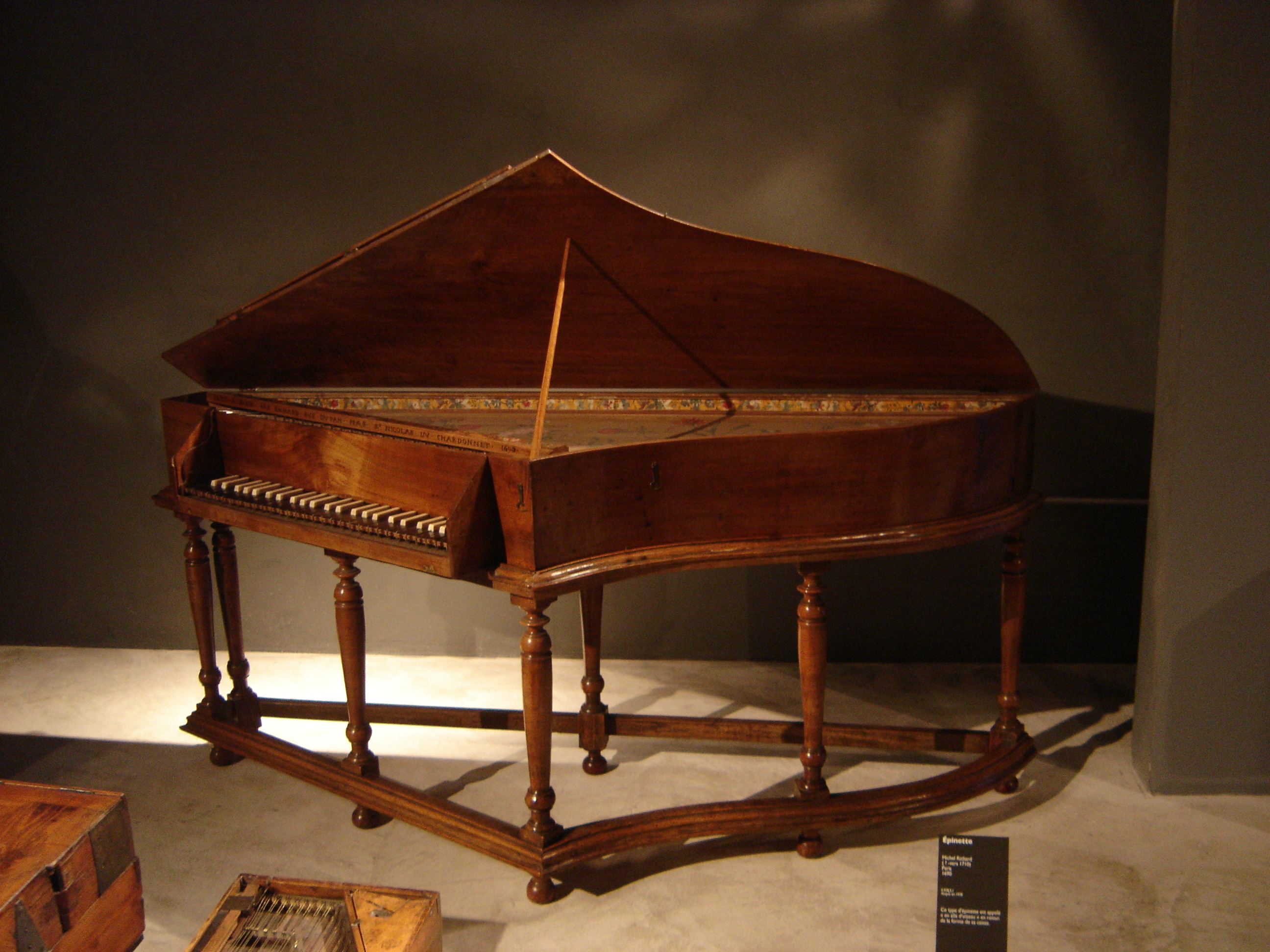
Französisches Spinett von Richard (1690), Paris, Musée de la musique

Wenige Cembali wurden mit einem vierten Register in Sechzehnfußlage (16') gebaut, dies fast ausschließlich von Cembalobauern in Hamburg, Sachsen und Thüringen. Solche Instrumente sind wegen der 16'-Saiten auch deutlich länger als normale Cembali. Fast noch seltener war ein 2-Fuß-Register.
Wesentlich häufiger waren sogenannte Nasalregister, manchmal auch Kornettzug oder Nasatregister genannt. Diese haben einen hellen, etwas spitzen, näselnden Klang, der an die Zungenregister (Krummhorn, Trompete etc.) oder eben an die Kornett- oder Nasat-Register einer Orgel erinnert. Sie wurden besonders in süddeutsch-österreichischen Instrumenten des frühen 17. Jahrhunderts gebaut, außerdem bei einigen Instrumenten von Hieronymus Albrecht Hass, und in späten flämischen Cembali von Dulcken und von Kirkman oder Shudi (Tschudi) in England, wo sie lute-stop hießen und fast in jedem Instrument vorkamen.
Der englische Name lute-stop für das Nasalregister darf nicht verwechselt werden mit dem Lautenzug in flämischen, französischen und deutschen Cembali, der einen ganz anderen Klang hat und in England harp-stop (= „Harfenzug“) hieß (heutzutage: buff-stop). Der Lautenzug ist kein Register (Saitenbezug), sondern ein zuschaltbarer Dämpfer, der den Klang einer Saitengruppe oder eines ganzen Registers weicher und lautenähnlich macht.
In Frankreich wurde ab den 1760er Jahren manchmal ein zusätzliches 8-Fuß-Register eingebaut, das statt mit Federkielen mit Plektren aus weichem Büffelleder besetzt war. Dieses hieß peau de buffle und ergab einen besonders weichen, schmiegsamen Ton. Es wurde sogar behauptet, dass leichte dynamische Schattierungen damit möglich waren.
Auch in England wurden manchmal Lederplektren verwendet, die aber aus einem etwas härteren Material waren als in Frankreich. In manchen Instrumenten sind Register mit Metallplektren gefunden worden, meistens aus Messing, z. B. in einem süddeutschen Klaviziterium von ca. 1620 (Germanisches Nationalmuseum Nürnberg) und in einem französischen Spinett von Pierre Kettenhoven, Lyon 1777 (Museum für Kunst und Gewerbe, Hamburg). Auch das älteste erhaltene englische Cembalo von Lodewijk Theewes von 1579 (Victoria and Albert Museum, London) hatte vermutlich mindestens ein Metall-Register.

### Virginal
Beim Virginal verlaufen die Saiten quer zu den Tasten. Die Gehäuseform ist entweder polygonal oder rechteckig mit der Tastatur an der Längsseite, wo die Basssaiten liegen. Die Tastenhebel (unter dem Resonanzboden) werden von links nach rechts, bzw. vom Bass zum Diskant, immer länger. Auch Virginale haben meistens nur ein Register. Der Klang ist relativ voll, rund und tendenziell etwas glockig. Die meisten Virginale haben ihre Tastatur links oder in der Mitte. In Flandern wurden auch Virginale mit der Tastatur weiter rechts gebaut; diese heißen Muselar und haben einen dunklen, glockig-flötigen Klang.
Virginale wurden sowohl historisch als auch heute noch je nach Land und Epoche oft anders bezeichnet – meistens als Spinett. In Italien nannte man sie spinetta oder arpicordo (16. bis 17. Jahrhundert), in Frankreich épinette (historisch und heute); Virginale mit der Tastatur links oder mittig hießen auch in Flandern und Holland spinetten (16. bis 17. Jahrhundert).

### Spinett
Beim eigentlichen Spinett – auch Querspinett genannt – befindet sich die Tastatur wie beim Kielflügel an einem Ende der Saiten, aber diese verlaufen schräg zur Richtung der Tasten und sind meist kürzer als beim Kielflügel. Dadurch ergibt sich eine platzsparende, meist mehr oder weniger dreieckige, schräge Form des Instruments. Das Spinett ist ein Hausinstrument, klanglich dem Kielflügel ähnlich, aber fast immer nur mit einem Manual und einem Register.
Das Querspinett wurde vermutlich von Girolamo Zenti erfunden, von dem das früheste dieser Instrumente erhalten ist (1631, Brüssel, Musée des instruments de musique); in Frankreich hieß dieses Instrument espinette à l’italienne („Spinett in italienischer Manier“). Es war besonders beliebt in England am Ende des 17. und im 18. Jahrhundert und heißt im englischsprachigen Raum bentside-spinet. Auch von Johann Heinrich Silbermann (1727–1799) sind 14 Spinette erhalten.

## Besondere Bauformen

### Oktavcembali, Quartcembali, Transponiercembali u.a.

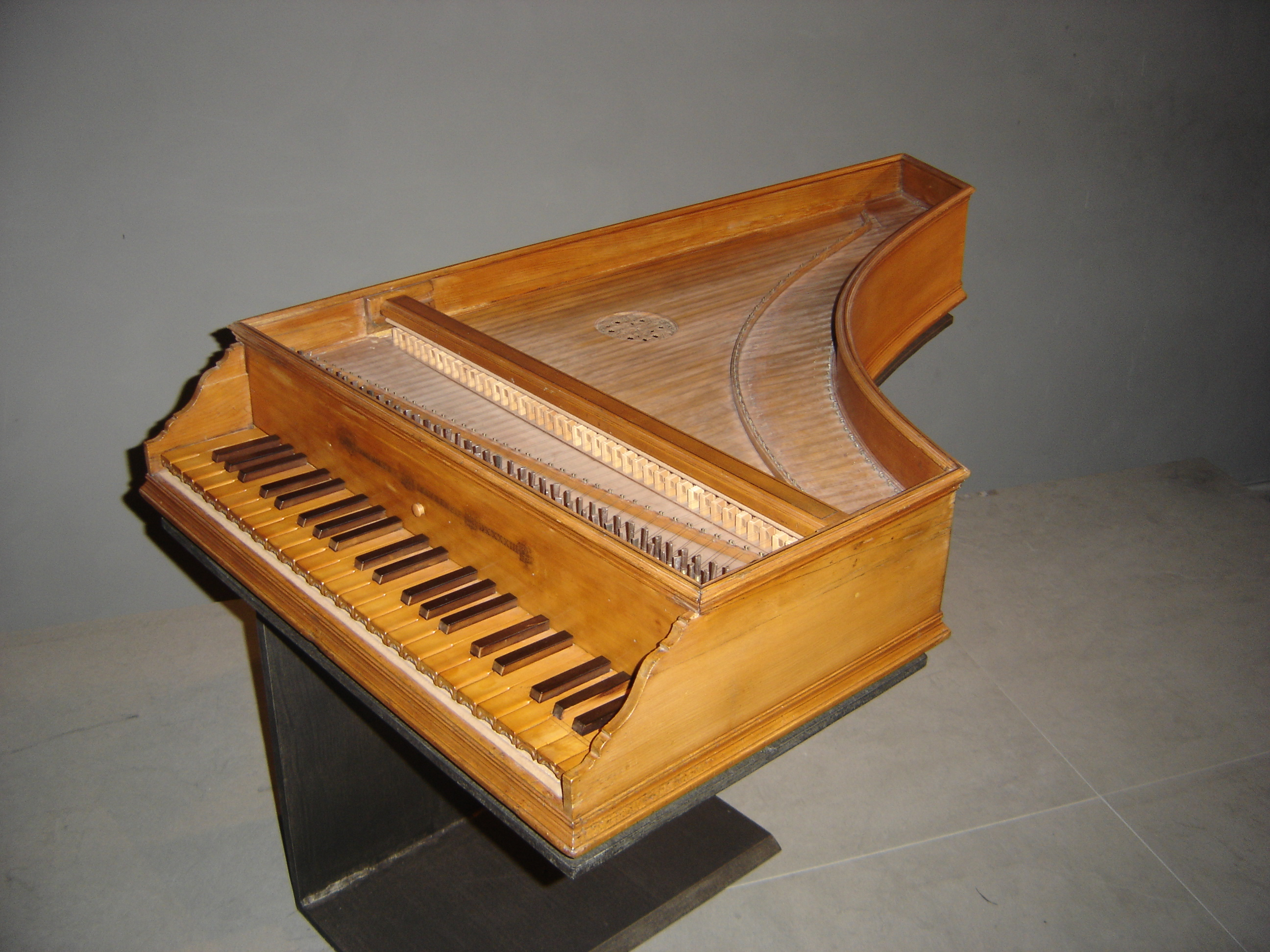
Kleines Oktavcembalo, Dominicus Pisaurensis, Venedig 1543. Paris, Musée de la musique

Im 16. und 17. Jahrhundert wurden Cembali nicht nur in der gewöhnlichen 8-Fuß-Lage gebaut, sondern auch in anderen Tonlagen. Relativ häufig waren 4-Fuß- und Quart-Instrumente. Auf einem 4-Fuß-Instrument – Oktavcembalo, Oktavspinett, ottavino oder ottavina genannt – klingen alle Töne eine Oktave höher, auf Quart-Instrumenten eine Quarte höher als auf 8-Fuß-Instrumenten. Die tatsächlich vorgesehene Tonlage ist nicht immer zu ermitteln, weil sie nicht nur von der Mensur des Instruments abhängt, sondern auch von Dicke und Material der originalen Saiten (je dicker die Saite, desto tiefer der Ton; eine Eisensaite kann stärker gespannt werden als eine Messingsaite und klingt dann höher).
Beispiele für Instrumente in 4-Fuß-Lage finden sich im Pariser Musée de la Musique (Oktavcembalo von Dominicus Pisaurensis, Venedig 1543, s. Abbildung) oder im Hamburger Museum für Kunst und Gewerbe (Oktavspinett eines unbekannten Cembalobauers, Italien um 1650). Auch das älteste erhaltene Beispiel eines nördlich der Alpen erbauten Cembalos, gleichzeitig das erste bekannte Instrument mit Transponiervorrichtung, ist so klein, dass es einen höheren Stimmton gehabt haben muss (Cembalo von Hans Müller, Leipzig 1537, ausgestellt im römischen Museo Nazionale degli Strumenti Musicali).
Die berühmte Ruckers-Familie in Antwerpen baute Kielinstrumente (Cembali und Virginale) in den unterschiedlichsten Größen und Stimmtönen. Diese Instrumente wurden nach ihrer Länge mit flämischen Längenmaßen benannt: Es gab Kielinstrumente in 6 voet, in 5 voet, 4 voet, 3 voet, und 2 voet 4 duimen. Zwischen ca. 1570 und 1650 bauten sie außerdem zweimanualige Cembali, deren Manuale im Abstand einer Quarte gestimmt waren: Das obere Manual klang eine Quarte höher als das untere; die beiden Manuale konnten nicht gleichzeitig benutzt werden. Solche Instrumente nennt man mit einem modernen Begriff Transponiercembali, weil man vermutet, dass der Zweck dieser Cembali genau darin lag, das Transponieren von einer in die andere Tonart zu erleichtern. Alle zweimanualigen Cembali der Ruckers waren ausschließlich solche Transponiercembali, aber es sind nur zwei Cembali in ihrem Originalzustand erhalten: Beide sind von Ioannes Ruckers und stammen von 1637 (Rom, Museo Nazionale degli Strumenti Musicali) und von 1638 (Edinburgh, Russel Collection, No. 6). Alle anderen ehemaligen Transponiercembali der Ruckers wurden ab Ende des 17. Jahrhunderts verändert, und in die heute noch bekannten „normalen“ zweimanualigen Cembali umgewandelt (siehe oben).

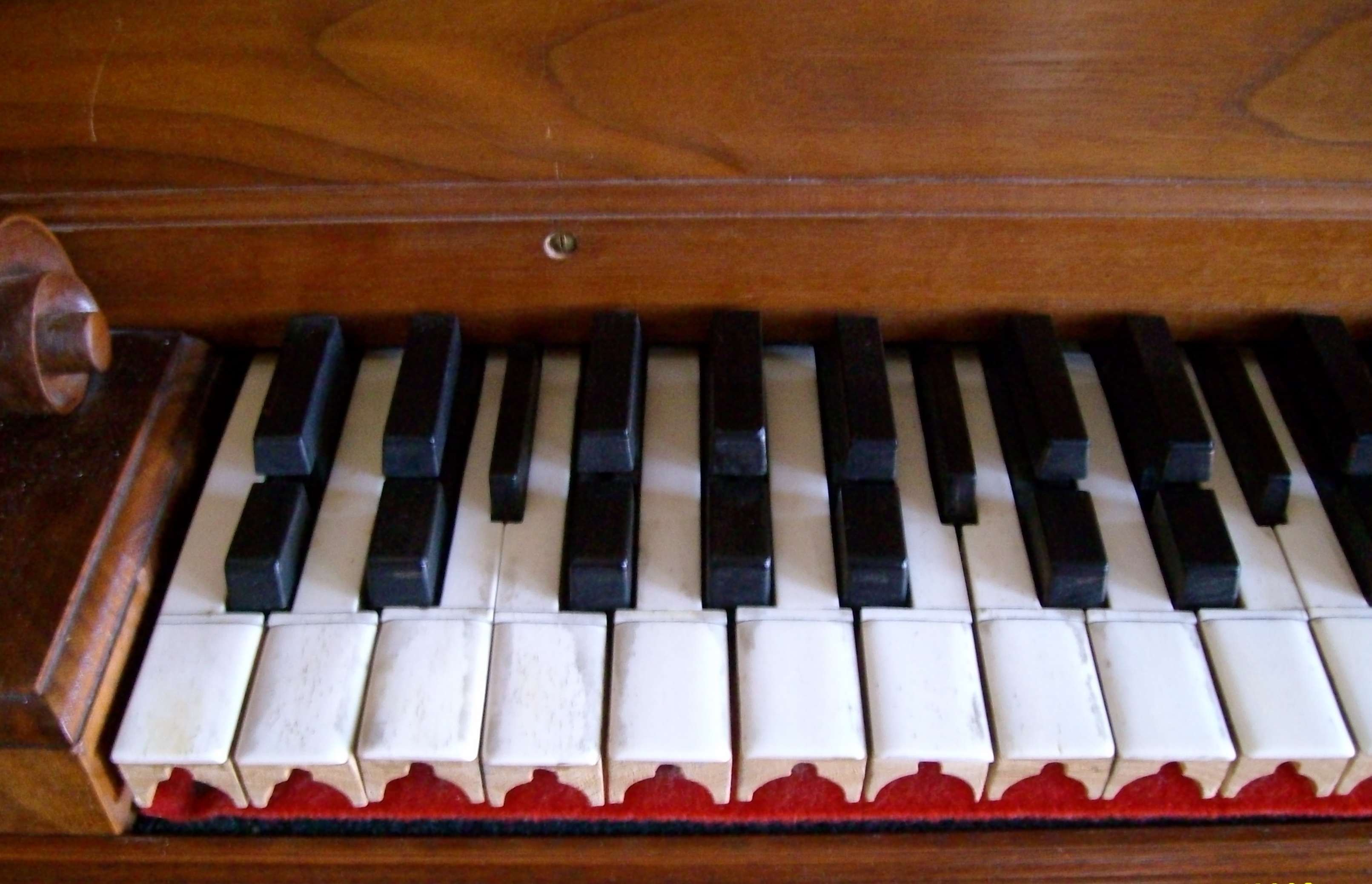
Tastatur mit 19 Stufen in der Oktave (Detail)

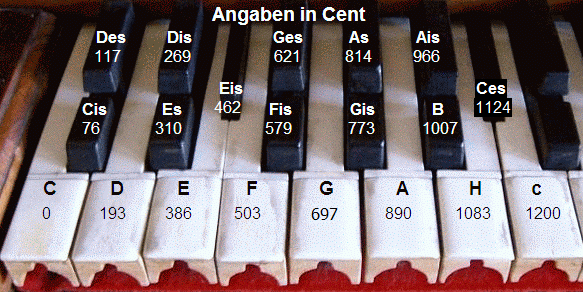
Verteilung der Halbtöne bei einem 19-stufigen Cembalo cromatico (Detail)

### Instrumente mit „gebrochenen“ Obertasten
Ab ca. 1550 gab es vor allem in Italien verschiedene Theorien und Experimente, die antike Musik der Griechen wiederauferstehen zu lassen, oder wenigstens die (damals) moderne Musik der antiken anzunähern. Da die griechische Musik über mehr als die regulären Halbtöne der mittelalterlichen Kirchentöne verfügt haben soll, es in der allgemein üblichen (1⁄4-Komma-)mitteltönigen Stimmung für Tasteninstrumente aber keine enharmonische Verwechslung gab, sondern ausschließlich die Halbtöne Cis, Es, Fis, Gis und B, kam es in diesem Zusammenhang zur Erfindung von Tasteninstrumenten mit mehr als den üblichen zwölf Tasten pro Oktave.
Zu diesem Zweck wurden einige Obertasten für die Halbtöne „gebrochen“, d. h. man konnte auf dem vorderen Teil der jeweiligen Taste z. B. den Ton Gis spielen, und auf dem hinteren Teil der gleichen Taste den Ton As, der in der mitteltönigen Stimmung ein eigener Ton ist.
Die einfachsten und praktikabelsten solcher Instrumente (auch Orgeln) fügten nur die allerwichtigsten und meistverwendeten Halbtöne hinzu, d. h. die Töne As (auf den Gis-Tasten) und Dis (auf den Es-Tasten). Luxuriösere Varianten hatten zusätzlich gebrochene Tasten für die Halbtöne: Des (auf Cis), Ges (auf Fis), und eventuell Ais (auf B). Solche Cembali (und Virginale) wurden in Italien bis etwa zur Mitte des 17. Jahrhunderts relativ häufig gebaut. Sie wurden aber später wahrscheinlich oft umgebaut.
Es gab sogar 19-stufige Instrumente, die zusätzlich zu den erwähnten gebrochenen Obertasten kleine Tasten für das Eis (zwischen E und F) und für das His (zwischen H und C) hatten. Diese Art von Kielinstrumenten nannte sich cimbalo cromatico. Ihre Erfindung ging auf Ideen des italienischen Komponisten und Theoretikers Gioseffo Zarlino zurück, der schon 1558 in seinem Werk Le istituzioni harmoniche eine Stimmung mit 19 Tönen pro Oktave erwähnt; auch Francisco de Salinas soll ein nach seinen Plänen konstruiertes 19-stufiges Instrument gespielt haben, und Michael Praetorius erwähnt ein solches 1619 in Syntagma musicum.
Musik für Cimbalo cromatico schrieben die neapolitanischen Komponisten Giovanni Maria Trabaci und Ascanio Mayone; außerdem Gian Pietro Del Buono, Adriano Banchieri, und der Engländer John Bull. Das Instrument wurde auch verwendet von Komponisten wie Guillaume Costeley und Charles Luython, und höchstwahrscheinlich von Carlo Gesualdo und anderen italienischen Madrigalisten um 1600. Auch Johann Jakob Froberger komponierte möglicherweise noch einige Stücke für ein Instrument mit gebrochenen Obertasten zumindest für die Töne As/Gis und Dis/Es, z. B. das Capriccio FbWV 516 (1656), und die berühmte Lamentation faite sur la mort tres douloureuse de sa majesté Impériale Ferdinand le troisieme … (1657).

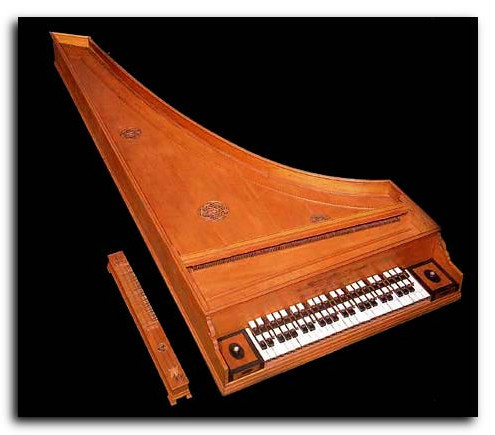
Clavemusicum omnitonum von Vito Trasuntino, 1606 – Bologna, Museo Internazionale e Biblioteca della Musica (no. 1766)

Der extremste Fall eines chromatischen Tasteninstrumentes war das sogenannte archicembalo (oder arcicembalo): Ein Instrument mit 36 Tasten in der Oktave, das von dem italienischen Musiktheoretiker Nicola Vicentino erfunden wurde (in: L’ antica musica ridotta alle moderna prattica. Rom 1555). Der venezianische Cembalobauer Vito de Trasuntino baute 1606 im Auftrag des Grafen Camillo Gonzaga ein Clavemusicum omnitonum mit 31 Tasten pro Oktave – das einzige derartige Instrument, das heute noch erhalten ist (heute im Museo Internazionale e Biblioteca della Musica in Bologna).
Cembali und Virginale mit gebrochenen Obertasten wurden nur bis etwa 1650 gebaut, weil einerseits die Mode chromatischer und enharmonischer Experimente nachließ, und andererseits in der zweiten Hälfte des 17. Jahrhunderts praktikable Stimmungen aufkamen (z. B. von Werckmeister), mit denen enharmonische Verwechslungen möglich waren, und mit deren Hilfe man auch auf normalen einfachen Tastaturen ungewöhnlichere Tonarten des sich langsam entwickelnden Dur-Moll-Systems spielen konnte.
Gebrochene Obertasten wurden auch bei Instrumenten mit der kurzen Bassoktave verwendet, vor allem bei derjenigen auf C/E für die Töne Fis und Gis.

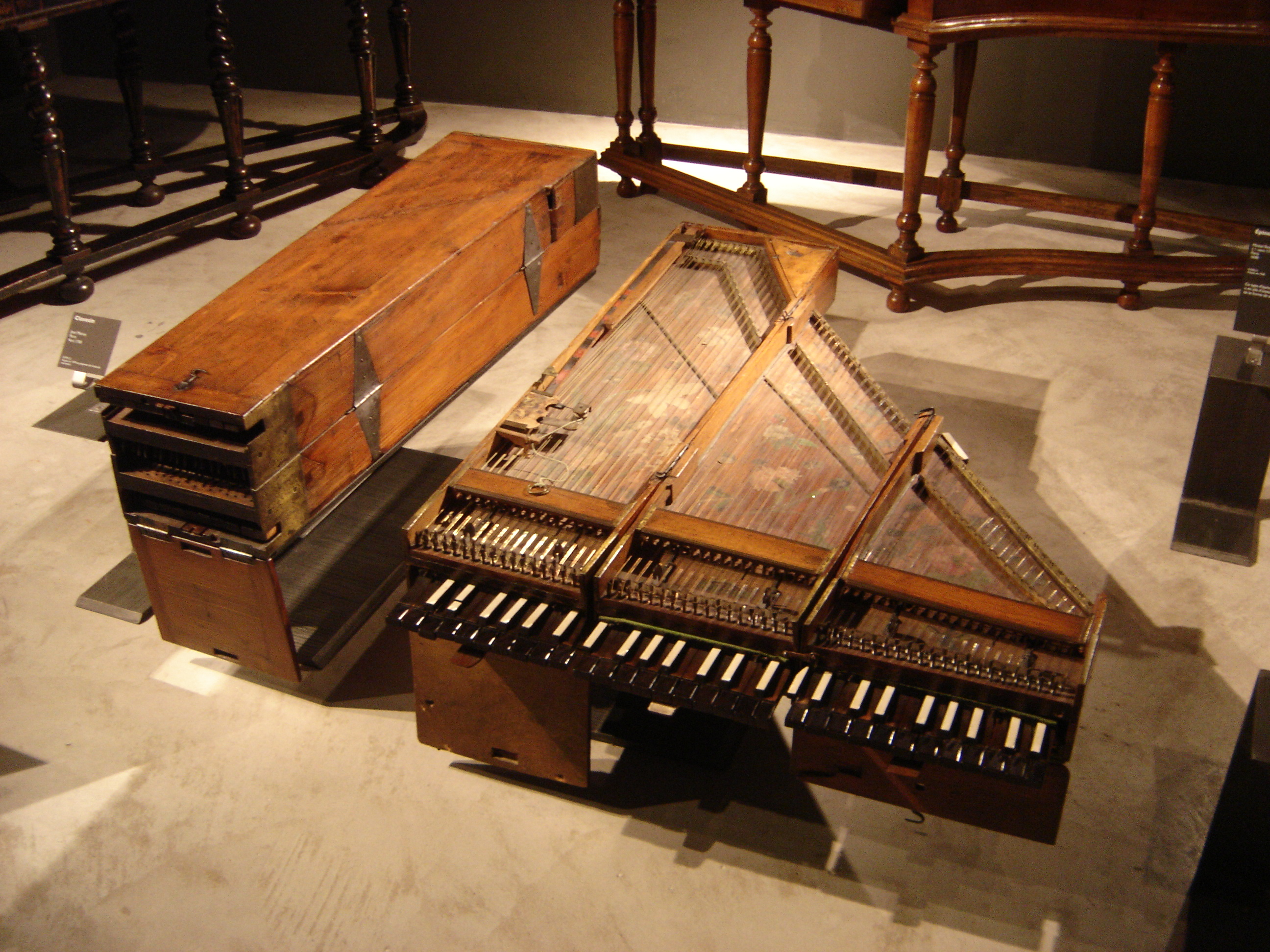
Zwei Clavecins brisés von Marius (links zusammengeklappt, rechts zum Spielen geöffnet). Musée de la Musique, Paris.

### Reisecembali
Der Franzose Jean Marius erfand ein dreiteiliges, zusammenklappbares Reisecembalo, das er clavecin brisé („gebrochenes Cembalo“) nannte, und erhielt dafür am 18. September 1700 ein 20-jähriges königliches Patent von der Académie des sciences. Diese praktischen Instrumente haben eine Länge von ca. 130 cm und eine Breite von ca. 75 cm, und einen Umfang von G1–e3 mit kurzer Bassoktave. Es sind einige Instrumente in diversen Museen erhalten; ein Exemplar im Musikinstrumenten-Museum Berlin gehörte Sophie Charlotte, Königin von Preußen und Großmutter Friedrichs des Großen. Auch der italienische Cembalobauer Carlo Grimaldi (nachweisbar: 1697–1703) hinterließ ein undatiertes Reisecembalo.

Claviorganum, Anonymus, Frankreich (Cembalo „um 1630“ (?), Orgel 18. Jhdt.). Hamburg, Museum für Kunst und Gewerbe

### Claviorgana und andere Kombinationsinstrumente
Manchmal wurden Cembali mit anderen Instrumenten kombiniert. Das bekannteste Beispiel dafür war das Claviorganum, eine Kombination von Orgelpositiv und Cembalo, die anscheinend besonders beliebt in Renaissance und Frühbarock war. Es ist archivalisch belegt, dass der spanische Infant Don Juan bereits 1480 zwei claviórgana besaß, das Gleiche gilt für Philipp II. von Spanien (laut Inventar von 1598). Das früheste (fragmentär) erhaltene englische Cembalo von Lodewijk Theewes (1579, Victoria and Albert Museum, London) ist Teil eines Claviorganums.
Manche Instrumente hatten zusätzlich auch noch ein Regal, anscheinend besonders im süddeutsch-österreichischen Raum (z. B. Claviorganum von Josua Pockh 1591, Dommuseum Salzburg).
Im späten 18. Jahrhundert kommen Instrumente vor, die eine Kombination von Cembalo und Hammerklavier sind; oder eine Kombination von Cembalo und Tangentenflügel in beiden Fällen können die jeweiligen Register nicht nur einzeln, sondern auch zusammen gespielt werden.
Im 17. Jahrhundert bauten die Ruckers einige große Instrumente in Kastenform, die eine Kombination eines Cembalos mit einem Virginal sind (siehe unten); dieses ist einfach fest vor der (eigentlichen) Hohlseite des Cembalos integriert. Es gibt also zwei Klaviaturen, die nicht gleichzeitig von derselben Person gespielt werden können: Die Cembaloklaviatur an der Schmalseite und die Virginalklaviatur an der Längsseite.

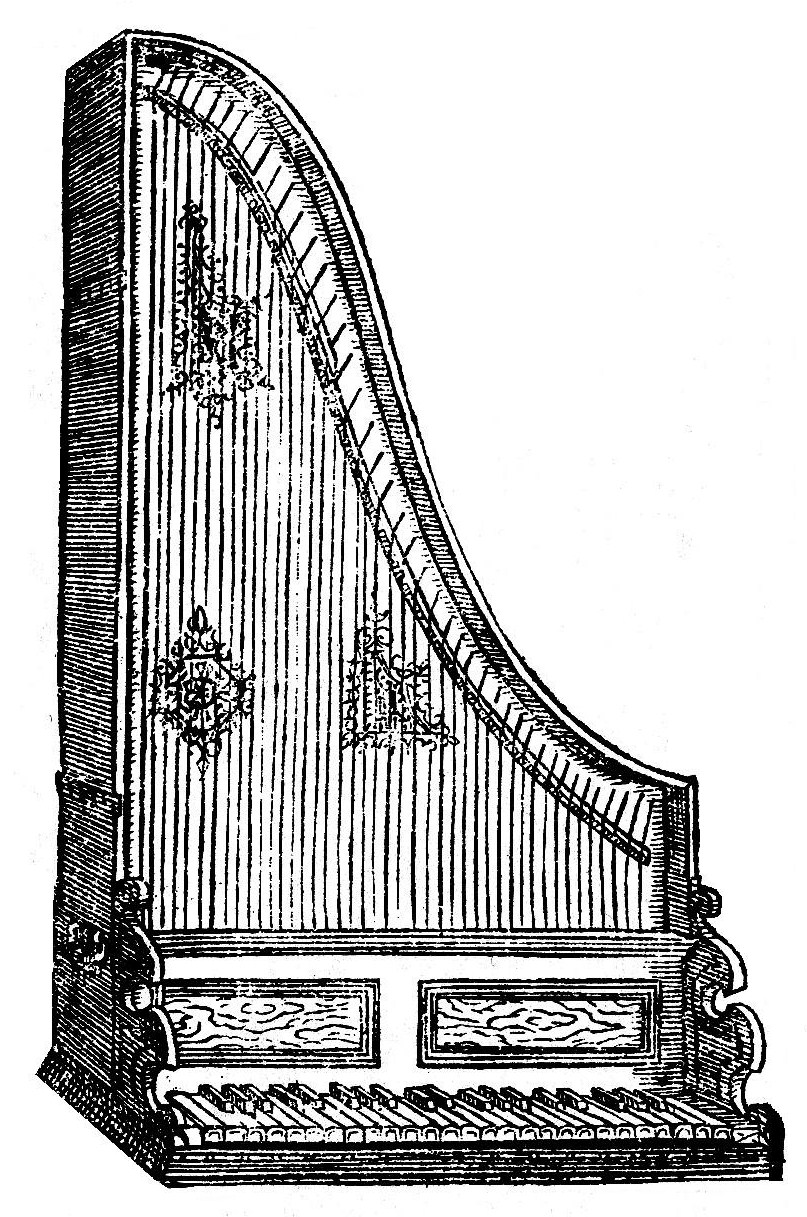
Clavicytherium, in: Michael Praetorius: Syntagma Musicum. Wolfenbüttel 1620

### Clavicytherium
Das Clavicytherium ist ein Cembalo, dessen Korpus hochkant steht. Die Saiten verlaufen senkrecht zu den Tasten. Es ist eine platzsparende Variante des Cembalos, die aber eine ausgeklügelte Mechanik für die Springer erfordert. Das Clavicytherium war mindestens seit den 1460er Jahren bekannt. Aber schon 1388 erwähnt Johann I. von Aragon in einem Brief an Philipp den Kühnen von Burgund ein Instrument, das „einer Orgel ähnelt, aber das mit Saiten klingt“ (semblant dorguens que sona ab cordes). Wenn dieses Instrument ein Clavicytherium gewesen sein sollte, würde das bedeuten, dass das Clavicytherium vielleicht älter als das Cembalo ist.
Auch das älteste erhaltene Kielinstrument überhaupt ist ein kleines anonymes Clavicytherium von ca. 1470, das vermutlich aus Ulm stammt und heute im Royal College of Music in London steht. Clavicytherien waren anscheinend eher selten, wurden aber bis zum 18. Jahrhundert gebaut, später auch mit Hammerklaviermechanik.

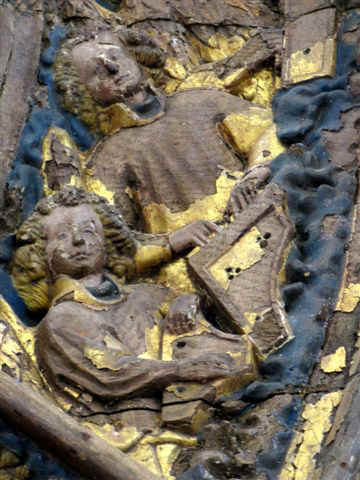
Erste bekannte Darstellung eines clavicembalum, Altarrelief aus dem Dom zu Minden. Der linke Engel spielt auf einem Psalterium

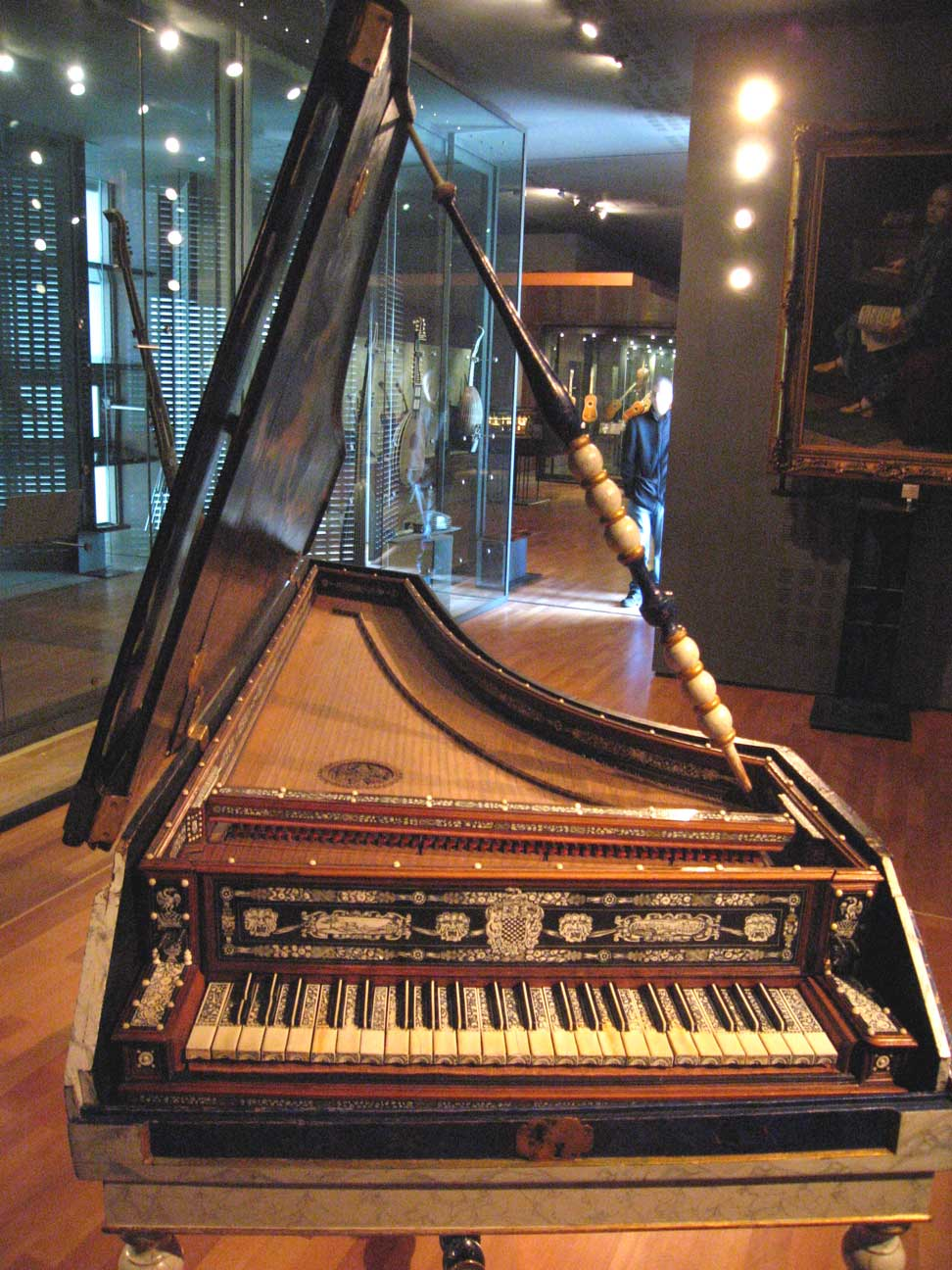
Cembalo von Pietro Faby (1677), Paris, Musée de la musique. Man sieht deutlich die dickeren Wände des äußeren Schutzkastens, und darin die zierlichen Wände des eigentlichen Instruments, die rundherum mit kleinen Elfenbeinkugeln verziert sind

## Cembalobau von den Anfängen bis ins 18. Jahrhundert

### Anfänge
Der erste bekannte Cembalobauer und möglicherweise sein Erfinder war der Mathematiker, Astrologe, Mediziner und Organist Hermann Poll aus Wien. Der italienische Edelmann Lodovico Lambertacci beschreibt Poll in einem in Padua 1397 adressierten Brief als „sehr geistreicher Mann und Erfinder eines Instrumentes, das er clavicembalum nennt.“ Die nächste Erwähnung des Cembalos findet sich 1404 in Eberhart Cersnes Minne Regel. Erstmals detailliert beschrieben wurde das clavisimbalum 1440 von Henri Arnaut de Zwolle, ebenso wie das clavicordium und ein Instrument mit Hammermechanik namens dulce melos (süße Melodie). Eine der ersten Abbildungen stammt von 1425 und war Teil der Goldenen Tafel, die sich ursprünglich im Dom zu Minden befand: Ein Engel mit einem kleinen clavicembalum auf dem Schoß. Diese frühen Formen des Cembalos waren relativ kleine Instrumente, wie zahlreiche weitere Abbildungen vor 1500 zeigen. Aus dieser Tradition erklärt sich möglicherweise auch die relativ weite Verbreitung von Oktav- und Quartcembali noch im 16. und frühen 17. Jahrhundert (z. B. die Instrumente von Hans Müller 1537, oder von Pisaurensis 1543 und 1546, siehe oben).
Das Cembalo und seine Verwandten Virginal, Spinett, Claviorganum u. a. etablierten sich in der Renaissance (15. bis 16. Jahrhundert), mit verschiedenen Traditionen und Bauformen in den diversen europäischen Ländern.

### Italien
Bereits seit 1419 wurden in Italien Cembali und andere Kielinstrumente hergestellt; im 16. und 17. Jahrhundert galt das Land dann als Zentrum des Cembalobaus. Die meisten Werkstätten befanden sich in den großen, kulturell, wirtschaftlich und politisch bedeutenden Städten Venedig, Mailand, Bologna, Rom und Neapel, einige aber auch in kleineren Ortschaften. Nach heutigem Wissensstand wurden italienische Kielinstrumente auch in andere Länder in ganz Europa exportiert, und allein aus dem 16. Jahrhundert sind heute noch rund 50 Cembali und rund 100 Virginale erhalten. Auch die frühesten erhaltenen Cembali sind italienisch: ein Instrument von Vincentius von 1515/1516 aus dem Besitz Papst Leos X. (heute in der Accademia Chigiana, Siena) und ein Cembalo des Hieronymus Bononiensis von 1521 (heute im Victoria and Albert Museum, London).
Italienische Cembali hatten bis ins 18. Jahrhundert normalerweise nur ein Manual, meistens mit hellen Untertasten (z. B. Buchsbaum) und dunklen Obertasten (z. B. Ebenholz). Manche Instrumente hatten verzierte Tasten mit Einlegearbeiten. Für den Bau der Instrumente wurden häufig wertvolle und haltbare harte Holzarten wie Zypresse oder Zeder benutzt, und die Korpuswände waren so zierlich und dünn, dass man sie zum Schutz in ein größeres Gehäuse legte, das oft reich verziert wurde (siehe rechte Abb. des Pietro Faby von 1677). Dieses Prinzip eines fragilen Instruments in einem stabilen äußeren Kasten mit Deckel nennt man auf Englisch inner-outer. Schon ab dem Ende des 16. Jahrhunderts wurden manchmal dickwandigere Instrumente aus Weichholz gebaut, die kein eigenes Gehäuse mehr brauchten, sondern direkt mit diesem und dem Deckel verbunden waren; diese heißen mit englischem Fachterminus false inner-outer, weil die Cembalobauer optisch oft ein Instrument in einem Schutzkasten vortäuschten.
Viele italienische Instrumente des 16. Jahrhunderts hatten ein 8-Fuß- und ein 4-Fuß-Register. Es gab aber auch Instrumente mit einem einzigen 8-Fuß-Register. Die heute als typisch italienisch angesehene Disposition von zwei 8-Fuß-Registern verbreitete sich ab Mitte des 16. Jahrhunderts. Seltener waren Cembali mit drei Registern wie 8'/8'/4' (z. B. Giusti 1679 und 1681) oder 8'/8'/8' (z. B. Mondini 1701). Viele Instrumente vor 1600 gingen recht weit in die Höhe, hatten im Bass aber eine kurze Oktave. Damit belief sich der gewöhnliche Umfang auf C/E bis mindestens c3, in vielen Fällen f3.
In der Regel wurden italienische Cembali im Laufe der Zeit umgebaut und modernisiert, manchmal mehrmals. Daher haben die meisten erhaltenen Instrumente heute die Disposition 8'/8', die sich ab ca. 1630 durchgesetzt hatte. Auch der Umfang wurde oft verändert und sank tendenziell um eine Quarte nach unten, also auf G1 bis c3 oder d3 – auch dies meistens mit kurzer G-Oktave oder zumindest einigen fehlenden Halbtönen im Bass.
Italien war auch die Heimat des sogenannten cembalo cromatico, und gegen Ende des 16. Jahrhunderts bis etwa 1650 hatten viele italienische Cembali gebrochene Obertasten (siehe oben). Aus dem Rahmen fällt u. a. ein Cembalo des Frescobaldi-Schülers und Florentiner Organisten Francesco Nigetti von 1670 mit 5 Manualen, die um fünftel Töne gegeneinander versetzt waren.
Im 18. Jahrhundert wurden noch viele feine Cembali in Italien gebaut, auch wenn das Festhalten an einem einzigen Manual aus der Sicht anderer europäischer Länder etwas altmodisch oder begrenzt wirkte. Es gab nach wie vor Cembali vom echten inner-outer-Typ neben solchen vom false-inner-outer-Typ. Auch Instrumente mit kurzer Oktave auf C/E wurden nach wie vor gebaut, andererseits stieg der Umfang der Instrumente ab ca. 1740 auf rund 5 Oktaven (meist F1 bis f3).
Der Klang italienischer Instrumente war etwas „knackig“, aber nicht unbedingt so kurz, „perkussiv“ und gleichförmig, wie manchmal behauptet wird. Die klanglichen Unterschiede beruhten u. a. auf unterschiedlichen Saitenmaterialien und unterschiedlichen Hölzern für die Resonanzböden (z. B. Zypresse oder Fichte).

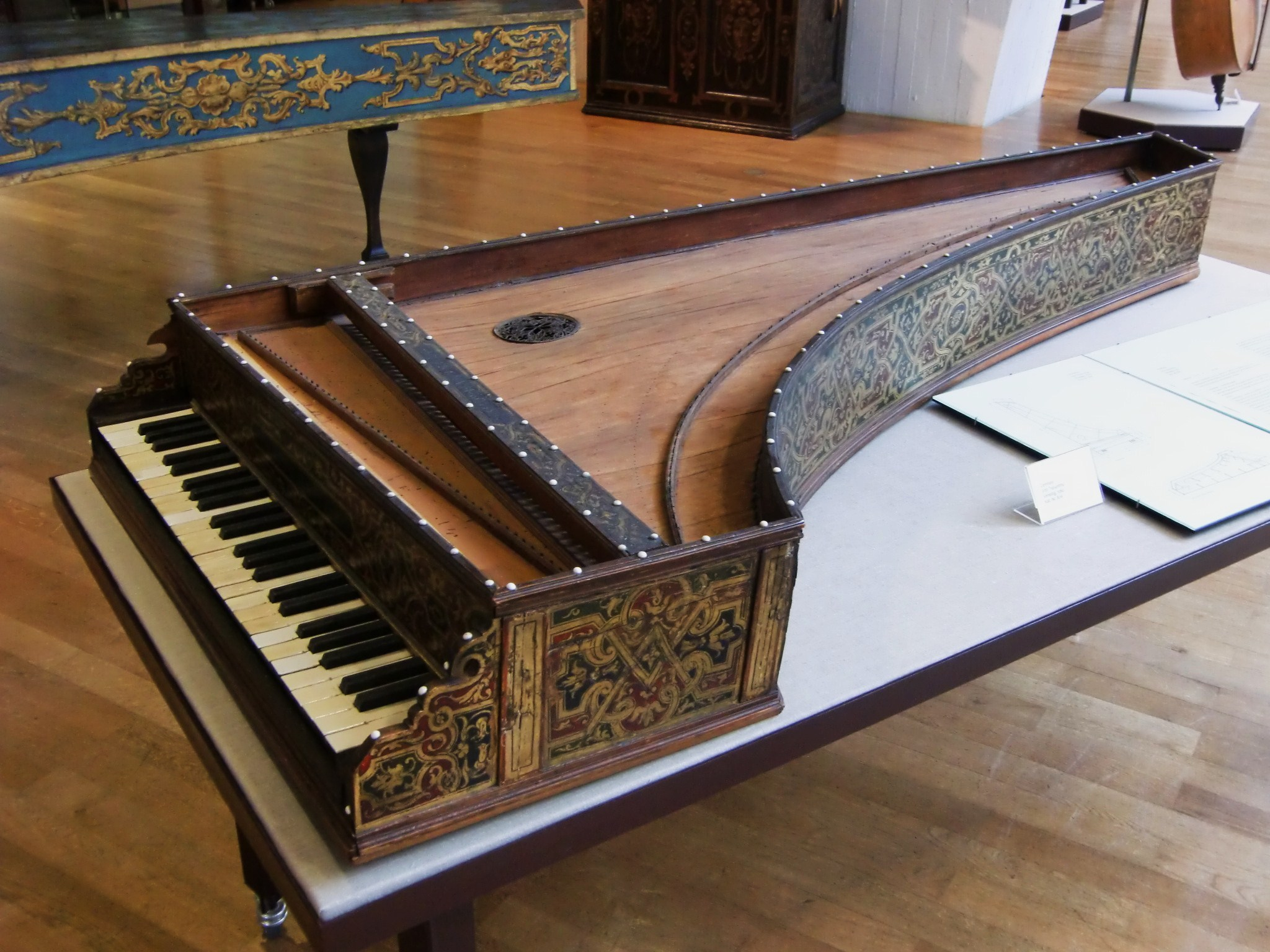
Vito Trasuntino (Venedig 1560) Berlin, Musikinstrumentenmuseum
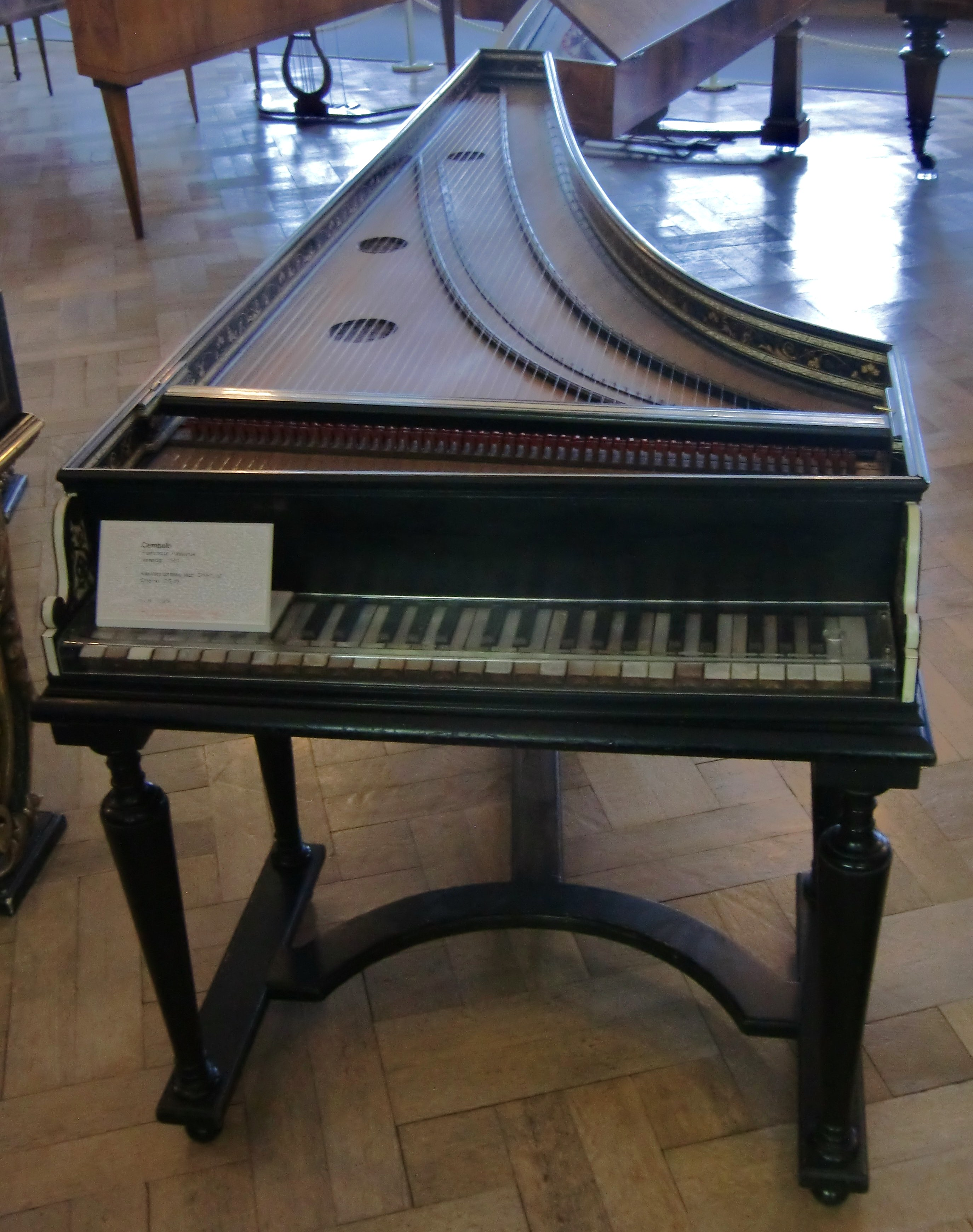
Franciscus Patavinus (Venedig 1561) München, Deutsches Museum
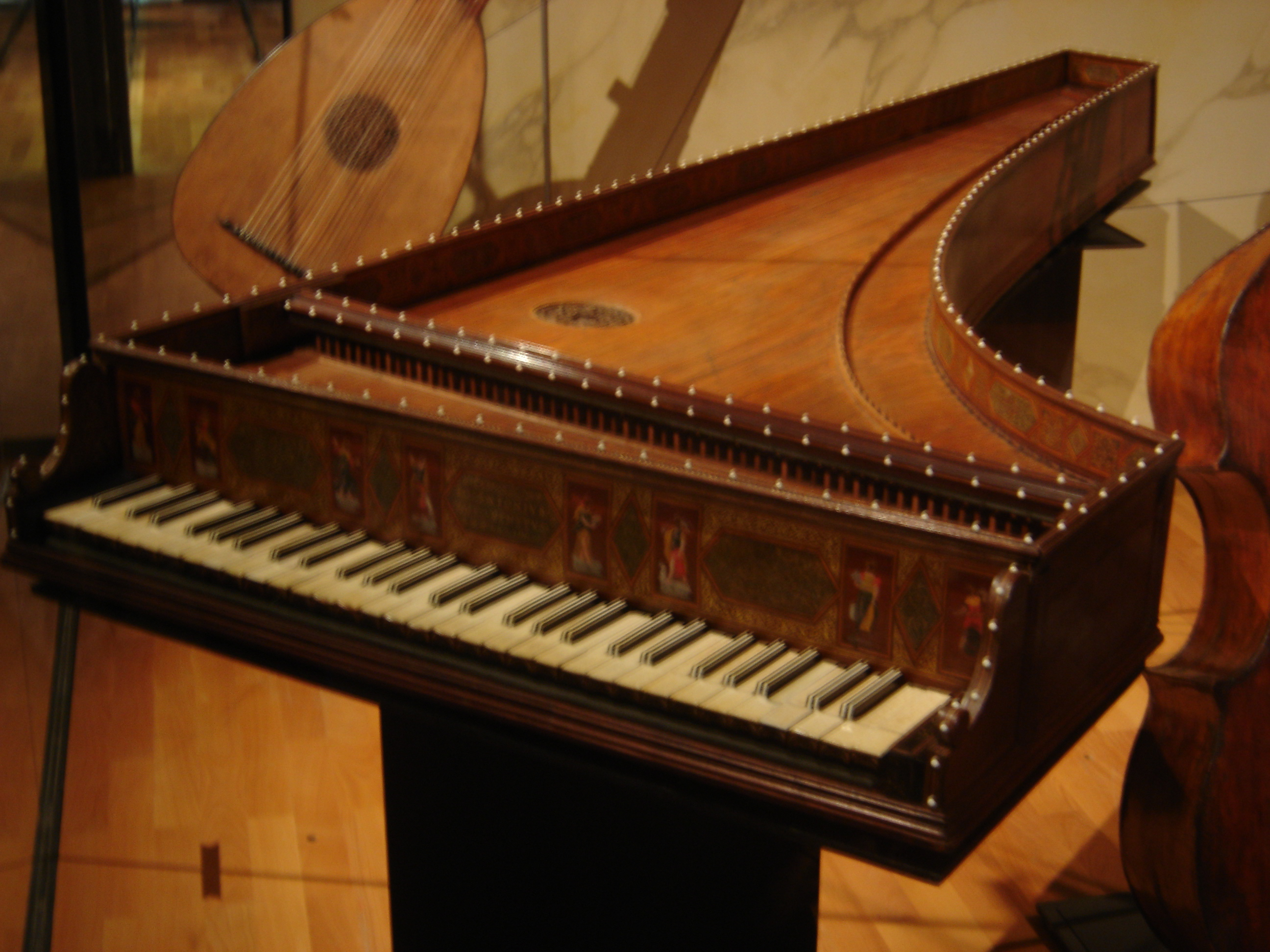
Giovanni Antonio Baffo (Venedig 1579) Paris, Musée de la musique
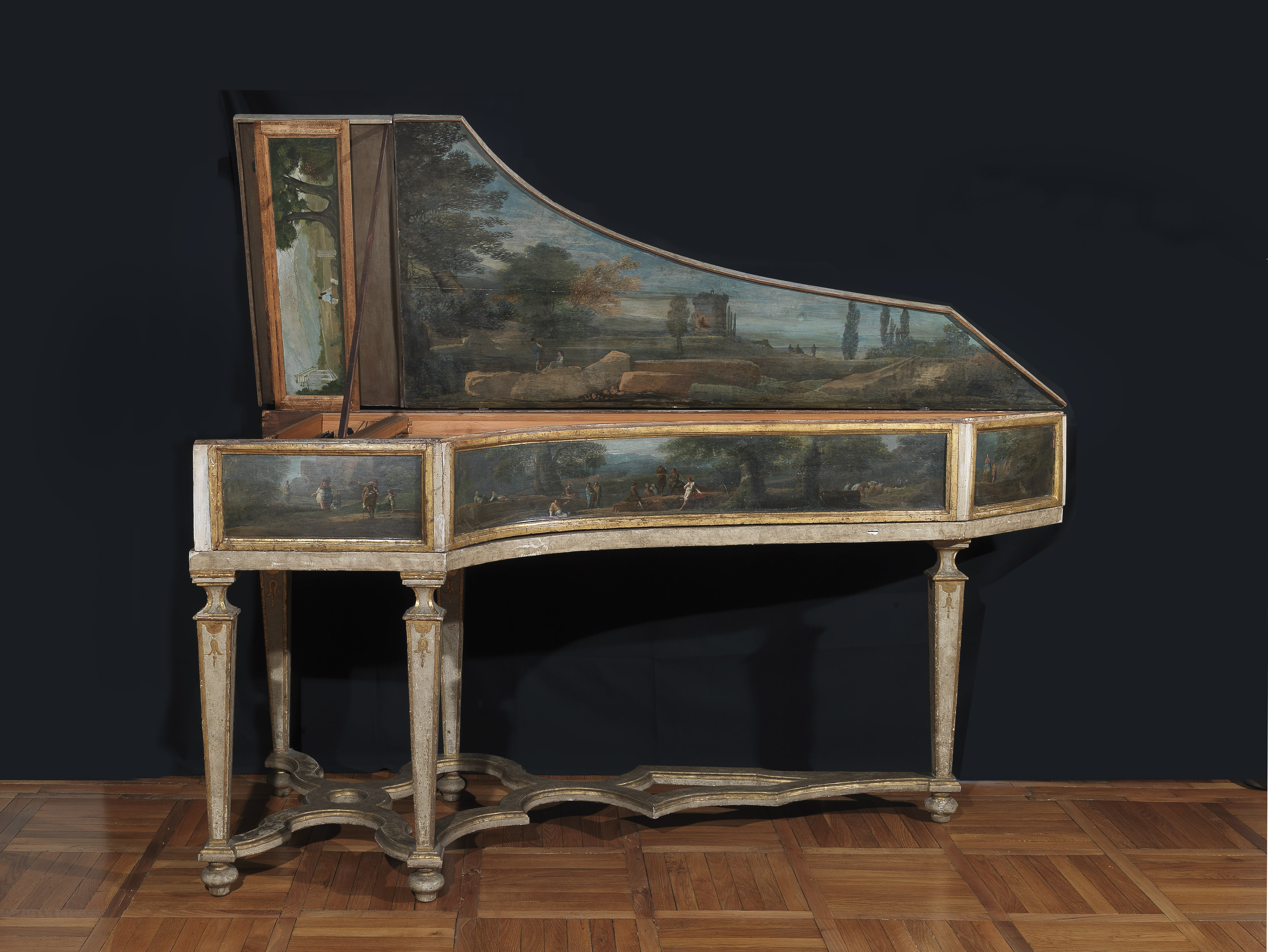
Cembalo von Anesi (17. Jahrhundert)
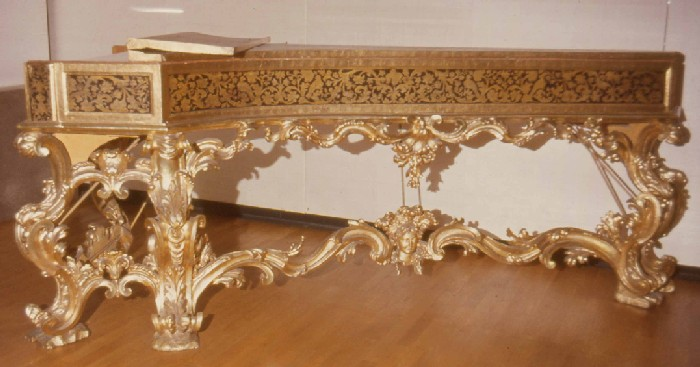
Grimaldi 1697 Nürnberg, Germanisches Nationalmuseum
A. Migliai (Florenz 1682) Hamburg, Museum für Kunst und Gewerbe
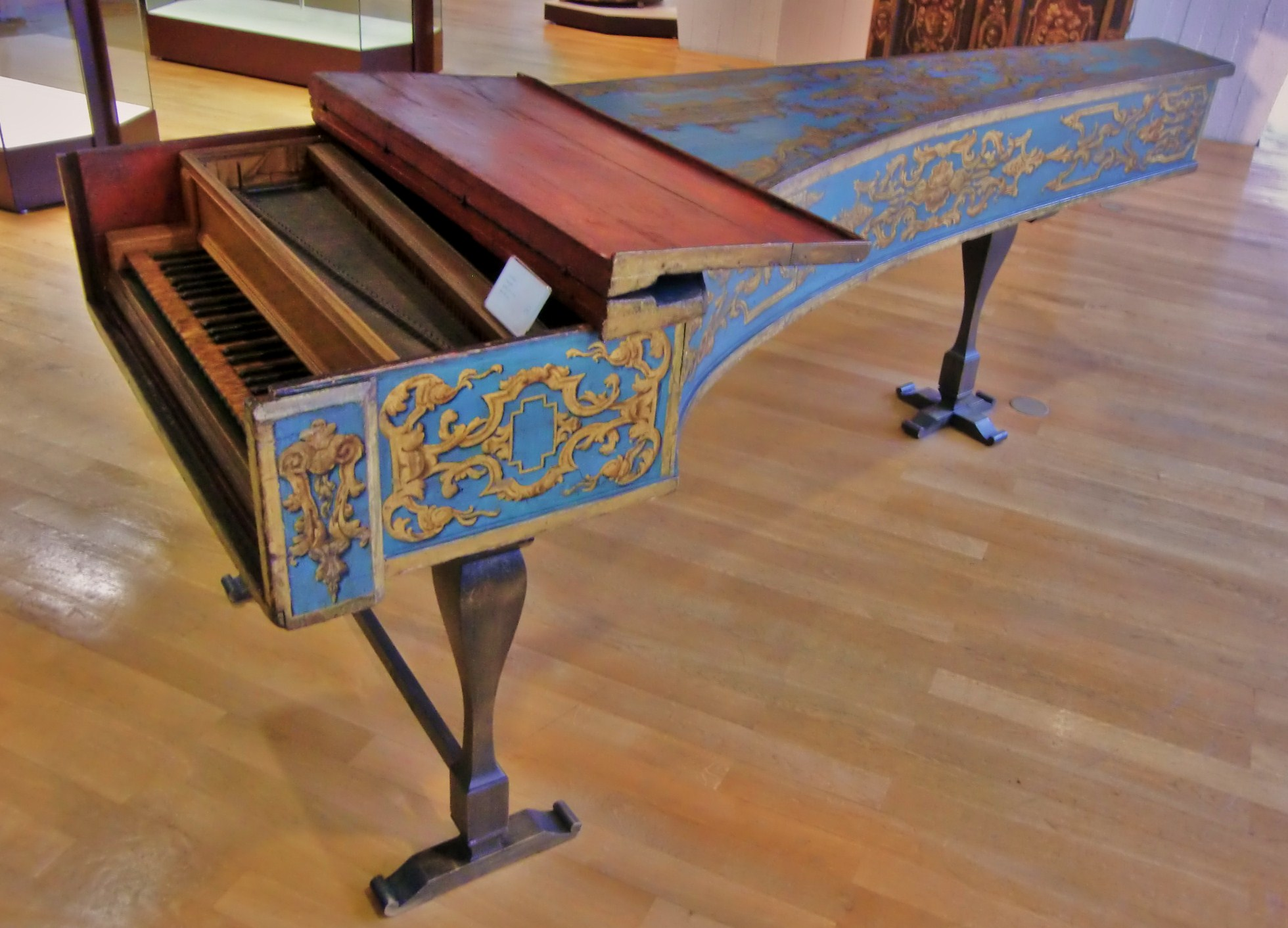
Anonymus (Italien, um 1700) Berlin, Musikinstrumentenmuseum
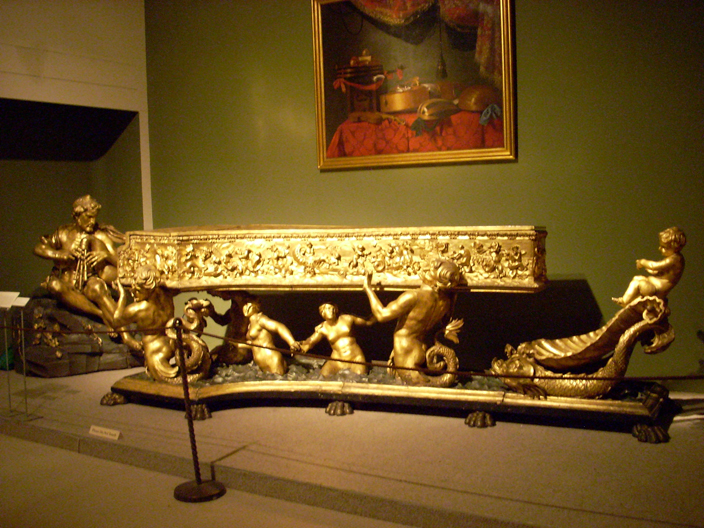
Michele Todini (Rom, um 1670) New York, Metropolitan Museum of Art
Mondini 1701 Hamburg, Museum für Kunst und Gewerbe

### Flandern

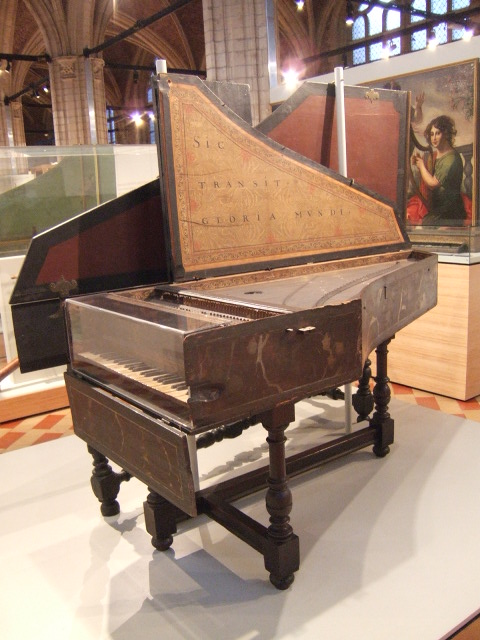
A. Ruckers 1644. Antwerpen, Vleeshuis Museum. Ein seltener Fall eines Ruckers-Cembalos mit der originalen Standard-Dekoration

Ein zweites großes Zentrum des Cembalobaus entwickelte sich in der zweiten Hälfte des 16. Jahrhunderts in Flandern, namentlich in der Handelsmetropole Antwerpen. Dies ist umso bemerkenswerter, da man aus dieser Region nur sehr wenig Cembalomusik kennt. Die ersten flämischen Kielinstrumente stammen von Ioes Karest, einem Instrumentenmacher, der vor 1500 in Köln geboren wurde und um 1560 vermutlich in Antwerpen starb. Zwei Virginale von seiner Hand haben sich erhalten, das eine von 1548 (Brüssel, Musée des instruments de musique), das andere von 1550 (Rom, Museo nazionale degli strumenti musicali). Das älteste bekannte flämische Cembalo in Kielflügelform (Sudbury/Massachusetts, Privatbesitz) wurde 1584 von Hans Moermans gebaut, der etwa 1570–1610 in Antwerpen tätig war. Um 1580 etablierte sich Hans Ruckers (ca. 1550–1598), der Begründer der Ruckers-Dynastie. Hans Ruckers’ Enkel Johannes Couchet und dessen Söhne führten die Familientradition erfolgreich weiter.
Die flämischen Cembali, die ab 1584 vor allem von den Ruckers erhalten sind, haben im Vergleich zu den italienischen inner-outer-Instrumenten relativ dicke, stabile Wände aus Weichholz, mit Resonanzböden aus Fichte oder Tanne. Ihr Korpus ist deutlich breiter als der italienischer Instrumente. Cembali vom Ruckers-Typus hatten ein Manual und ihre Original-Disposition bestand bis ca. 1650 aus einem 8-Fuß- und einem 4-Fuß-Register. Sie hatten eine kurze Oktave auf C/E, und der Umfang reichte bis c3. Es gab auch Instrumente mit zwei Manualen auf verschiedenen Tonhöhen, die man heute „Transponiercembali“ nennt, also eigentlich zwei Instrumente in einem (siehe oben); bei diesen war das Obermanual „normal“, das Untermanual hatte einen scheinbaren Umfang von C/E bis f3, klang aber eine Quarte tiefer.

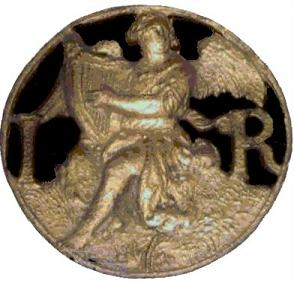
Rosette von Ioannes Ruckers

Die Ruckers-Instrumente hatten außerdem eine Standard-Dekoration, die außen aus einer Marmorierung bestand, und innen aus vorgefertigten Tapeten, die Intarsien vortäuschten; auch das Innere des Deckels war „tapeziert“ und trug einen Sinnspruch, wie z. B. Soli Deo Gloria (et Sanctum Nomen Eius) (= „Nur zu Ehren Gottes (und in seinem Namen)“) oder Sic Transit Gloria Mundi (= „So vergeht der Ruhm der Welt“). Der Resonanzboden war (im Gegensatz zu italienischen Instrumenten) bemalt mit Blumen, Vögeln, Schmetterlingen und „Ungeziefer“, und zum Teil auch mit kleinen Figuren wie Engeln oder grotesken Zwergengestalten, sogenannten Callotti (nach Jacques Callot). Es gab auch Instrumente mit wertvollerer Dekoration, z. B. mit einem Deckelgemälde. Die Untertasten waren (ursprünglich) weiß (aus Knochen), die Obertasten schwarz.
Die Couchets bauten ab ca. 1650 auch Cembali mit anderen Dispositionen, z. B. 8'/8' oder mit drei Registern.
Die Instrumente der Ruckers und Couchets wurden besonders in Frankreich und England so sehr geschätzt, dass ihre Preise auf zum Teil astronomische Höhen stiegen. Die Instrumente wurden außerdem (ähnlich wie italienische Cembali) schon seit dem 17. Jahrhundert oft verändert und umgebaut, zum Teil drastisch. Auch der Dekor wurde oft verändert. In Paris wurden im 18. Jahrhundert auch Fälschungen gebaut, zum Teil von berühmten Cembalobauern wie Pascal Taskin.
Die geradezu mystifizierten Cembali der Ruckers hatten außerdem einen enormen Einfluss auf den Cembalobau des 18. Jahrhunderts vor allem in Frankreich und England, aber auch in Deutschland.
Nach dem Aussterben der Ruckers-Couchet waren die bekanntesten süd-niederländischen Cembalobauer in der Mitte des 18. Jahrhunderts die Familie Dulcken in Antwerpen und Albert Delin in Tournai. Der Tonumfang der Instrumente stieg ebenfalls im 18. Jahrhundert, bis er um ca. 1740 bis 1750 fünf volle Oktaven erreichte. Delins erhaltene Instrumente sind alle einmanualig mit 8'/8'+Laute. Von den Dulckens gibt es ein- und zweimanualige Cembali. Die zweimanualigen Cembali sind sehr lang (viel länger als z. B. französische), und sie haben alle ein Nasalregister, also 3 × 8', 1 × 4' + Laute.

Andreas Ruckers 1635 Hamburg, Museum für Kunst und Gewerbe
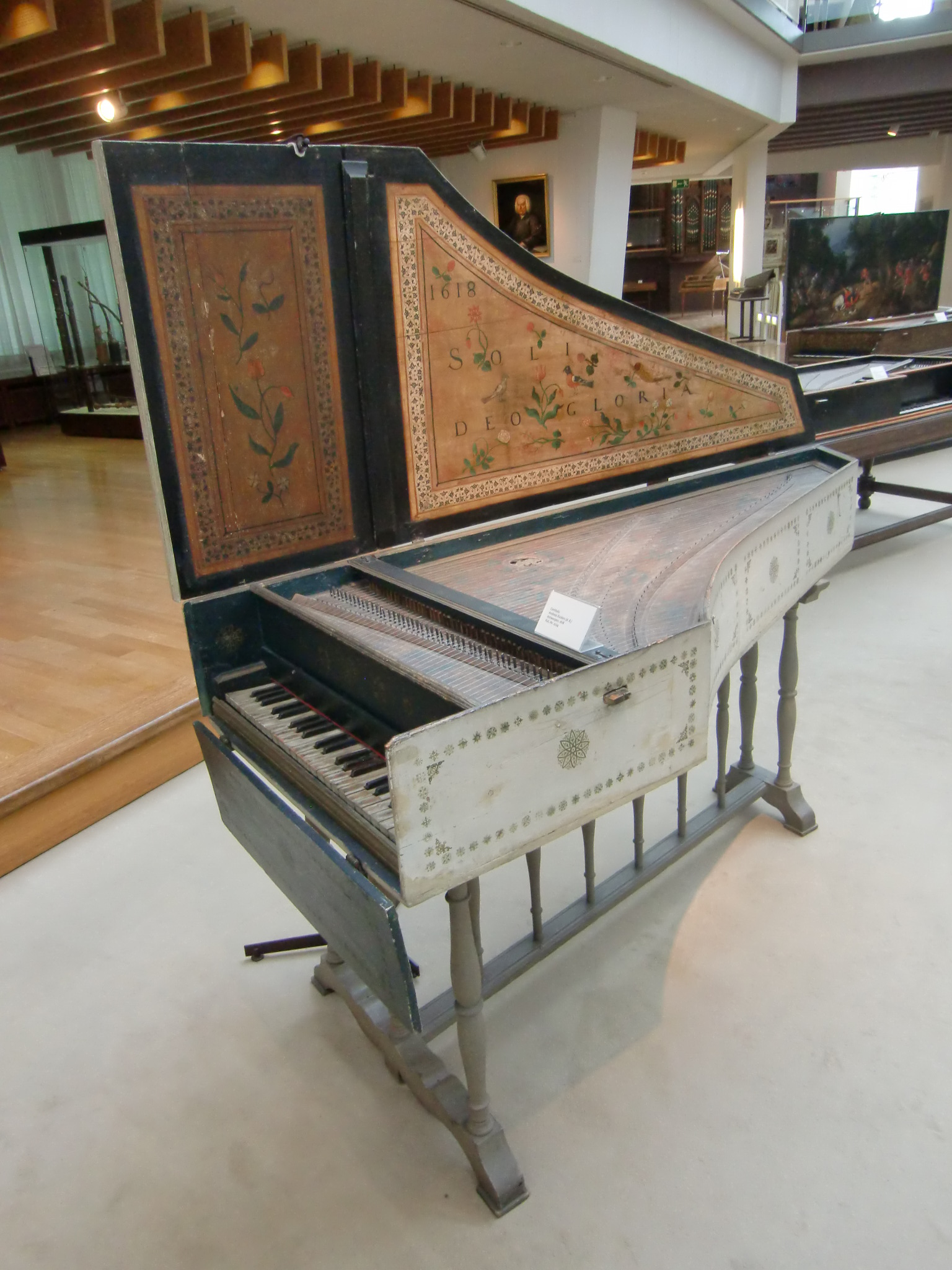
Andreas Ruckers 1618 Berlin, Musikinstrumentenmuseum
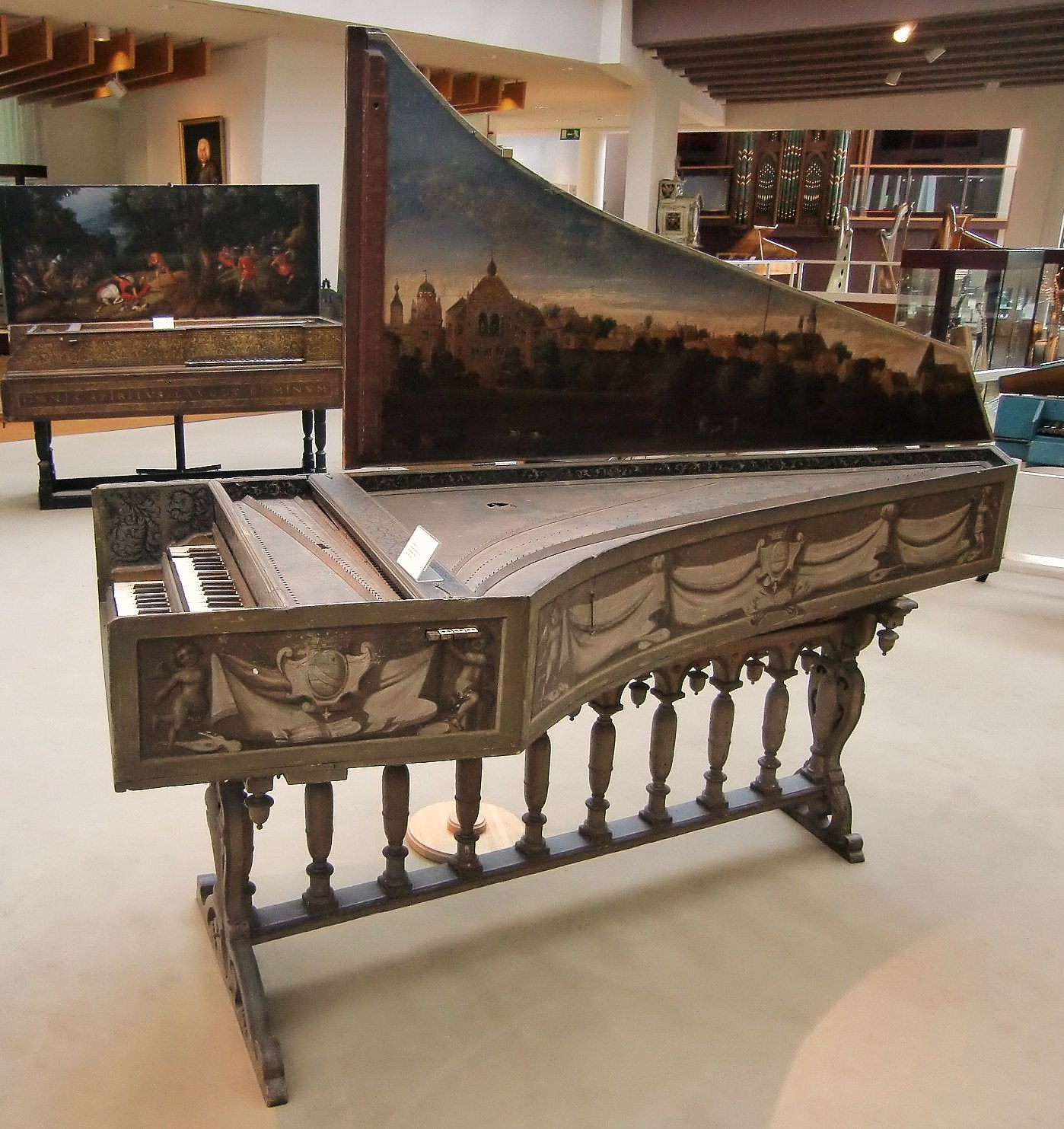
Andreas Ruckers 1620 Berlin, Musikinstrumentenmuseum
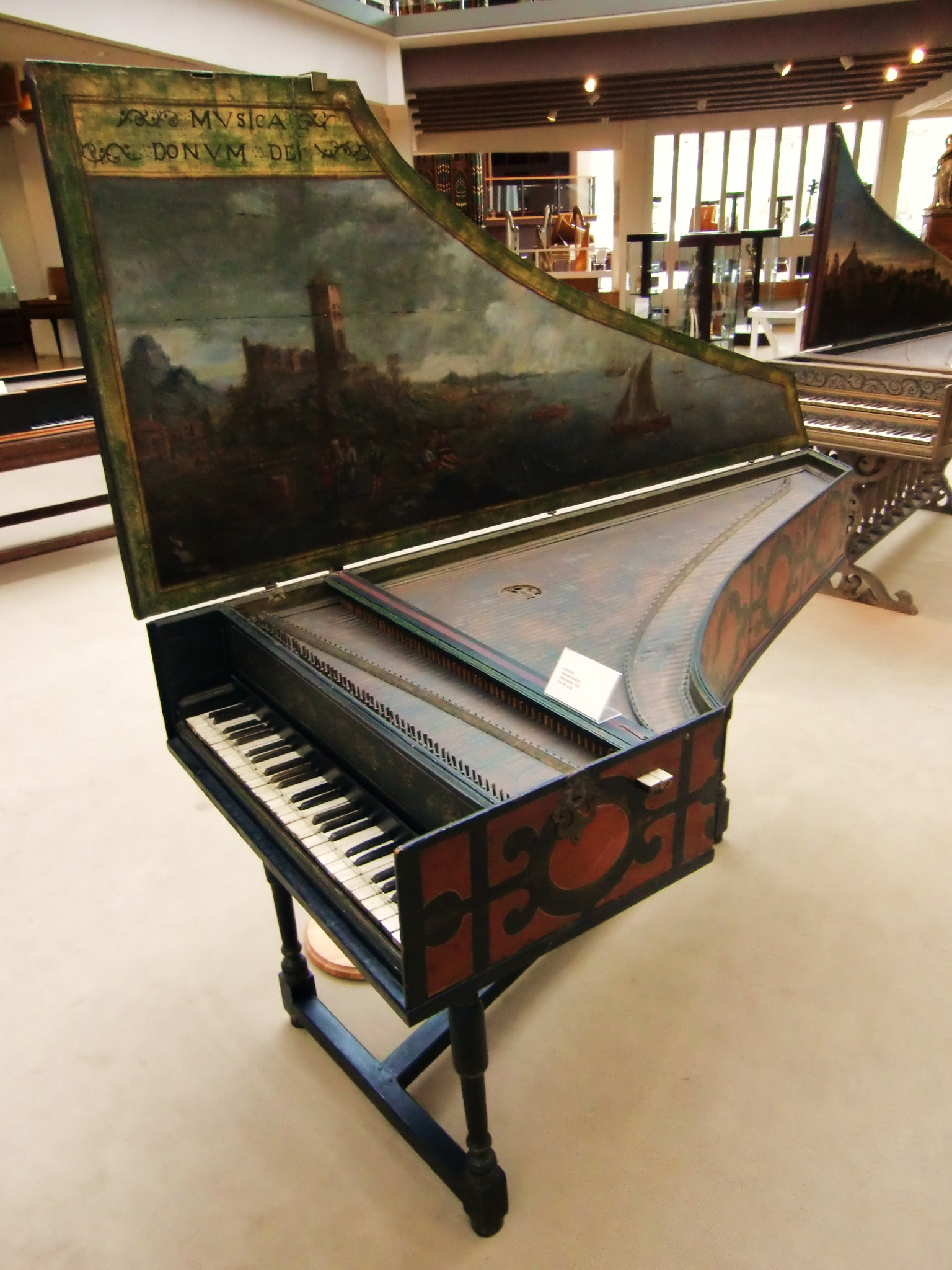
Ioannes Ruckers 1627 Berlin, Musikinstrumentenmuseum
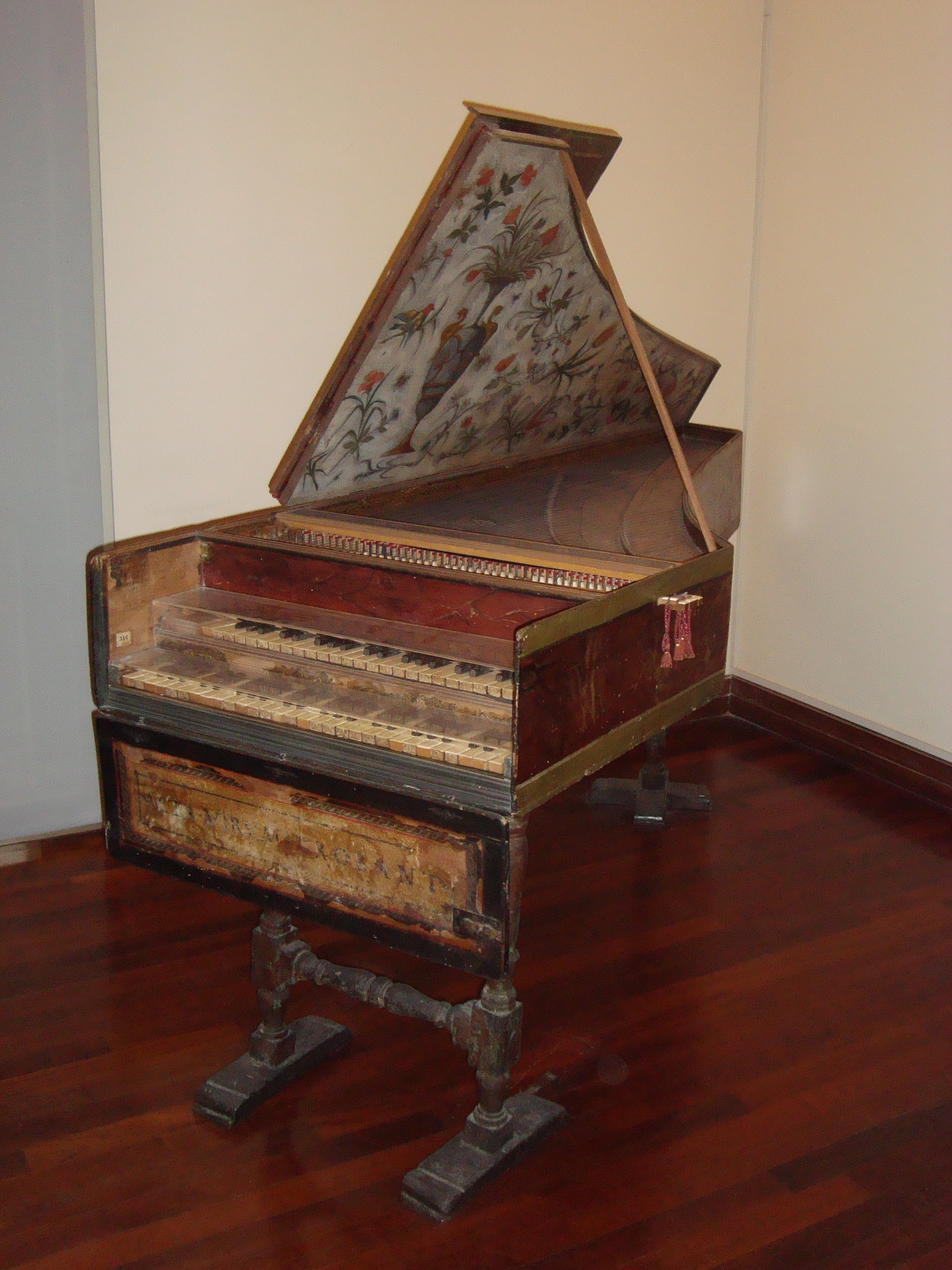
Ioannes Ruckers 1637 Rom, Museo nazionale degli strumenti musicali
J. D. Dulcken 1755 Hamburg, Museum für Kunst und Gewerbe

### „Internationaler Stil“
In Frankreich, Deutschland und England baute man bis etwa zum Jahr 1700 und zum Teil noch darüber hinaus relativ dünnwandige, grundtönige Cembali, fast immer aus einer für das Herkunftsland typischen Holzart (z. B. Nussbaum in Frankreich, Eiche und später Nussbaum in Großbritannien usw.). Diese Instrumente waren fast so zierlich gearbeitet wie die italienischen, sie hatten oft Wände von einer mittleren Stärke und brauchten meistens keinen eigenen Schutzkasten wie die Instrumente aus Italien. Aufgrund dieser Charakteristika spricht man für diese Gruppe von Cembali von einem „internationalen Stil“ des 17. Jahrhunderts, obwohl die erhaltenen Cembali dieser Länder auch eigene Züge tragen.

### Frankreich

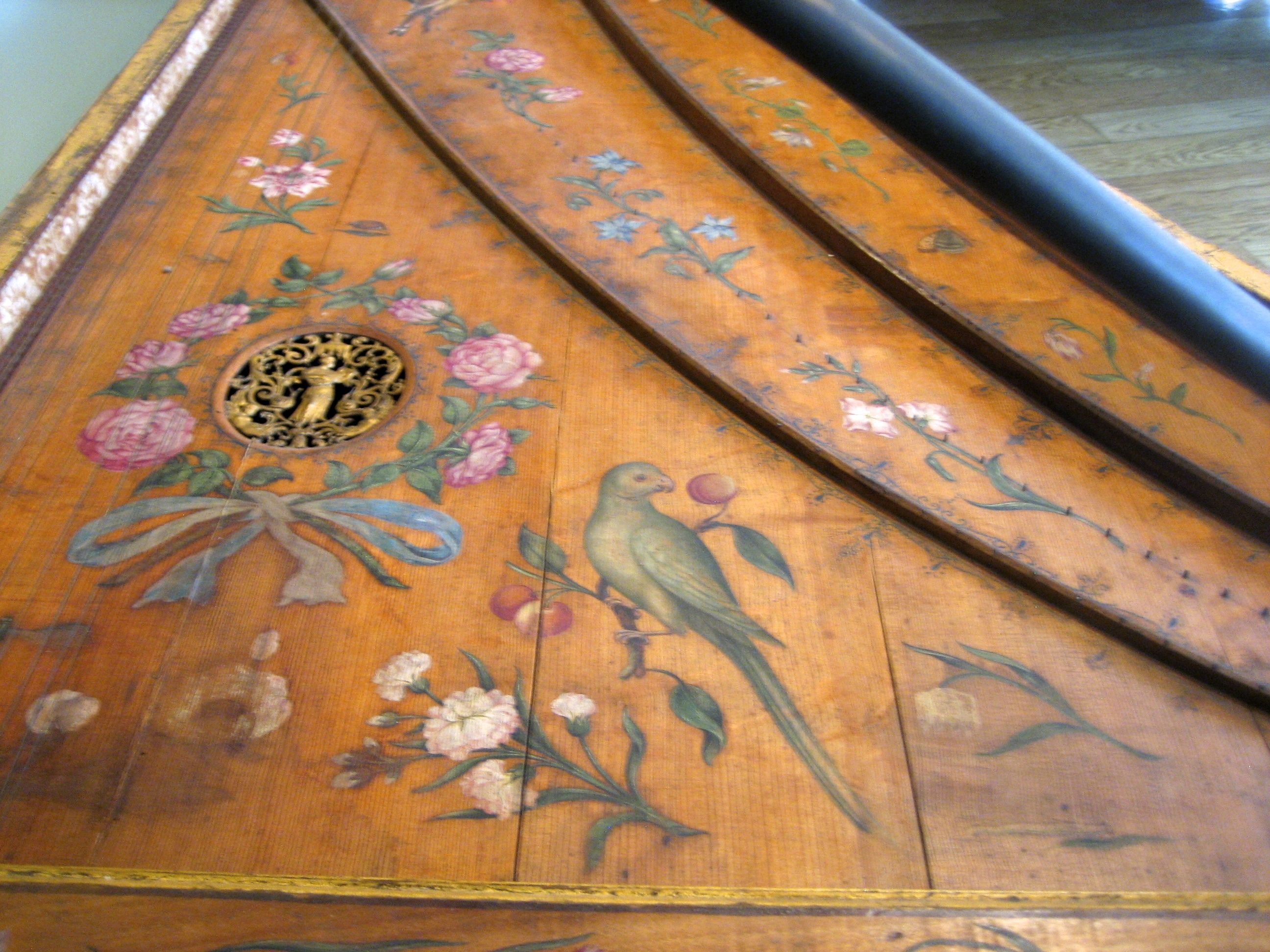
Resonanzboden des Cembalos von Jean II Denis, 1648. Heute in Issoudun

Das Zentrum des französischen Cembalobaus lag in Paris. Daneben gab es auch Herstellungsstätten in Lyon und Toulouse. Erste Erwähnungen wirklicher Cembali (also keine Virginale franz. épinettes) finden sich im de la Barre-Inventar von 1600 und in Mersennes Harmonie universelle von 1636. Das Cembalo erlebte eine große Blütezeit im Frankreich Ludwigs XIV und seiner Nachfolger; daher wird es bis heute und nicht nur in Frankreich oft als typisch französisches Instrument angesehen.
Das erste erhaltene französische Cembalo von Jean II Denis (1600–1672) stammt von 1648. Es ist auch das erste erhaltene Exemplar mit zwei Manualen auf gleicher Tonhöhe (im Gegensatz zu den sogenannten „Transponier-Cembali“ der Ruckers) – ein sogenanntes „Kontrastcembalo“ mit 8'/8'/4'-Disposition und Lautenzug. Abgesehen von einfacheren einmanualigen Cembali blieb dies für die nächsten 140 Jahre die typische Standard-Ausstattung eines französischen Cembalos. Das 1681 erbaute Vaudry-Cembalo zählt zu den wenigen noch spielbaren Cembali jener Zeit.
Um 1700 fand nach und nach eine wichtige Wende statt: Ausgelöst durch den Einfluss der Ruckers-Instrumente wurden die Cembali nicht mehr aus Nussbaum-, sondern vor allem aus Weichhölzern gebaut, die Korpusstärke wurde viel dicker und der Korpus breiter. Der Tonumfang war im 17. und frühen 18. Jahrhundert meistens G1–c3 oder d3 , sehr oft mit kurzer Oktave auf G1/H1. Dieser Umfang stieg im 18. Jahrhundert, die kurze Bassoktave wurde nach und nach chromatisiert und um ca. 1740 bis 1750 erreichte er fünf volle Oktaven, normalerweise F1-f3. All diese Entwicklungen führten zu immer größeren Instrumenten, und der ursprüngliche, etwas „knackige“ Ton der Cembali aus dem 16. und 17. Jahrhundert ging langsam verloren.
In der Spätzeit von ca. 1760 bis zur Revolution versuchte man einige Neuerungen, z. B. Kiele aus weichem Büffelleder (peau de buffle) und auch eine „Maschine“, um Register während des Spielens mittels Kniehebeln (genouillères) ein- und auszuschalten.
Im Gegensatz zu normalen italienischen und den originalen Ruckerscembali hatten französische Cembali immer schwarze Untertasten (aus Ebenholz) und weiße Obertasten, und die Tasten waren relativ schmal. Der Resonanzboden war mit Blumen und evtl. mit Vögeln bemalt. Die Nussbaum-Instrumente des 17. Jahrhunderts konnten mit reichen Einlegearbeiten aus anderen Hölzern verziert sein. Instrumente, die für die Palais’ reicher Aristokraten gedacht waren, waren oft kunstvoll und märchenhaft dekoriert, je nach Stil und Epoche mit Malereien, Chinoiserien und Vergoldungen.

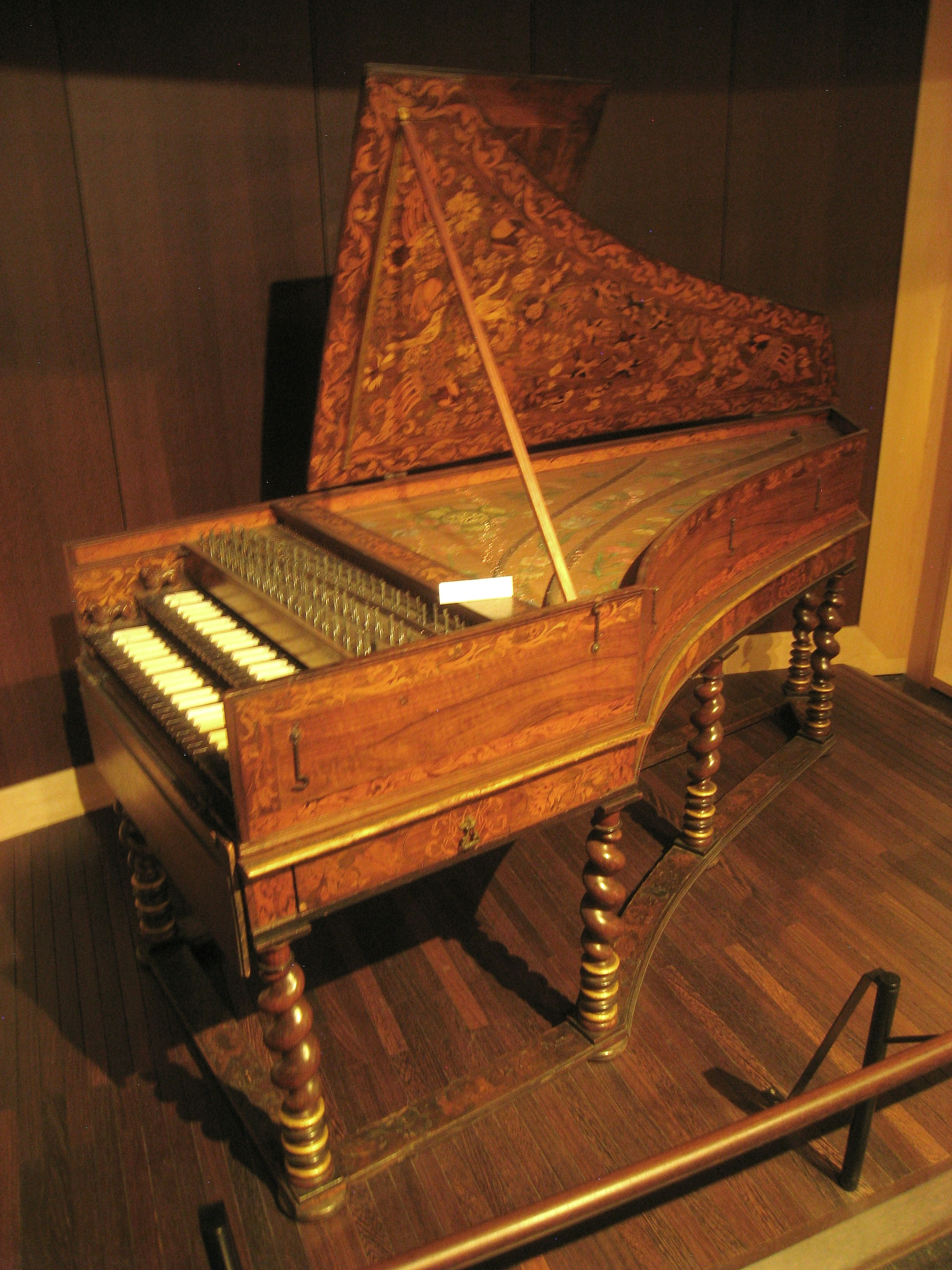
Vincent Tibaut (Toulouse 1679) Brüssel, Musée des instruments de musique
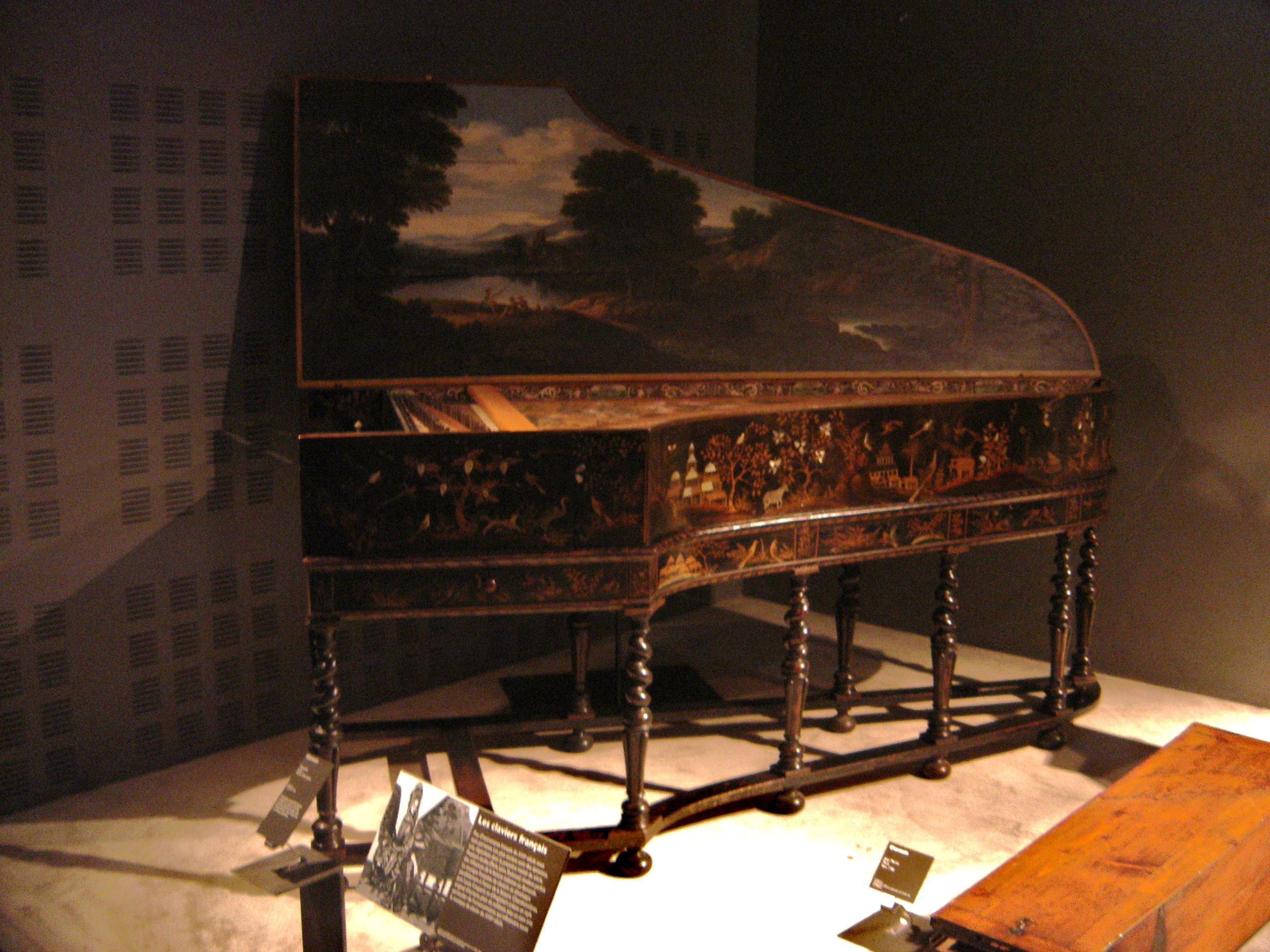
Anonymus (vermutlich Lyon, 17. Jahrhundert) Paris, Musée de la musique
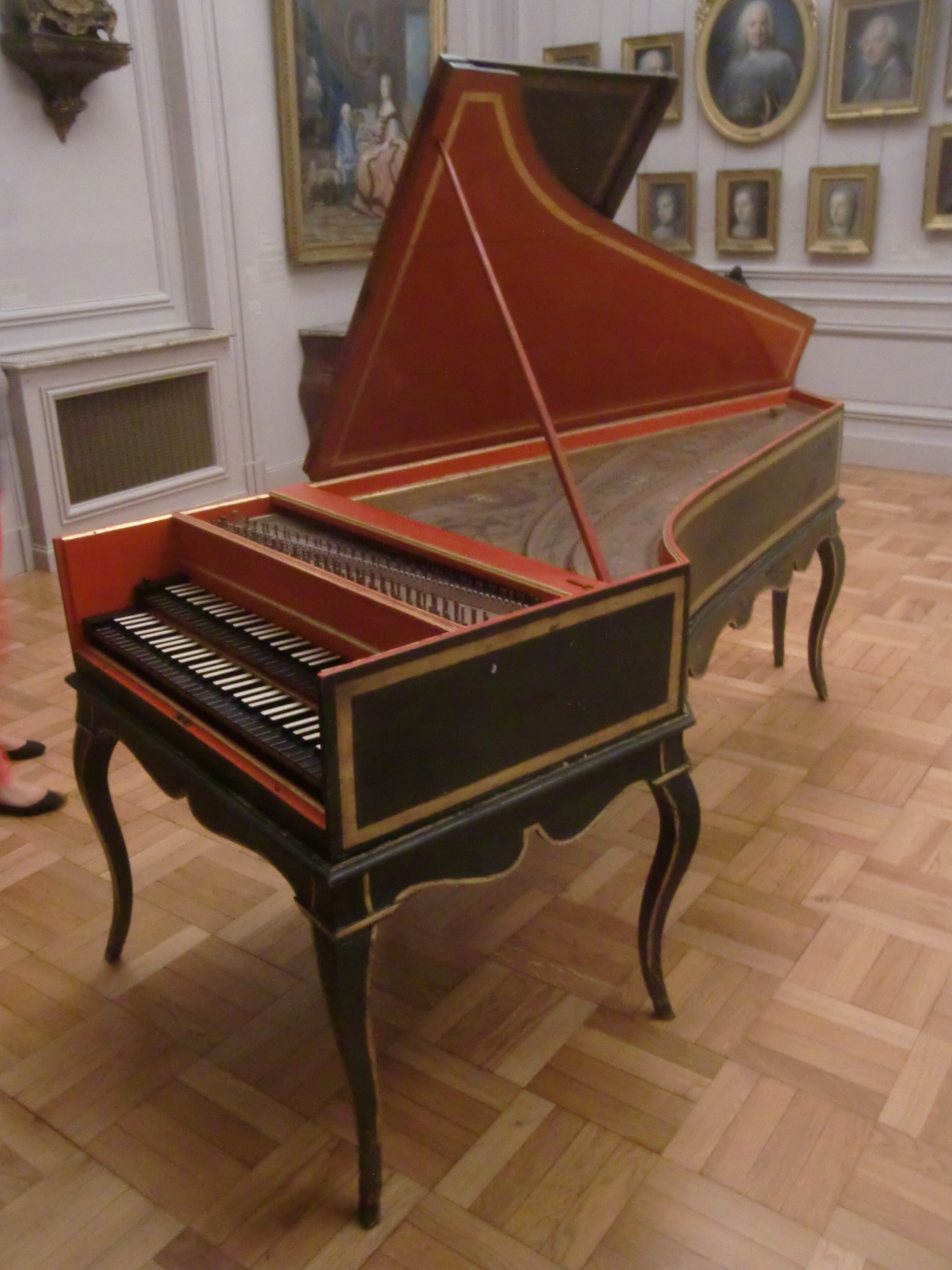
Benoist Stehlin (Paris 1750) Saint-Quentin, Musée Antoine-Lécuyer
Anonymus (Frankreich, um 1730 oder grand ravalement nach 1750) Hamburg, Museum für Kunst und Gewerbe

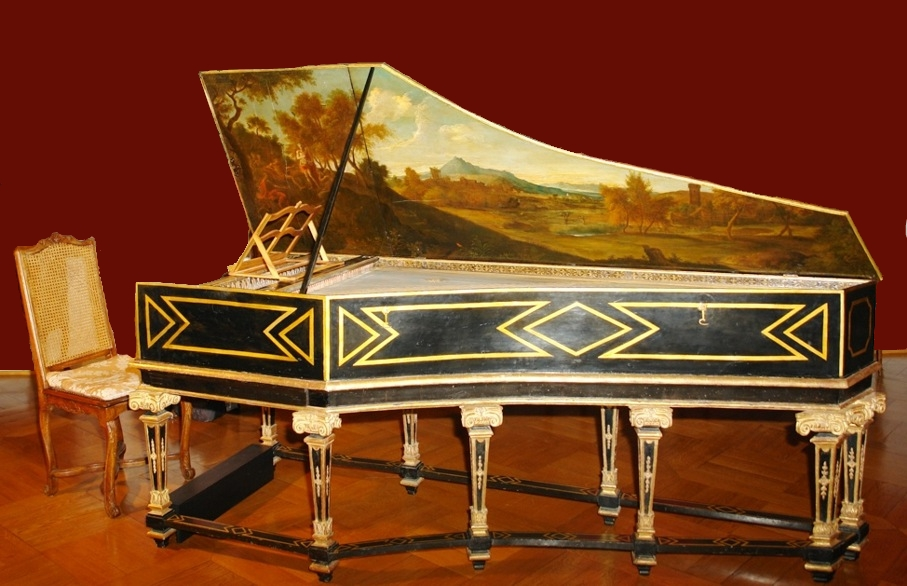
Ioannes Ruckers (?) 1624, petit ravalement um 1700 (?). Colmar, Musée de Unterlinden. Eines der berühmtesten und meist eingespielten Cembali

#### Franko-flämische Instrumente
Zahlreiche Cembali der Ruckers und anderer flämischer oder französischer Bauer des 17. Jahrhunderts wurden ab dem späten 17. Jahrhundert einem sogenannten kleinen (petit) oder großen (grand) ravalement unterzogen – man spricht hier von franko-flämischen Cembali.
Bei einem petit ravalement wurde oft die Disposition von 8'/4' verändert, entweder auf 8'/8' oder auf 8'/8'/4'. Der Tastatur-Umfang wurde nach unten um einige Töne erweitert, also z. B. von C/E–c3 auf G1/H1–c3. Zu diesem Zwecke wurde oft die alte Tastatur gegen eine neue ausgewechselt; die Tasten waren schmaler als vorher, um mehr Platz für die neuen Töne zu schaffen. Bei zweimanualigen Transponier-Cembali wurden die beiden Manuale auf die gleiche Tonhöhe gebracht, und das obere Manual um die fehlenden Töne „gefüllt“.
Ein grand ravalement wurde durchgeführt, um den Umfang auf fünf volle Oktaven auszudehnen (normalerweise F1–f3). Hier reichte es nicht mehr, die Tasten schmaler zu machen, sondern der ganze Corpus des ursprünglichen Instrumentes musste verbreitert und umgebaut werden, unter Umständen auch von innen her verstärkt. Ursprünglich einmanualige Instrumente wurden dabei oft in zweimanualige umgewandelt (z. B. ein I.I. Couchet 1680 – Blanchet 1750 (Boston, Museum of Fine Arts)). Im extremsten Fall nahm man (rechteckige) Resonanzböden aus alten Ruckers-Virginalen, und baute darum herum ein neues „Ruckers-Cembalo“ (z. B. ein Ioannes Ruckers 1632 – Jean-Claude Goujon 1757 (Frankreich, Privatbesitz).
Solche ravalements wurden von vielen sehr guten und bekannten Bauern durchgeführt, angefangen bei Nicolas Blanchet (1660–1731), über Jean-Claude Goujon (tätig 1743–1758) bis zu Pascal Taskin (1723–1793). Diese Praktiken führten allerdings gelegentlich auch zu echten Fälschungen von Ruckers-Cembali á grand ravalement, z. B. signierte Goujon ein gleißnerisch schönes mit Gold-Chinoiserien auf schwarzem Lack verziertes Instrument mit „Hans Ruckers 1590“ (Paris, Musée de la Musique), das man lange Zeit für einen echten Ruckers hielt. Erst bei einer Reparatur kam die wahre Signatur von Goujon von 1749 ans Licht; das Instrument war außerdem 1784 einem ravalement durch Joachim Swanen unterzogen worden. Ähnliches gilt für ein ebenfalls spektakulär mit Chinoiserien dekoriertes Cembalo im Hamburger Museum für Kunst und Gewerbe (Beurmann-Sammlung), das Taskin für ein „Anderias Ruckers  … 1636“ ausgab, welches er angeblich 1787 erneuert hatte – in Wahrheit ist kein einziger Span von Ruckers.

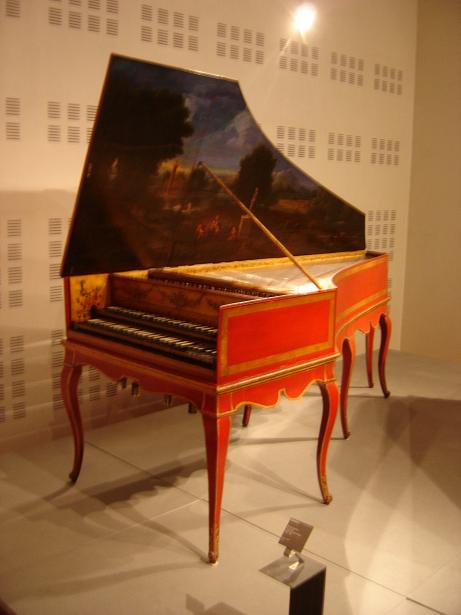
Dumont 1697, ravalé von Taskin 1789 Paris, Musée de la musique
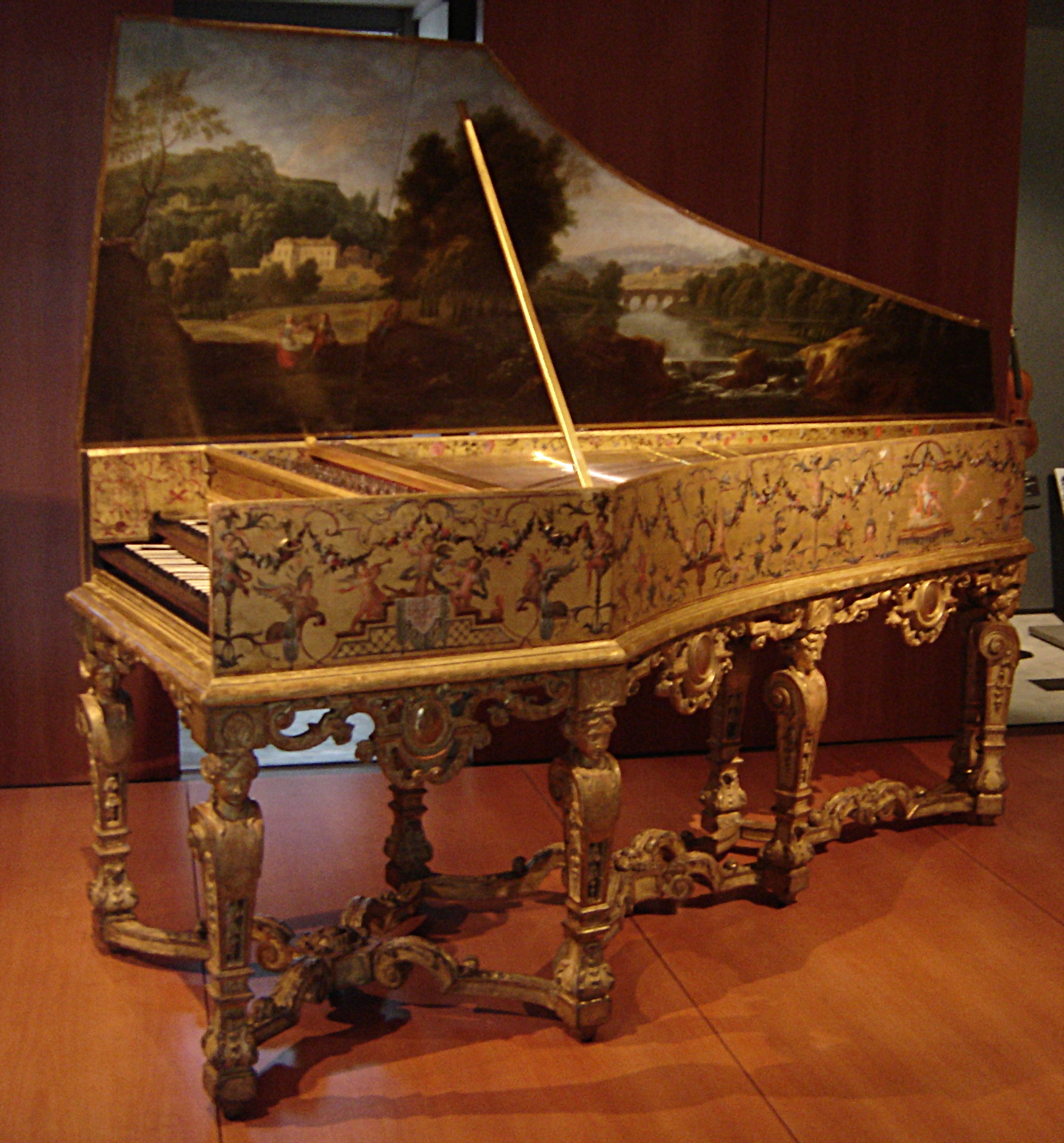
J. Couchet 1652, ravalé in Paris 1701 Paris, Musée de la musique
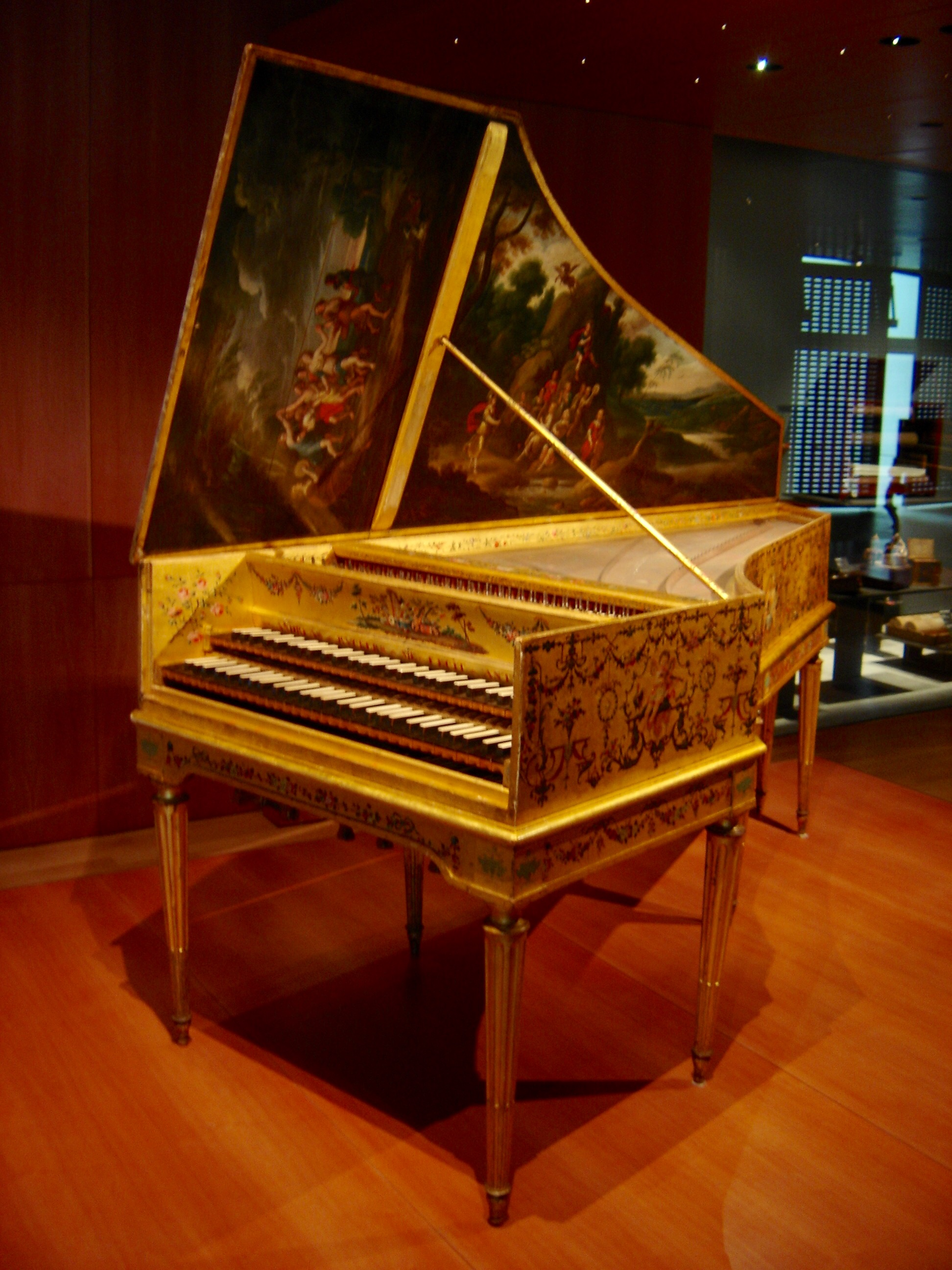
A. Ruckers 1646, ravalé von Blanchet 1756 und Taskin 1780 Paris, Musée de la musique
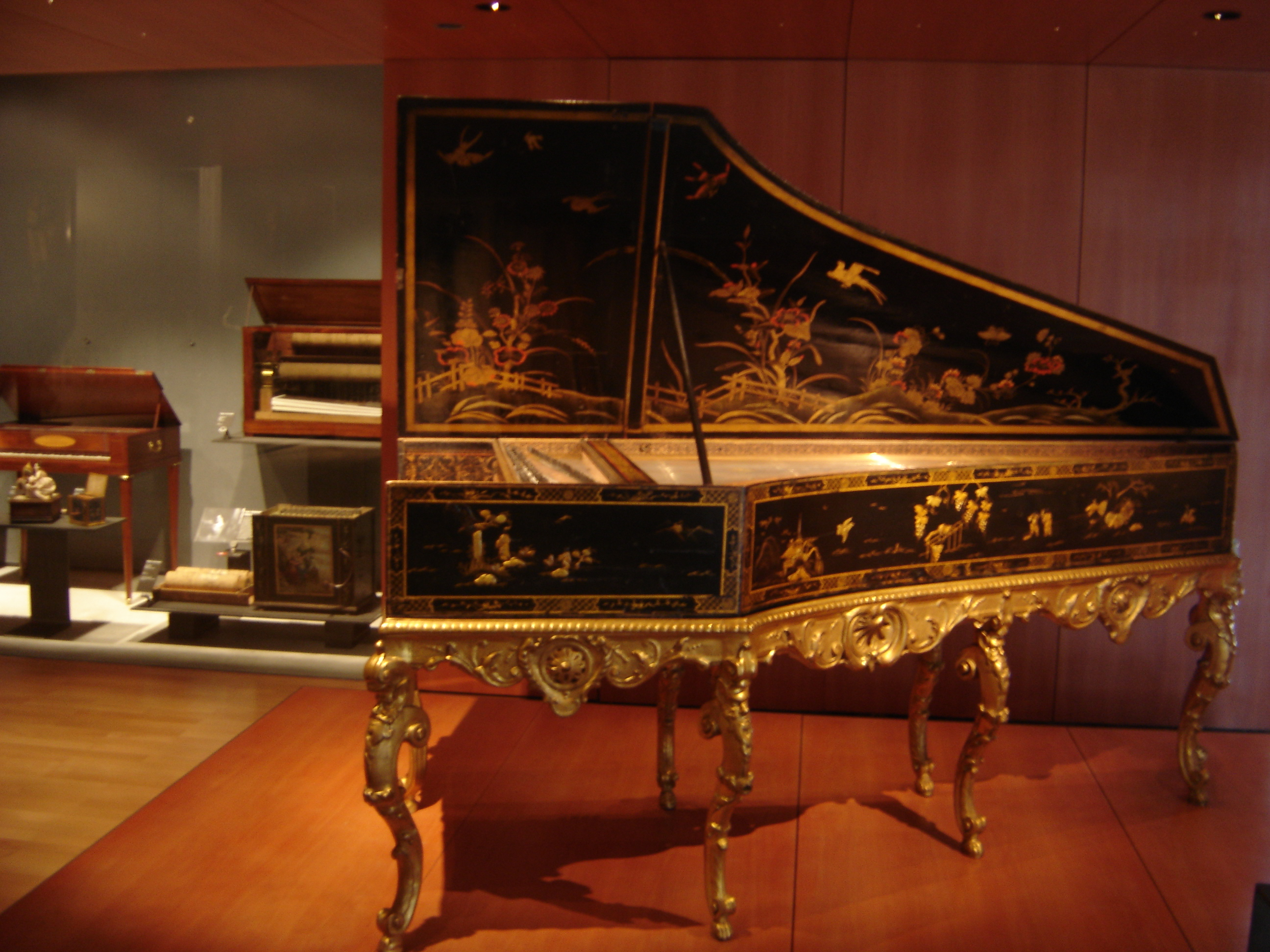
Goujon 1749, ravalé von J. J. Swanen 1784 (Fälschung eines „Hans Ruckers 1580“) Paris, Musée de la musique
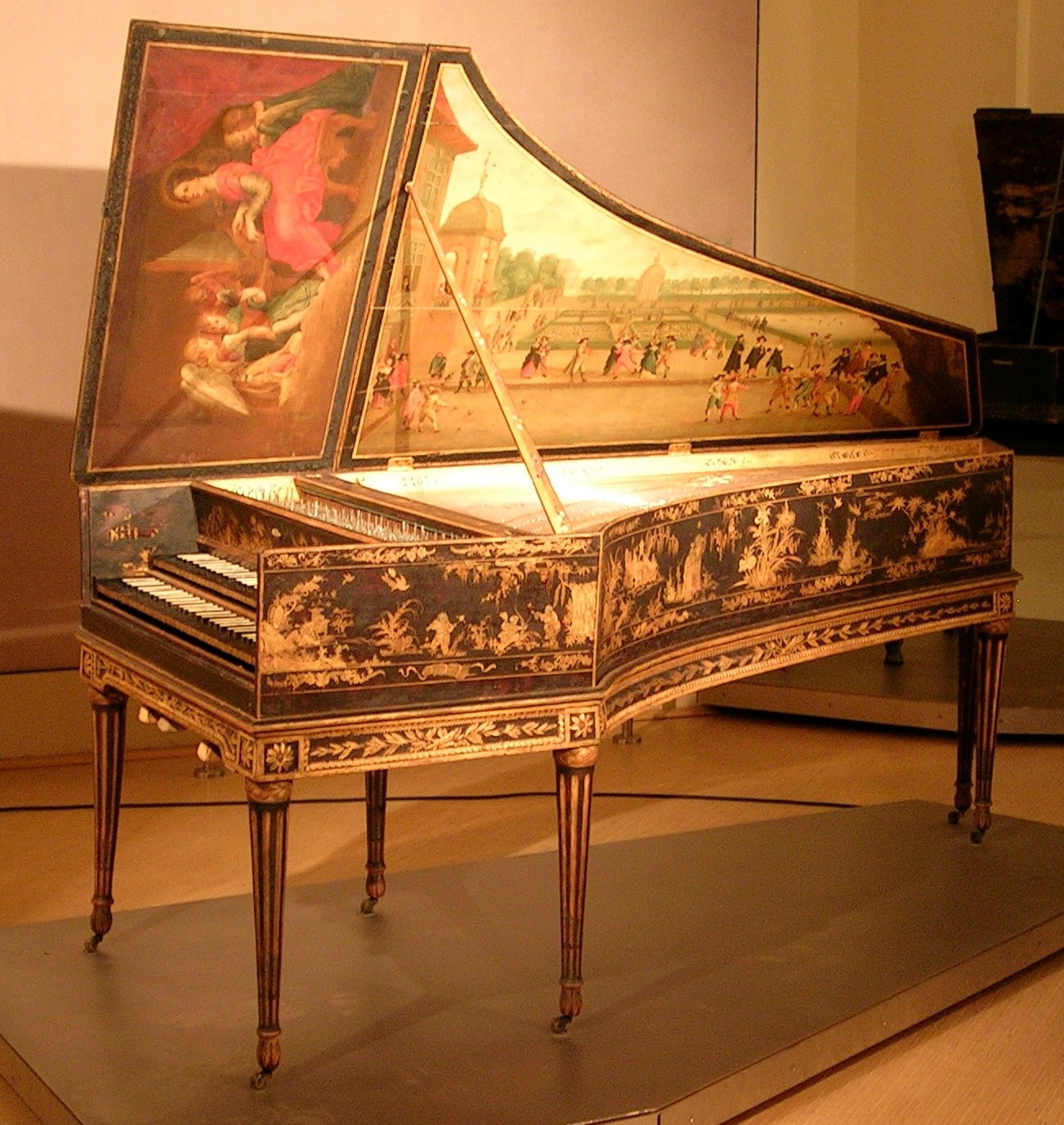
Taskin 1787 (Fälschung eines „Andreas Ruckers 1636“) Hamburg, Museum für Kunst und Gewerbe

### Deutschland

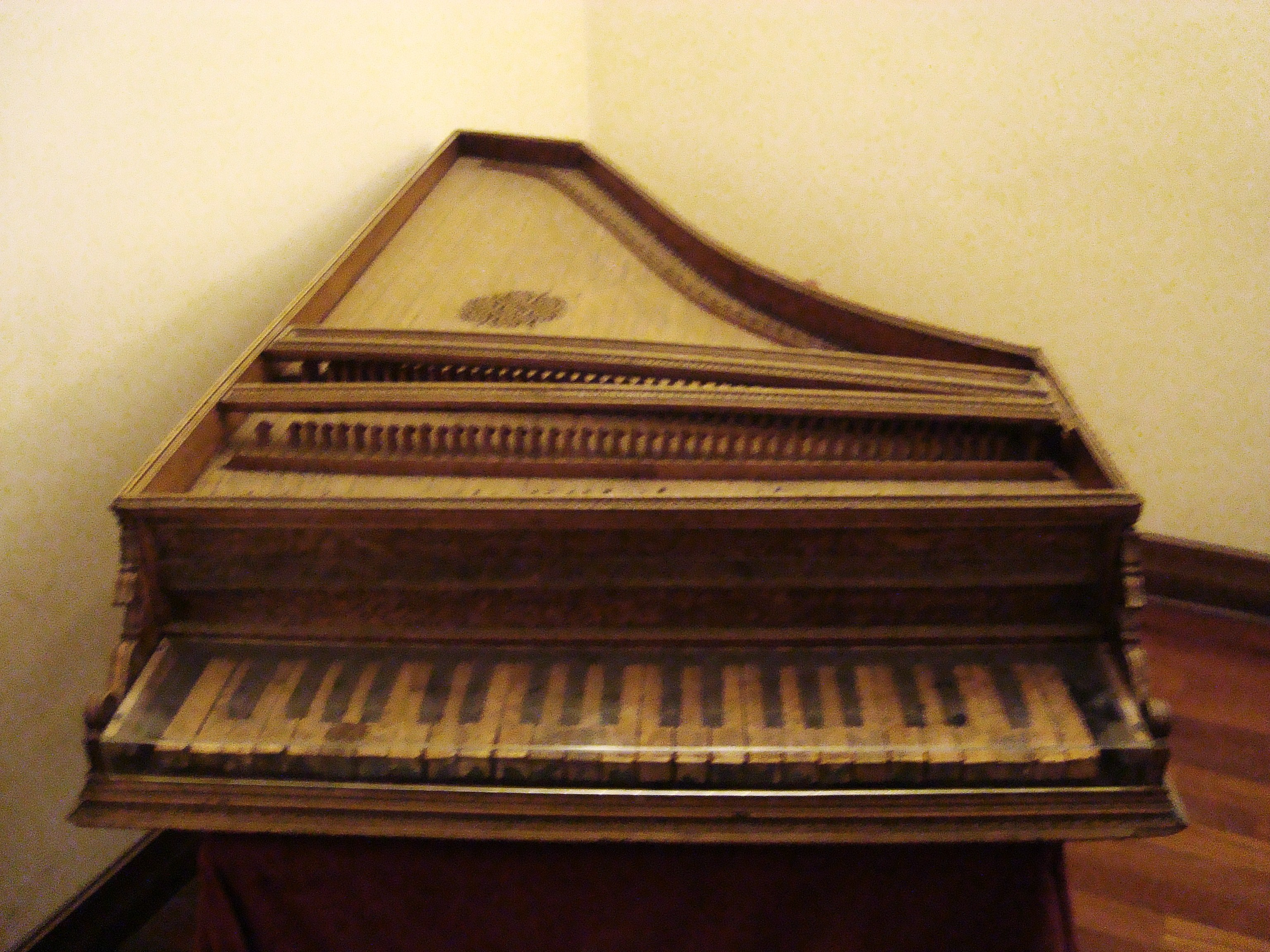
Das früheste deutsche Cembalo von Hans Müller (Leipzig, 1537). Museo Nationale degli Strumenti musicali, Rom

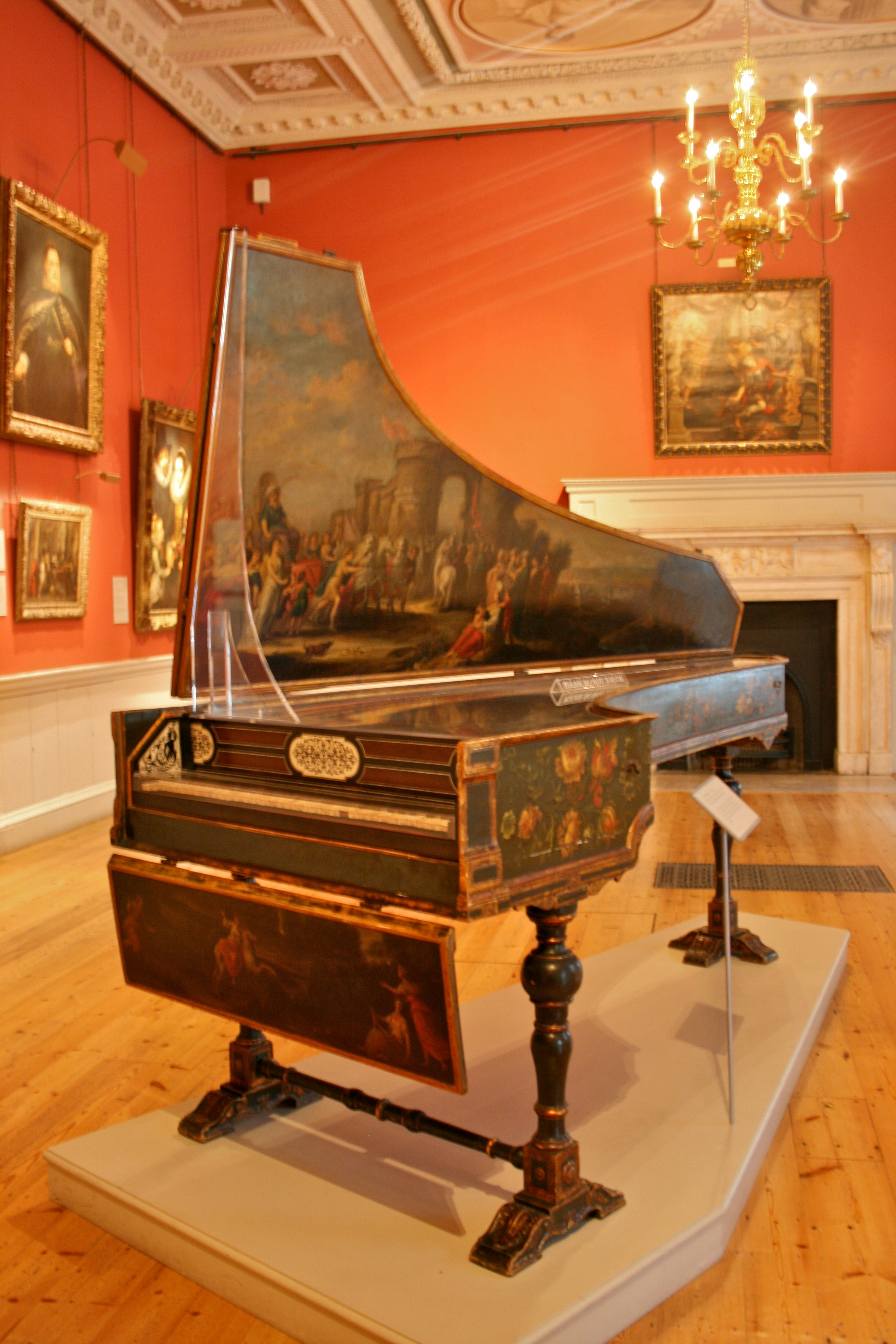
Anonymes Cembalo, vermutl. süddeutsch, Mitte 17. Jahrhundert (?). Courtauld Gallery

Aus Deutschland sind aus der Zeit vor 1700 nur relativ wenige Instrumente erhalten, vielleicht wegen der verheerenden Zerstörungen des Dreißigjährigen Krieges. Es heißt allerdings auch, in Deutschland und Österreich wäre der Cembalobau nur ein Nebenverdienst der Orgelbauer gewesen.
Das früheste erhaltene deutsche Cembalo stammt von Hans Müller 1537 (heute im Museo degli Strumenti musicali, Rom). Es ist bezeichnet mit der Inschrift: Gottes Wort bleibt ewick beistan den Armen als den Reichen durch Hans Muller cv Leipcik im 1537. Ein Charakteristikum dieses Instrumentes ist die Tatsache, dass es zwei Saitenbezüge gleicher Tonlage hat, aber drei Register, von denen zwei den gleichen Saitenbezug anzupfen, aber an einer anderen Stelle. Es gibt also drei Springerreihen, die außerdem zum Bass hin fächerförmig auseinanderlaufen. Dies bedeutet, dass die Tonqualität der drei Register deutlich verschieden ist, besonders im Bass: Das Register, das die Saiten ziemlich weit hinten anzupft, hat einen relativ dunklen, runden, virginal-artigen Klang, das mittlere einen relativ „normalen“ silbrigen Cembaloklang, und das vorderste ist ein Nasalregister.
Obwohl das nächste erhaltene Cembalo aus Deutschland erst 1619 von dem Stuttgarter Hofbauer Johann Maier (1576–1626), also über achtzig Jahre später, gebaut wurde (derzeit in Salzburg, Museum Carolino Augusteum), hat es ganz ähnliche Charakteristika, die offenbar typisch deutsch waren. Das Gleiche gilt für eine Reihe anderer Instrumente, darunter ein anonymes Cembalo mit fünf Registerfarben und Lautenzug in München (Bayerisches Nationalmuseum), ein weiteres in Budapest (Magyar Nemzeti Múzeum), und ein anonymes Clavizytherium (ca. 1620) im Germanischen Nationalmuseum in Nürnberg. Letzteres hat eine 8'/8'/4'-Besaitung und vier verschiedene Registerfarben, plus Laute.
In Deutschland wurden verschiedene Materialien für die Tasten verwendet, es gab sowohl Instrumente mit hellen Unter- und dunklen Obertasten, als auch umgekehrt; manche Instrumente haben auch Tastenbeläge mit Schildpatt oder Perlmutt.

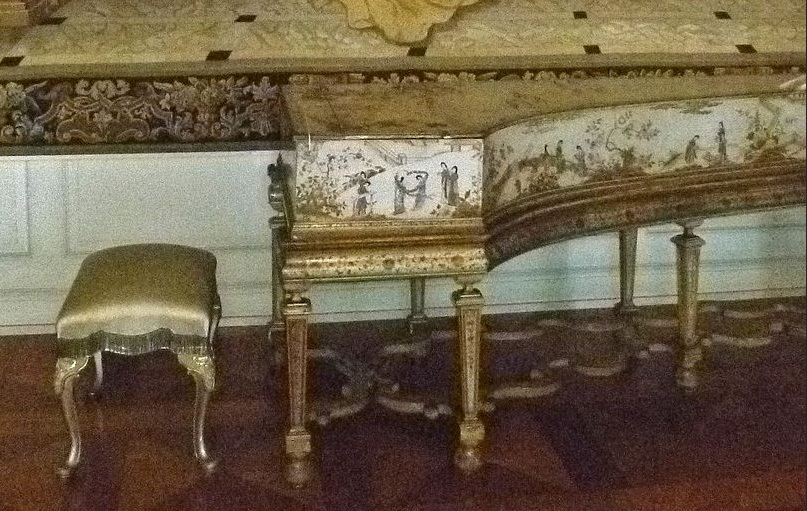
Das „weiße Cembalo“ von Michael Mietke, Berlin, 1702/1704, Schloss Charlottenburg

Zur Zeit Johann Sebastian Bachs und Georg Friedrich Händels wurden Cembali in verschiedenen deutschen Städten gebaut. Eines der wichtigsten Zentren war Hamburg mit erhaltenen Instrumenten der Familien Hass und Fleischer sowie von Christian Zell. Andere bedeutende Cembalobauer waren Christian Vater in Hannover, Michael Mietke in Berlin, die Familie Gräbner in Dresden, und die Silbermanns in Freiberg und Strassburg. In Großbreitenbach in Thüringen wirkte die Familie Harrass, von denen ein erhaltenes Instrument im 20. Jahrhundert (ohne Grund) als angebliches „Bach-Cembalo“ proklamiert wurde.
Die erhaltenen Instrumente waren viel weniger standardisiert als in anderen Ländern, sie kommen in den verschiedensten Größen und Formen daher. Relativ häufig war eine elegant gerundete Rückwand, die direkt und in einem Stück aus der Hohlwand hervorgeht. Hier eine kurze Aufstellung:
- Es gibt einfache einmanualige Instrumente mit zwei 8-Fuß-Registern, z. B. von Michael Mietke 1702–1704 (Berlin, Schloss Charlottenburg) und 1710 (Hudiksvall Schweden);[107] oder von Christian Vater 1738 (Germanisches Nationalmuseum Nürnberg);[108] oder ein Anonymus von ca. 1715 (Eisenach, Bach-Haus).[109]
- einmanualige Cembali mit 8'/8'/4' und Laute, z. B. von Johann Christoph Fleischer 1710 (Berlin, Staatliches Institut für Musikforschung);[110] von Carl Conrad Fleischer 1716 (Hamburg, Museum für Hamburgische Geschichte) und 1720 (Barcelona, Museu de la Música);[111] von Hieronymus Albrecht Hass 1732 (Oslo, Kunstindustriemuseet);[112] oder von Christian Zell 1737 (Barcelona, Museu de la Música) und 1741 (Aurich, Ostfriesische Landschaft).[113]
- elegante französisch orientierte Instrumente mit 2 Manualen und 8'/8'/4'/Laute, z. B. von Mietke 1703–1713 (Berlin, Schloss Charlottenburg);[114] oder von Christian Zell 1728 (Hamburg, Museum für Kunst und Gewerbe); oder von den Gräbners (insgesamt vier Instrumente in verschiedenen Sammlungen);[115]
- luxuriöse Instrumente mit zwei Manualen und fantasievollen Dispositionen sind von Hieronymus Albrecht Hass erhalten: ein 3 × 8', 2 × 4' plus Laute von 1721 (Göteborg, Göteborgs Museum), und ein 3 × 8', 1x 4' plus Laute von 1723 (Kopenhagen, Musikhistorisk Museum).[116] Beide Cembali haben ein Nasalregister.
- und schließlich einige wenige sehr große Cembali mit 16': Davon zwei von Hieronymus Albrecht Hass von 1734 (Brüssel, Musée des instruments de musique), und ein dreimanualiges Cembalo von 1740 (Frankreich, Privatbesitz); und eines von Johann Adolph Hass 1760 (New Haven, Yale Collection).[117] Auch das Harass-Cembalo von „ca. 1700“ (Berlin, Staatliches Institut für Musikforschung) hatte vielleicht einen originalen 16' – es wurde jedoch mehrfach verändert, und die genaue Original-Disposition wurde öfters diskutiert.[118]

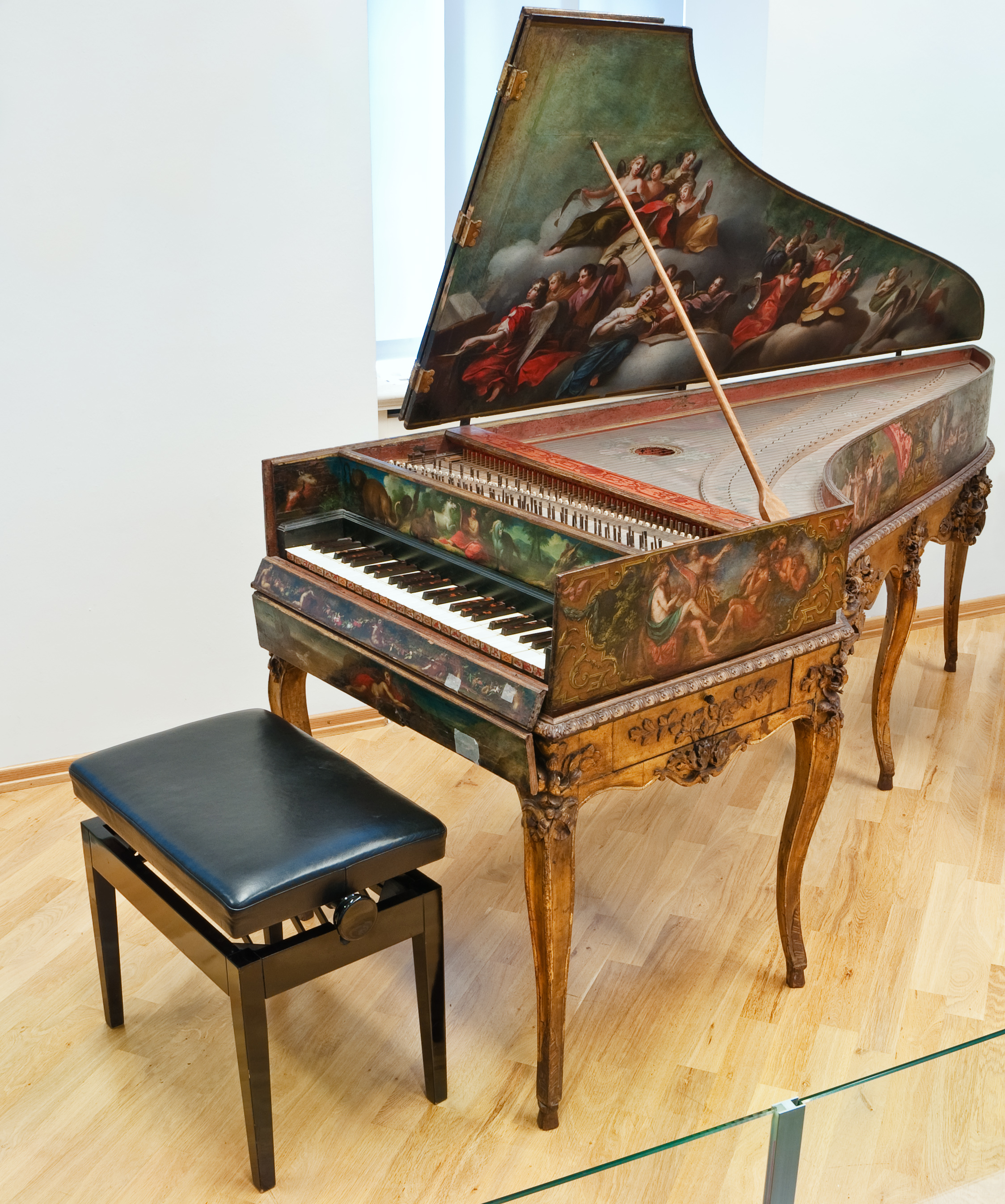
Carl Conrad Fleischer 1716 Hamburg, Museum für hamburgische Geschichte
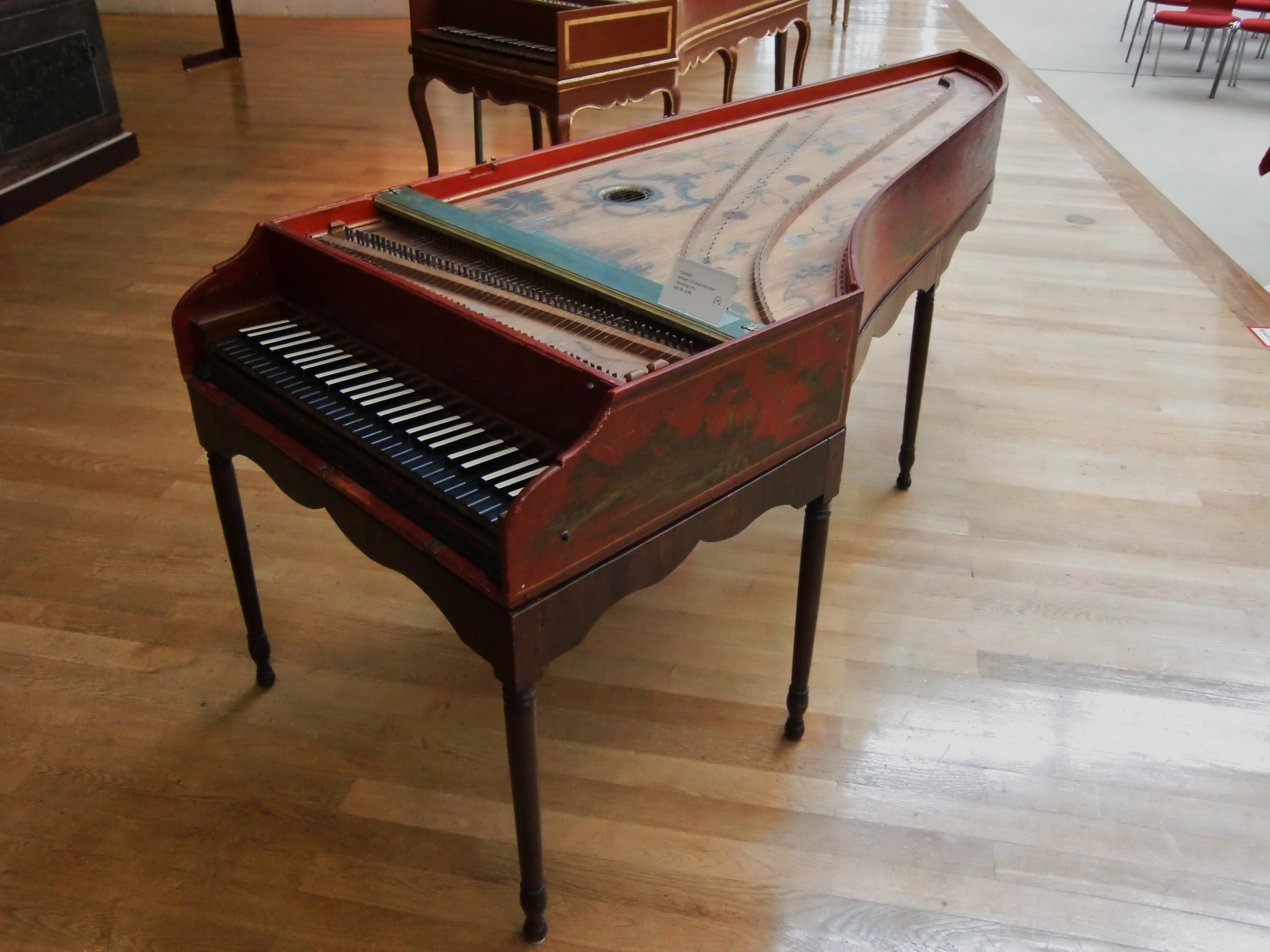
Johann Christoph Fleischer 1710 Berlin, Musikinstrumentenmuseum
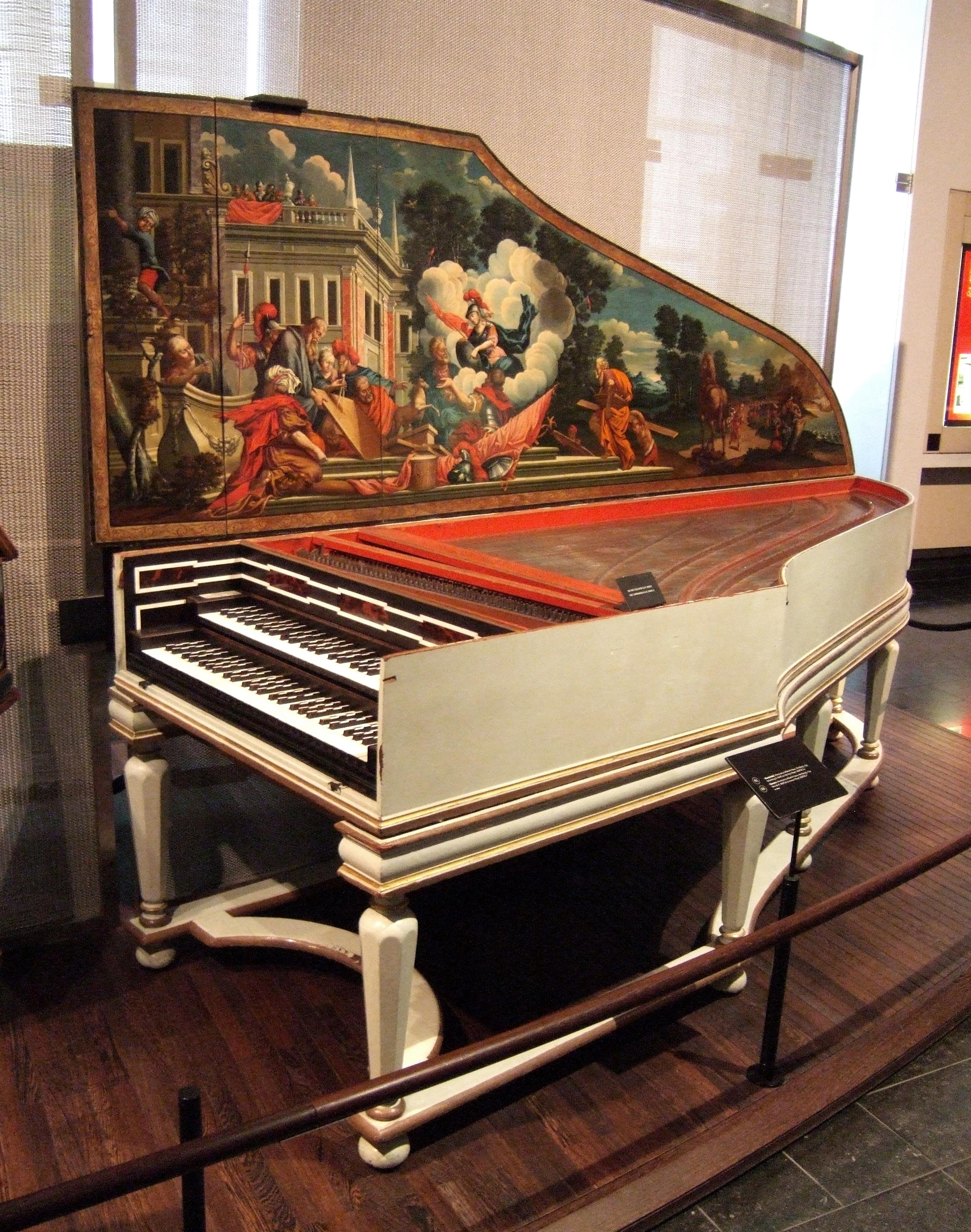
Hieronymus Albrecht Hass 1734 Brüssel, Musée des instruments de musique
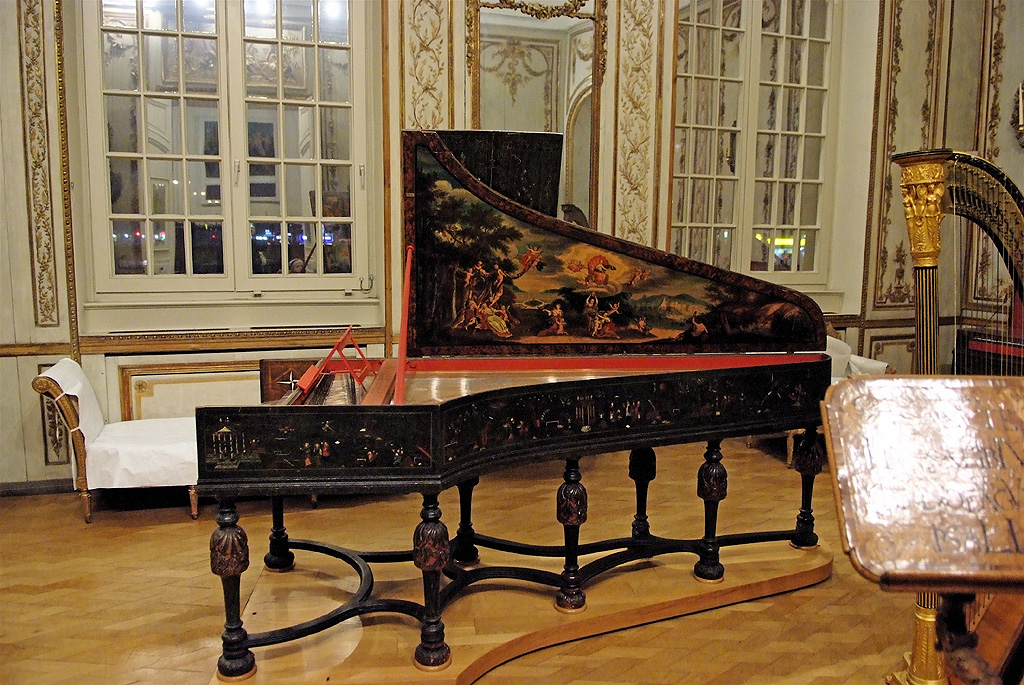
Christian Zell 1728 Hamburg, Museum für Kunst und Gewerbe
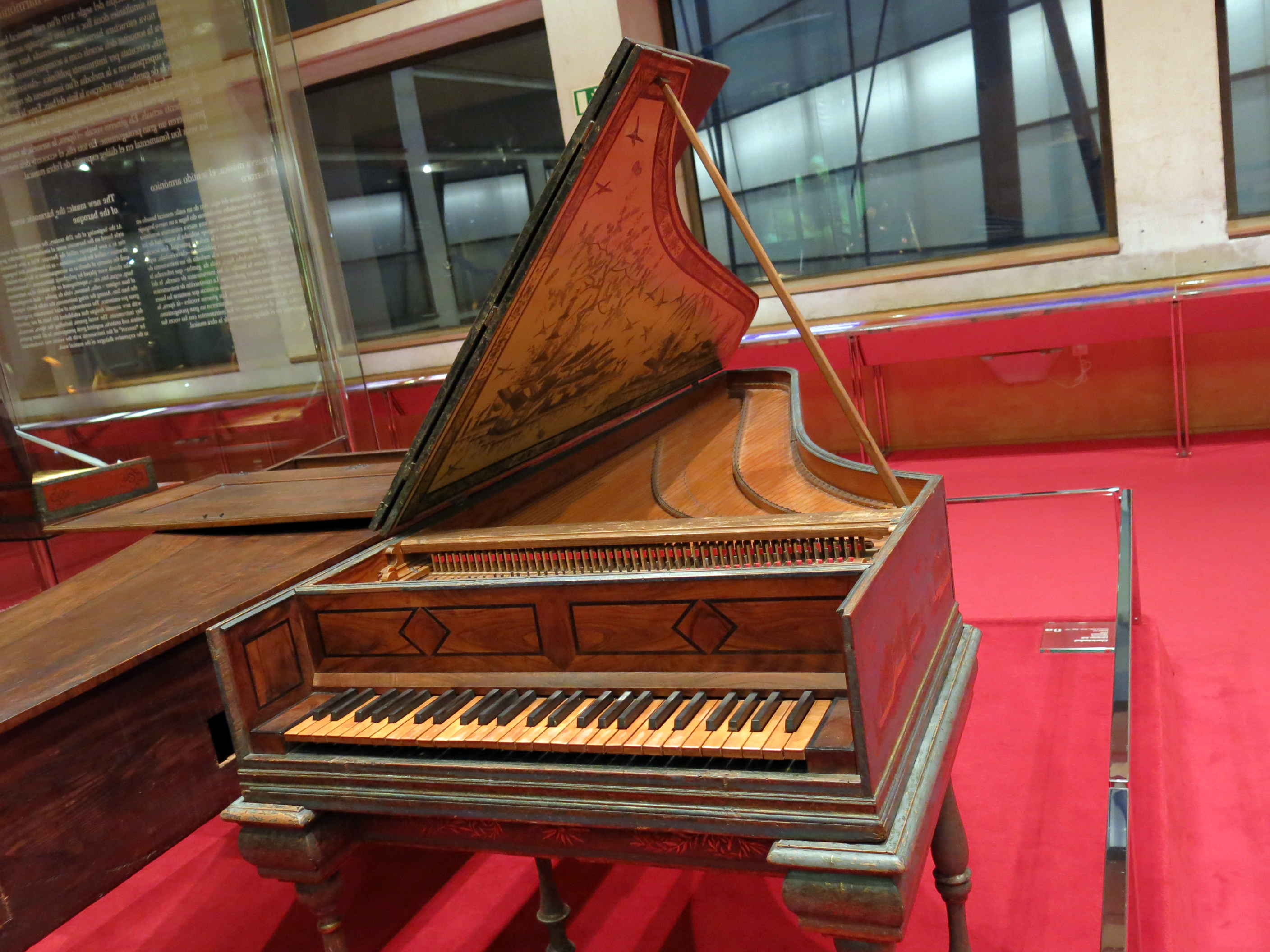
Christian Zell 1737 Barcelona, Museu de la Música
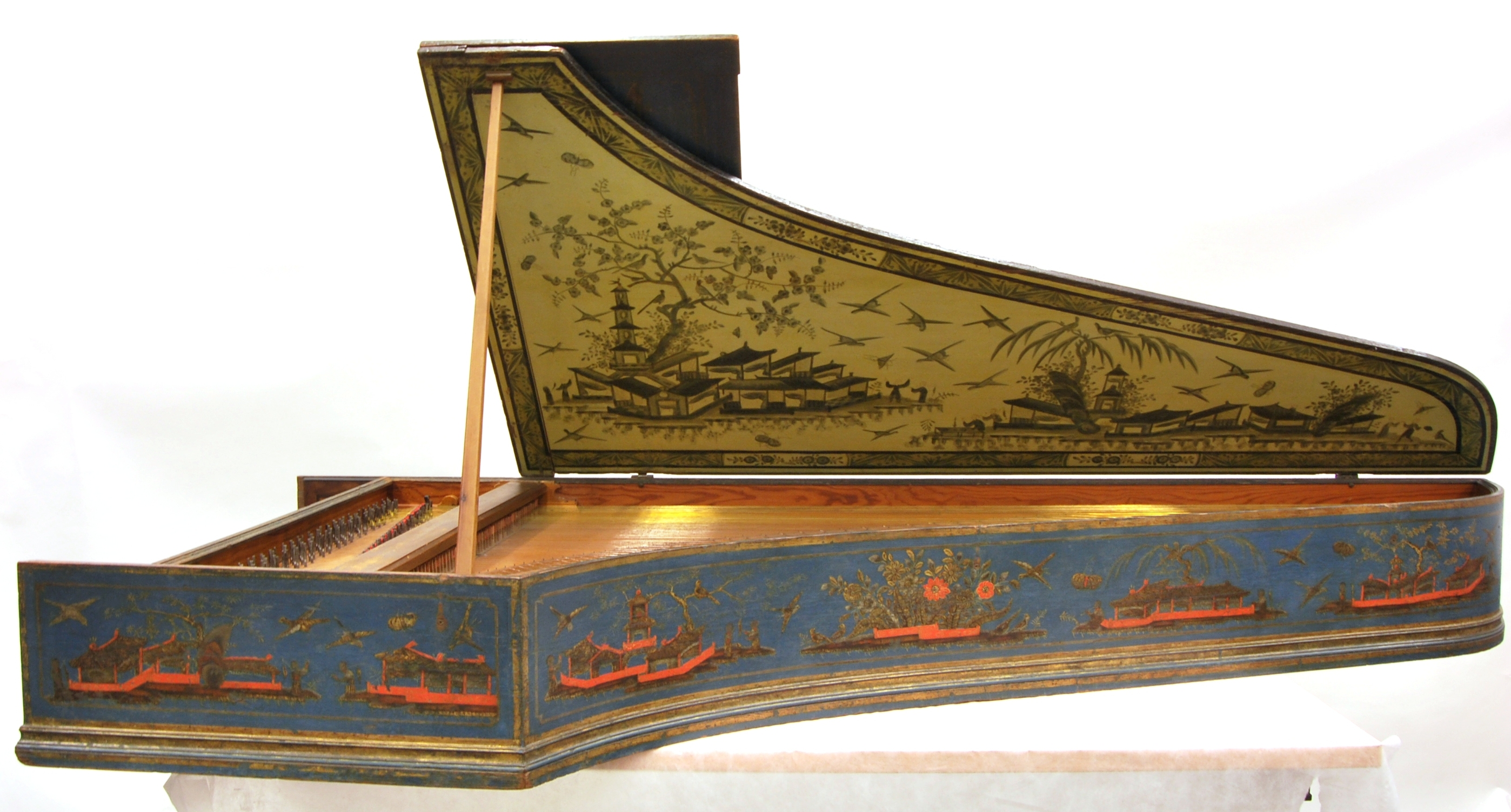
Christian Zell 1737 Barcelona, Museu de la Música

### England

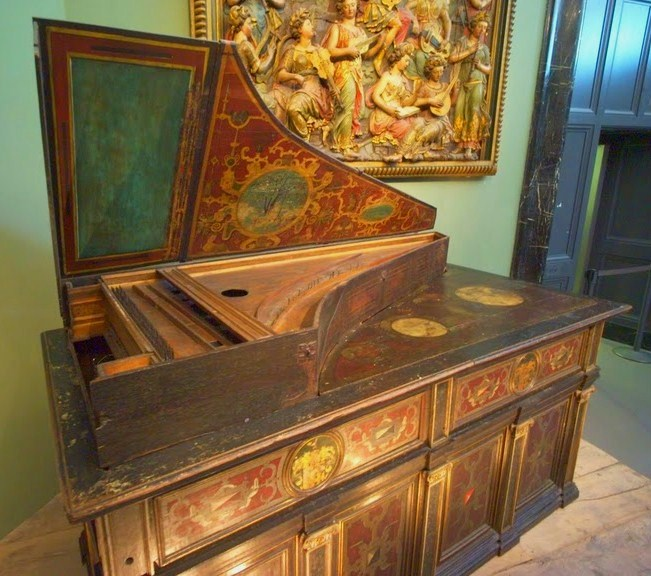
Das Claviorganum von Lodewijk Theewes 1579. Victoria and Albert Museum, London.

Das früheste erhaltene englische Cembalo baute der aus den Niederlanden eingewanderte Lodeweijk Theewes 1579 (Victoria and Albert Museum, London); es ist Teil eines Claviorganums (siehe oben). Dieses Instrument ist besonders bedeutend, weil aus der Epoche der englischen Virginalisten (ca. 1570–1630) nur ganz wenige Instrumente erhalten sind. Der Cembaloteil des Theewes-Claviorganums ist einmanualig und hat die Disposition 8'/8'/4' – es ist das früheste erhaltene Cembalo mit dieser Disposition. Mindestens eines seiner Register hatte vielleicht Metallkiele, und das Instrument hatte anscheinend auch einen Arpichordum-Zug, wie man ihn sonst vor allem bei flämischen Muselar-Virginalen findet. Das Theewes-Claviorganum hatte außerdem einen chromatisch durchgehenden Umfang von C–c''', in einer Zeit, als man auf dem europäischen Kontinent Tasteninstrumente fast nur mit kurzer Bassoktave baute.
Die nächsten erhaltenen Instrumente stammen von Hasard 1622 (Knole, National Trust) und von Jesses Cassus (Encinitas, Kalifornien, Privat). Alle drei Instrumente waren zum Teil aus Eichenholz und hatten ein Nasalregister, und das von Hasard hatte wie jenes von Theewes drei Register auf einem Manual.
Das einzige weitere englische Cembalo (nach heutigem Wissen) aus dem 17. Jahrhundert stammt bereits aus der Epoche Henry Purcells. Es ist ein einmanualiges Instrument von Charles Haward 1683 (England, Privatbesitz) und wie französische Instrumente aus Walnuss, hat aber auch ein Nasalregister bei 8'/8'-Disposition. Auch das früheste zweimanualige Cembalo mit einer 8'/8'/4'-Disposition ist aus Nussholz, es stammt von Tisseran 1700 (Oxford, Bates Collection) und hat einen Umfang von G1/H1–d3. Ähnliche Instrumente mit typischen internationalen (oder französischen) Kennzeichen (u. a. mittelstarke Wände) wurden bis ca. 1725 gebaut, z. B. von Hitchcock, Hancock, Smith, Barton und Slade. Relativ früh taucht manchmal – ähnlich wie bei den viel häufigeren englischen Spinetten – ein Fünf-Oktaven-Umfang von G1–g3 auf (W. Smith 1720 (Oxford, Bate Collection) und Th. Hitchcock 1725 (London, Victoria and Albert Museum)).

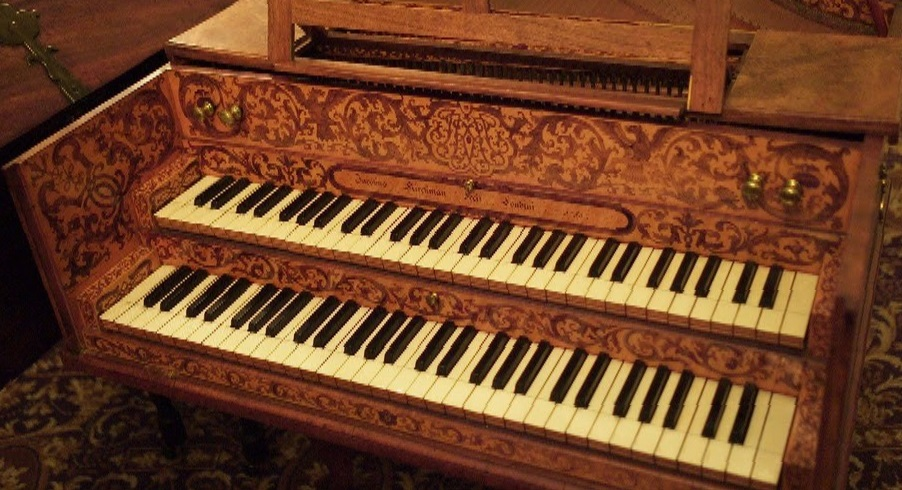
Intarsien aus diversen Hölzern bei einem Cembalo von J. Kirkman

Ab ca. 1720 kamen die englischen Cembali unter einen gewissen Ruckers-Einfluss. Vor allem wurden der Korpus breiter und die Wände dicker. Das erste erhaltene Instrument dieser Art ist von dem niederländischen Emigranten Hermann Tabel von ca. 1721 (Warwick, County Museum). Die beiden bedeutendsten Cembalobauer des 18. Jahrhunderts waren seine Schüler: Der aus der Schweiz stammende Burckhardt Shudi (eigtl. Tschudi; 1702–1773) und der Elsässer Jacob Kirkman (eigtl. Kirchmann; 1710–1792). Von ihnen und ihren Nachfolgern sind beinahe 200 große Cembali erhalten, die grundsätzlich denjenigen von Tabel ähneln.
Sie bauten fünf verschiedene Arten von Instrumenten: Einmanualige Cembali mit 8'/8'; einmanualige mit 8'/8'/4'; das Gleiche mit Nasalregister (lute-stop); zweimanualige Cembali mit 8'/8'/4'; und das Gleiche mit Nasalregister. Die Untertasten englischer Cembali des 18. Jahrhunderts sind normalerweise weiß, die Obertasten schwarz.
Das erste erhaltene Cembalo von Shudi von 1729 (Tokyo, Ueno Gakuen College) war ein Geschenk Georg Friedrich Händels an seine Lieblingssängerin Anna Maria Strada del Pò. Shudi zählte zu seinen Kunden später auch Joseph Haydn, Friedrich den Großen und Maria Theresia von Österreich.
Englische Cembali des 18. Jahrhunderts wirken im Vergleich zu den oft fantasievoll dekorierten, aristokratischen Kreationen anderer Länder relativ nüchtern, schlicht, bürgerlich und funktional, sind jedoch mit edlen Hölzern furniert, und manche haben wertvolle Intarsien im Tastatur-Bereich. Der etwas profane Eindruck entsteht auch durch die eckigen und rein praktikablen Gestelle im Gegensatz zu reich geschnitzten Barock-Gestellen oder elegant geschwungenen Rokoko-Beinen in anderen Ländern. Der Klang der Kirkman- und Shudi-Cembali ist nach allgemeiner Ansicht füllig und imposant. Ab ca. 1760 hatten sie oft eine „Maschine“ (machine stop), d. h. Pedale, mit denen man Register während des Spiels ein- und ausschalten konnte, und es wurden auch Schweller (Venetian swell) gebaut, eine Art Jalousie, die langsam geöffnet oder geschlossen werden konnte, für Crescendo- und Decrescendo-Effekte. Der neunjährige Wolfgang Amadeus Mozart durfte 1765 während seiner Englandreise ein Shudi-Cembalo mit machine-stop „einweihen“, bevor es an Friedrich den Großen nach Preußen verschickt wurde.
1793 wurde das letzte bekannte Cembalo der Firma Broadwood gebaut, den Nachfolgern von Shudi; das letzte bekannte Cembalo von Kirkman ist mit 1800 signiert.

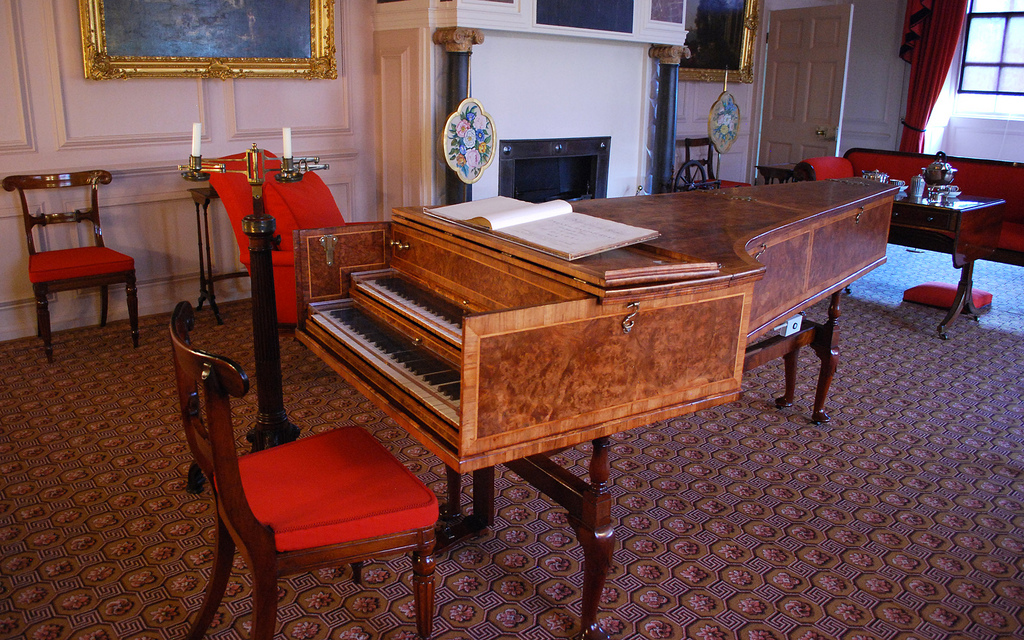
Shudi 1740 aus dem Besitz König Georgs III. London, Kew Gardens
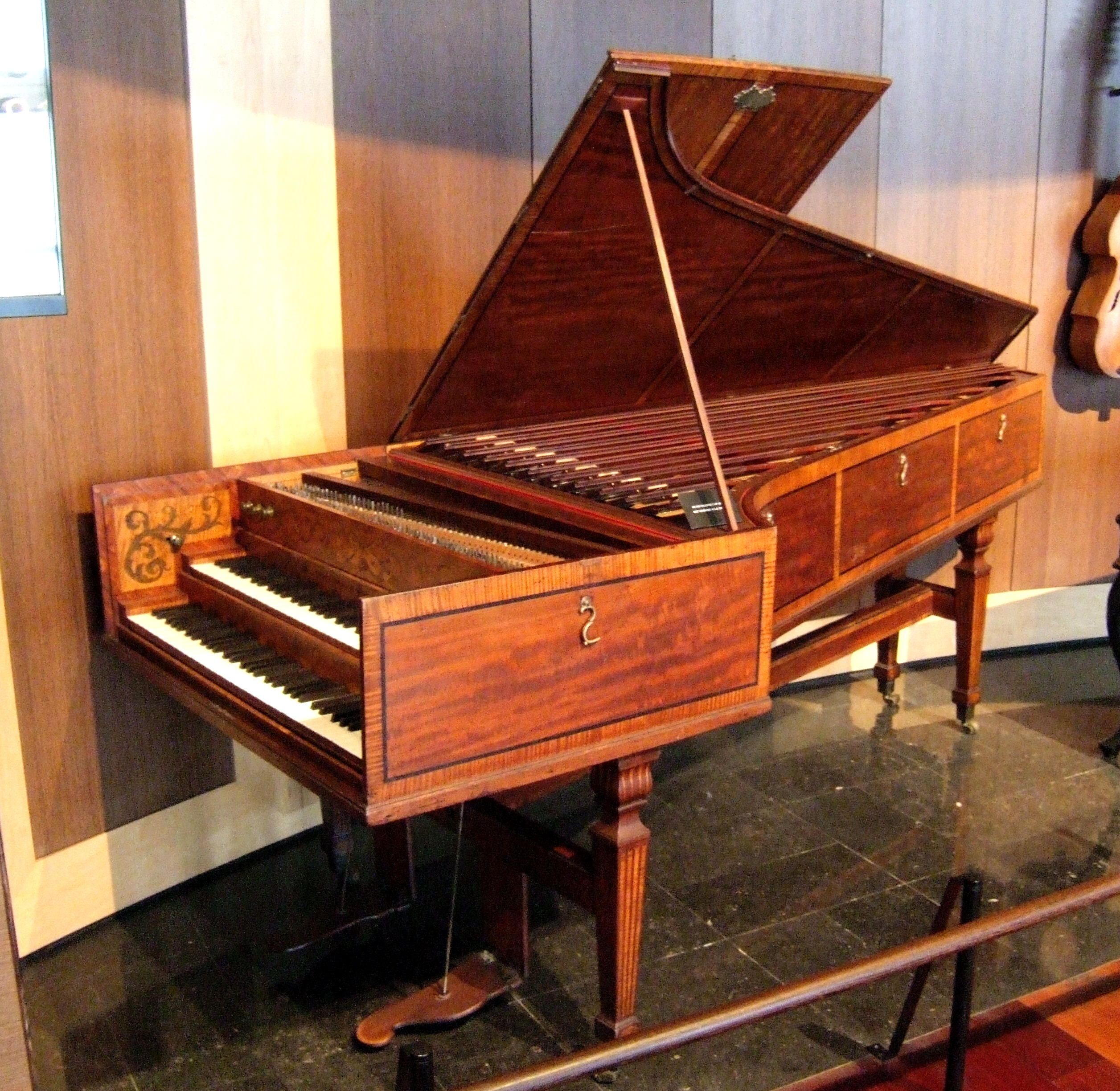
Shudi 1773 mit „Venetian swell“ Brüssel, Musée des instruments de musique
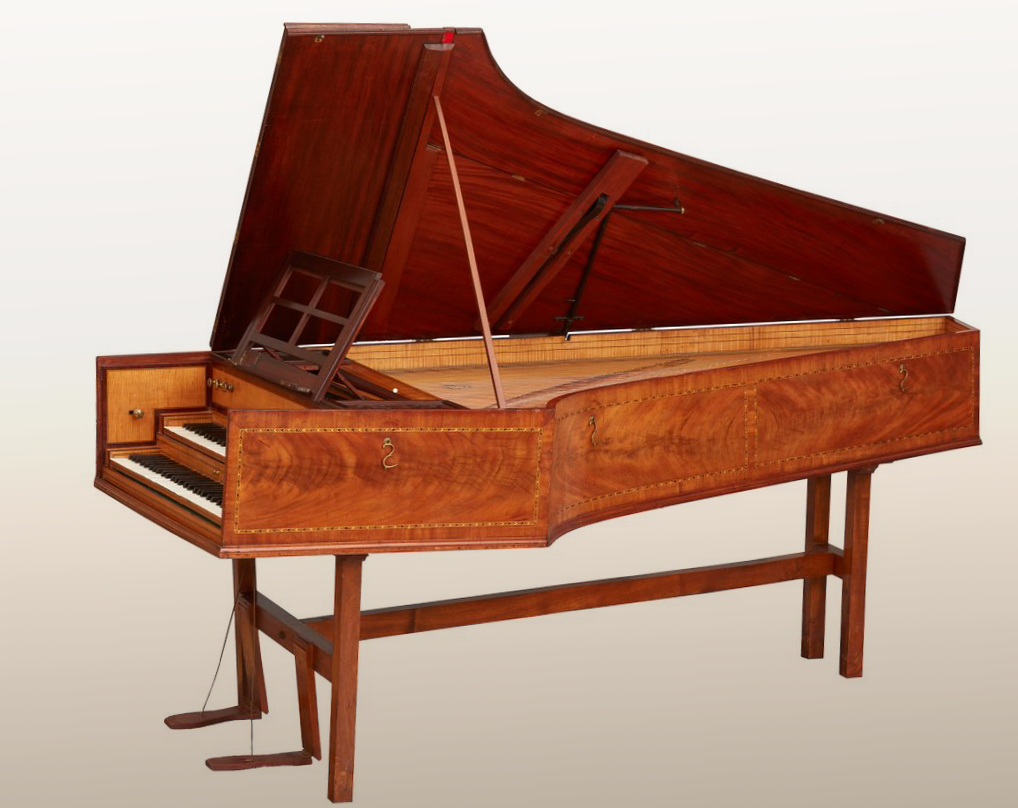
Kirkman 1783 Hamburg, Museum für Kunst und Gewerbe

### Andere Länder

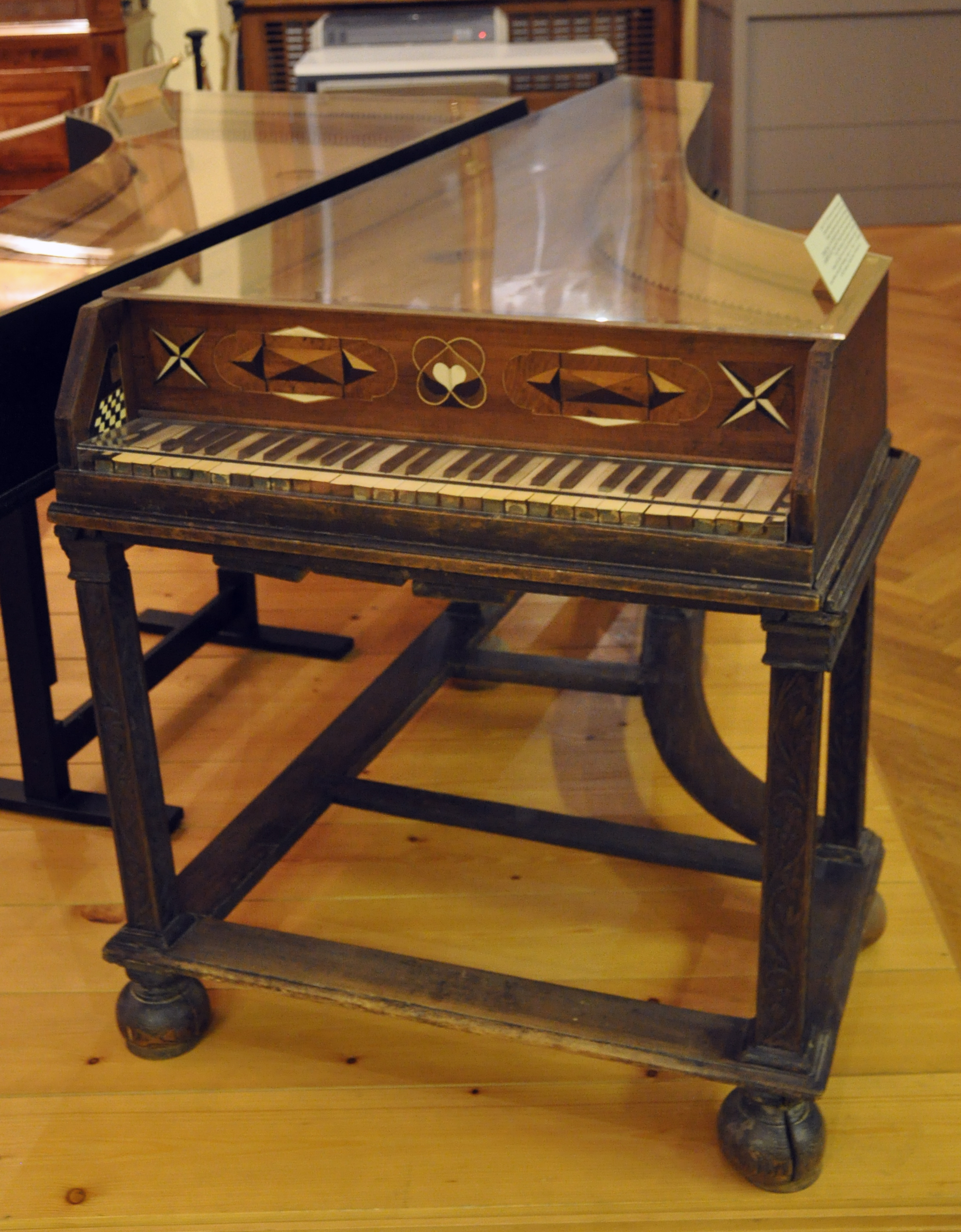
Cembalo „H.N. 1696“, Wien 1696. Das älteste erhaltene in Wien gebaute Cembalo, später zum Hammerklavier umgebaut
Wien, Kunsthistorisches Museum, Sammlung alter Musikinstrumente

Neben den genannten Ländern wurden Cembali auch anderswo gebaut, aber entweder in relativ geringer Menge, oder es sind nur wenig erhalten. Einige Länder waren stark von der Tradition eines anderen Landes beeinflusst, z. B. die nördlichen Niederlande vom flämischen Cembalobau, skandinavische Länder im 18. Jahrhundert von deutschen und vor allem Hamburger Bauern; auch die wenigen Instrumente aus der Schweiz sind deutsch beeinflusst. Aus Nordamerika sind nur zwei späte Cembali erhalten, eines davon in der englischen Tradition.
Wichtige eigene Traditionen und musikalische Zentren waren in Österreich und in Spanien und Portugal. Österreichische Cembali wurden anscheinend vor allem in Wien gebaut, sie waren stark von italienischen Instrumenten beeinflusst; und sie hatten oft eine komplizierte Form der kurzen Oktave, die in einigen Werken von Alessandro Poglietti und von Joseph Haydn verlangt wird.
Spanien brachte bereits sehr früh wichtige und sehr viel Musik für Cembalo und andere Tasteninstrumente hervor. Ebenso gibt es dokumentarische Belege über Cembalobauer schon im 15. und 16. Jahrhundert, und aus der Zeit Domenico Scarlattis am spanischen Hofe. Aber lange Zeit waren keine spanischen Instrumente bekannt. Das hat sich seit einigen Jahrzehnten geändert, mittlerweile werden einige Cembali als originär spanisch diskutiert, aber sie sind noch nicht alle oder allgemein als solche anerkannt, da sie zum Teil auch deutsche Merkmale tragen, und überhaupt einen sehr eklektischen Eindruck machen.
Aus Portugal sind einige Instrumente aus der zweiten Hälfte des 18. Jahrhunderts bekannt, vor allem von der Familie Antunes, sie ähneln italienischen Cembali, verwenden aber auch exotische Hölzer, möglicherweise aus Brasilien. Ein Cembalo von Joaquim José Antunes 1758 (Lissabon, Museu da música) wurde schon häufiger für Aufnahmen portugiesischer Musik verwendet.

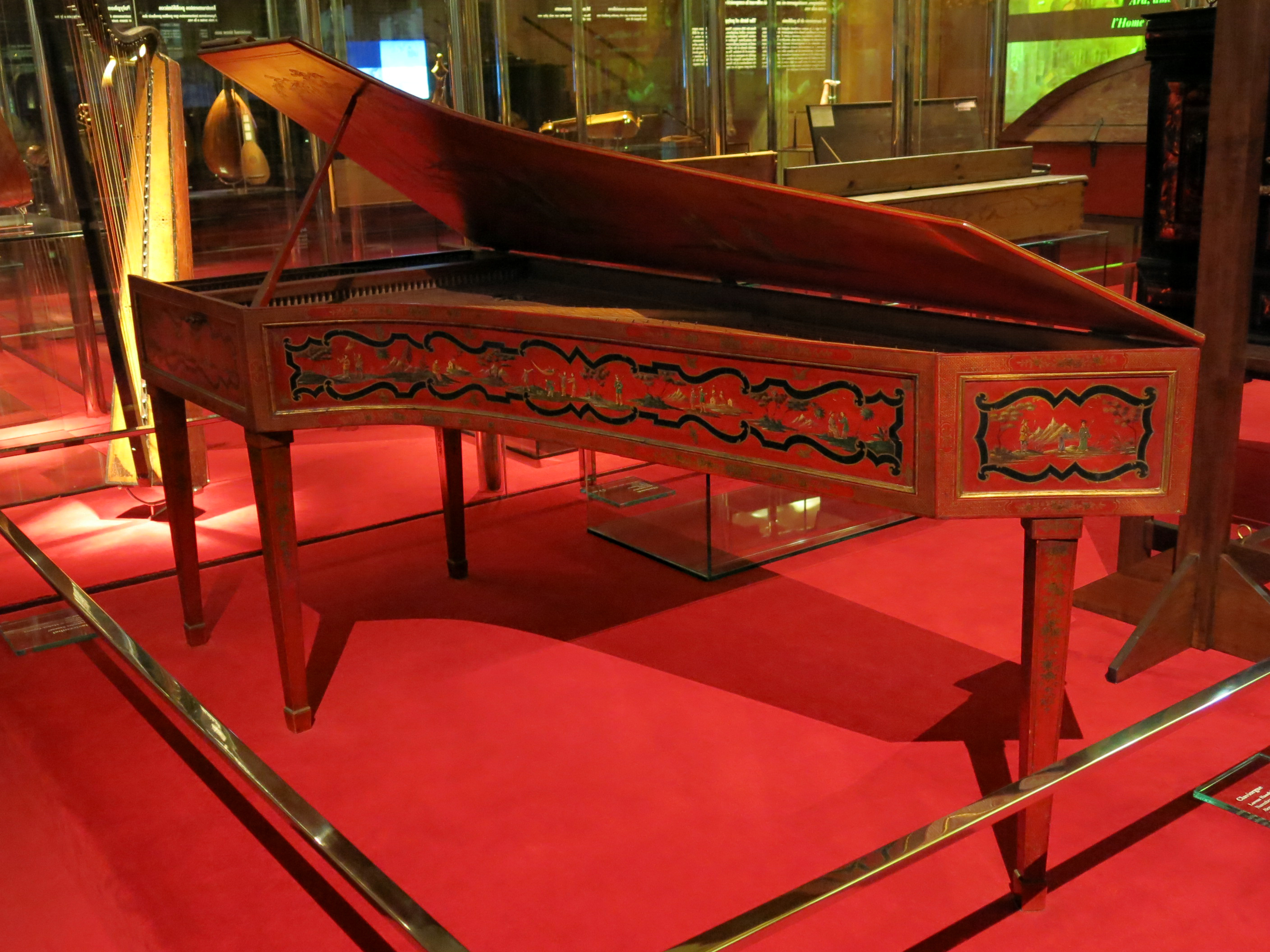
Fernandez Santos (Madrid, vermutlich 1728–1754) Barcelona, Museu de la Música
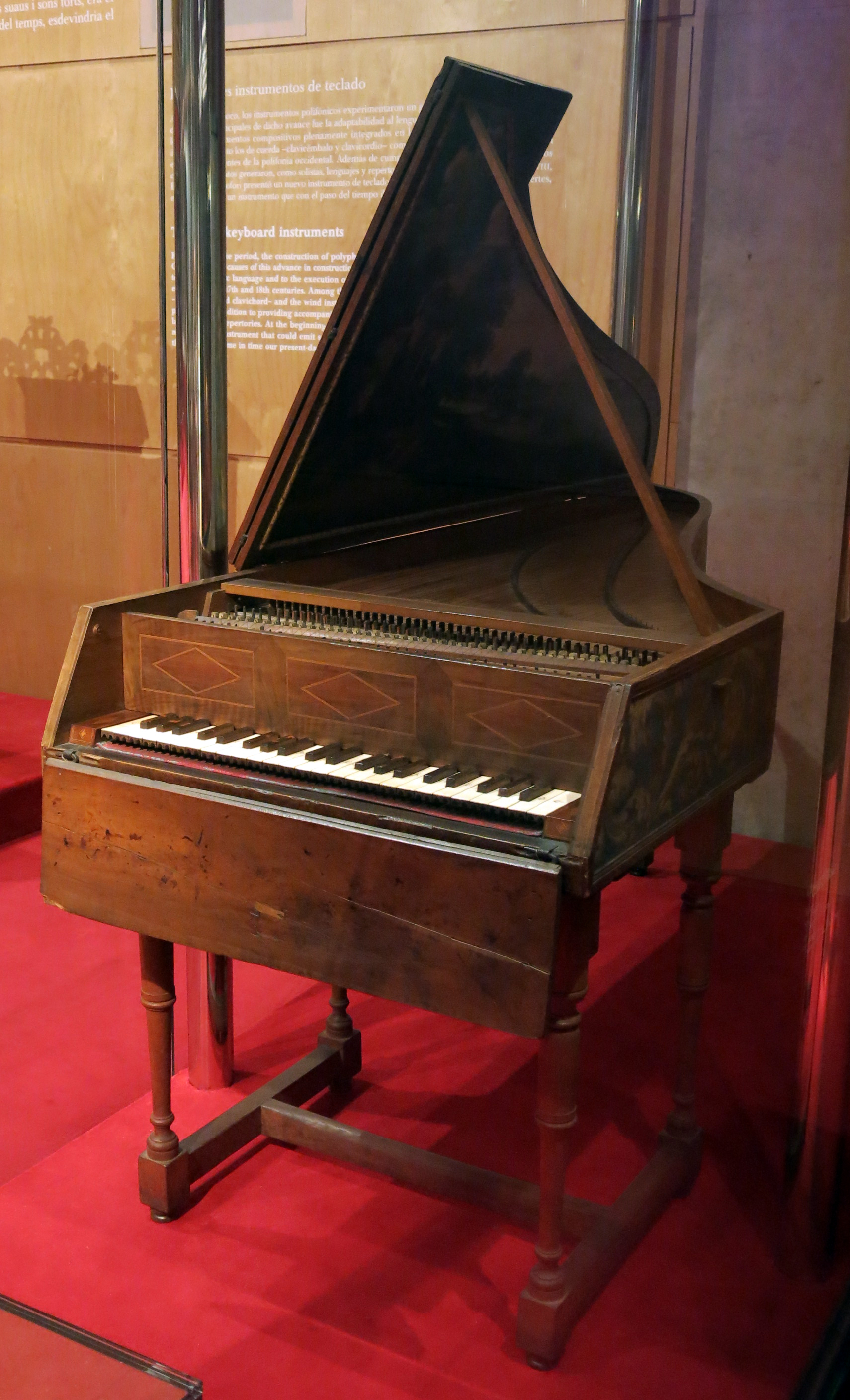
Anonymus (spanisch, vermutlich 18. Jahrhundert) Barcelona, Museu de la Música

## Cembalobau seit dem 19. Jahrhundert

### Wiedererwachendes Interesse
Nach einer Phase der Bedeutungslosigkeit war die Pariser Weltausstellung 1889 ein Ereignis, das eine gewisse Wiederentdeckung des Cembalos einleitete: Die französischen Klavierbauer Tomasini, Érard und Pleyel stellten, umgeben von exotischen Objekten aus Afrika oder Asien und umrahmt von Auftritten eines javanischen Gamelan-Orchesters, je ein Cembalo aus. Die drei Instrumente entstanden frei nach der Vorlage eines Taskin-Instrumentes von 1769.
Es gab auch Persönlichkeiten, die aus dem wiedererwachenden Interesse für alte Kielinstrumente einen unehrlichen Profit herausschlugen, der bekannteste ist der Instrumentenhändler und Fälscher Leopoldo Franciolini (1844–1920). Er bereitete nicht nur alte Instrumente dekorativ auf und reparierte sie, sondern schrieb auf anonyme Cembali und Virginale die Namen möglichst berühmter Bauer oder frei erfundene, „klingende“ Namen; Instrumente des 18. Jahrhunderts machte er um 200 Jahre „älter“, um ihren Wert zu steigern. Manche Instrumente veränderte er stark und in unhistorischer Weise, z. B. baute er zwei- und dreimanualige Tastaturen in italienische Cembali ein, und täuschte damit nicht nur reiche Privatsammler, sondern auch Museen in aller Welt.

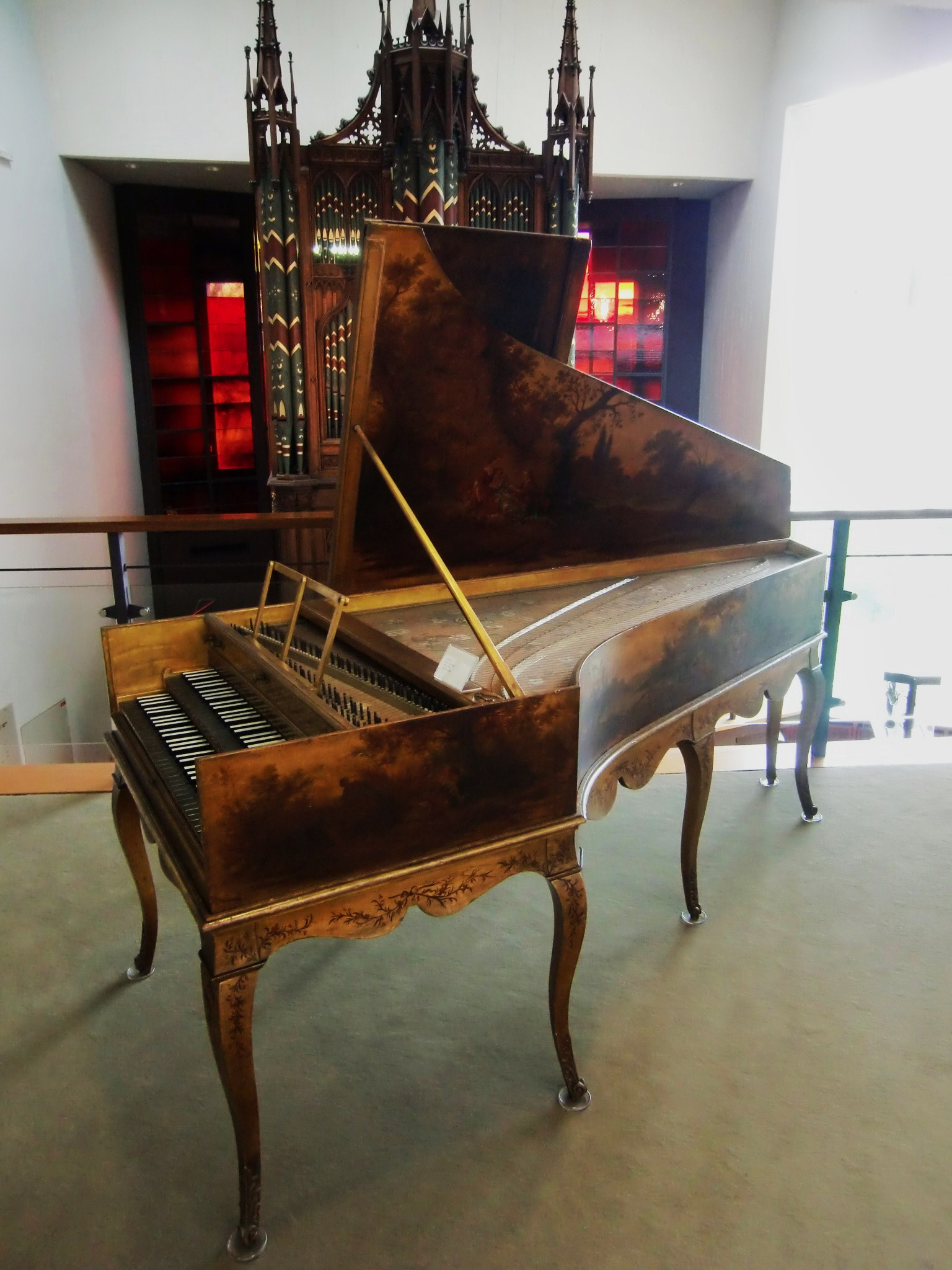
Tomasini-Cembalo (Paris 1889) Berlin, Musikinstrumentenmuseum
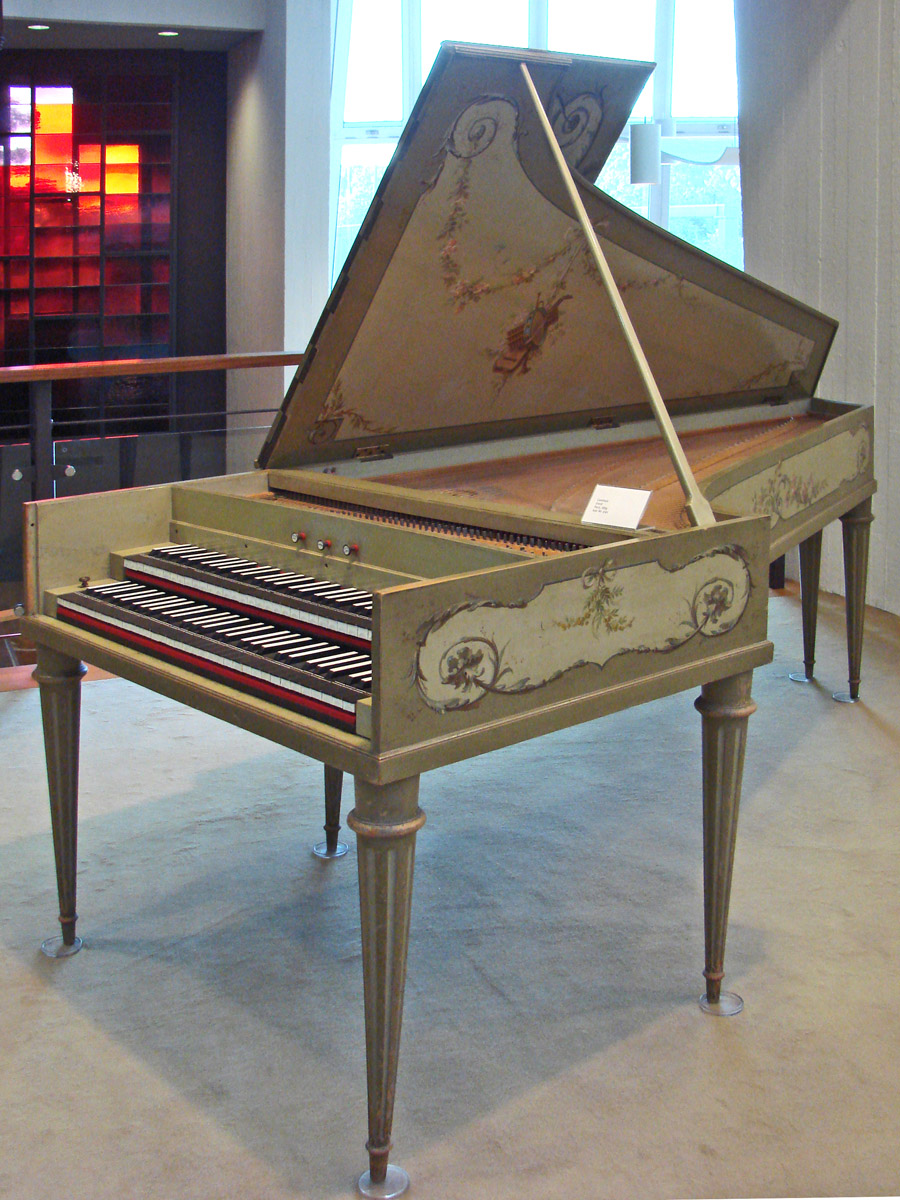
Érard-Cembalo (Paris 1889) Berlin, Musikinstrumentenmuseum
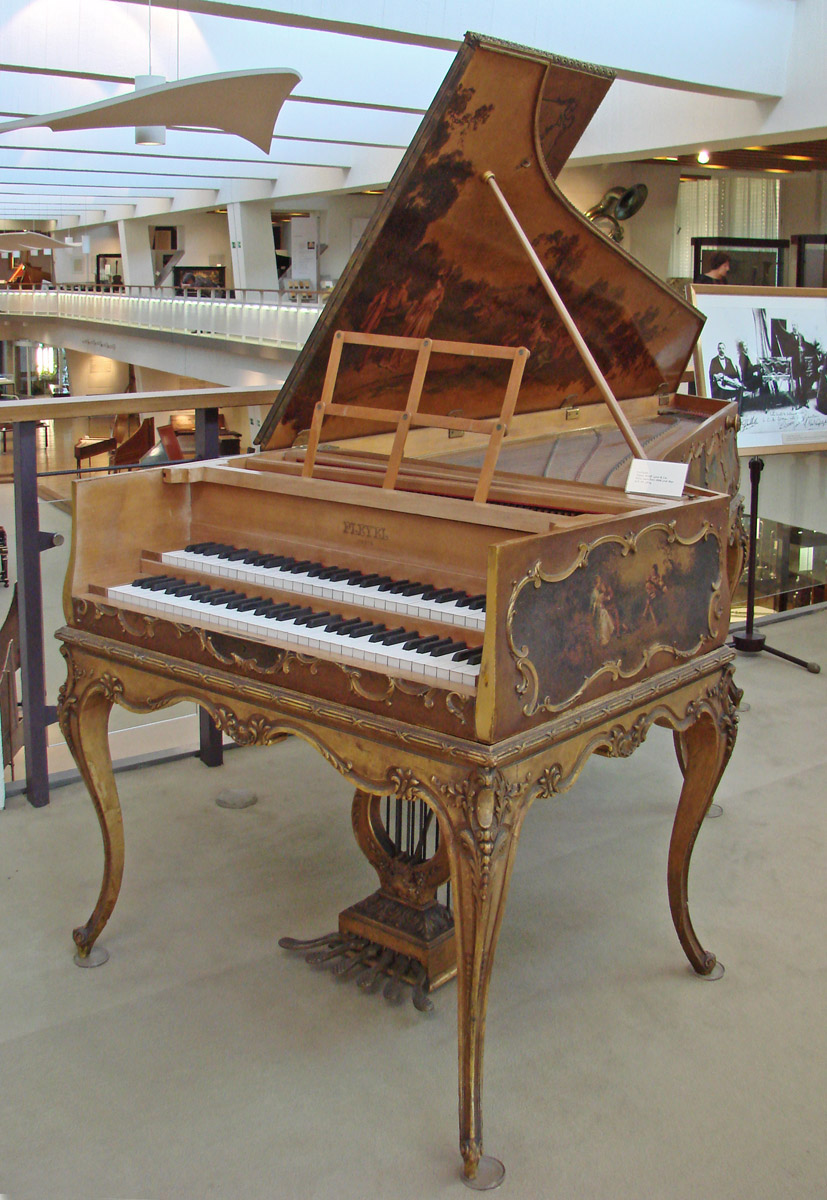
Pleyel-Cembalo (Paris 1889) Berlin, Musikinstrumentenmuseum
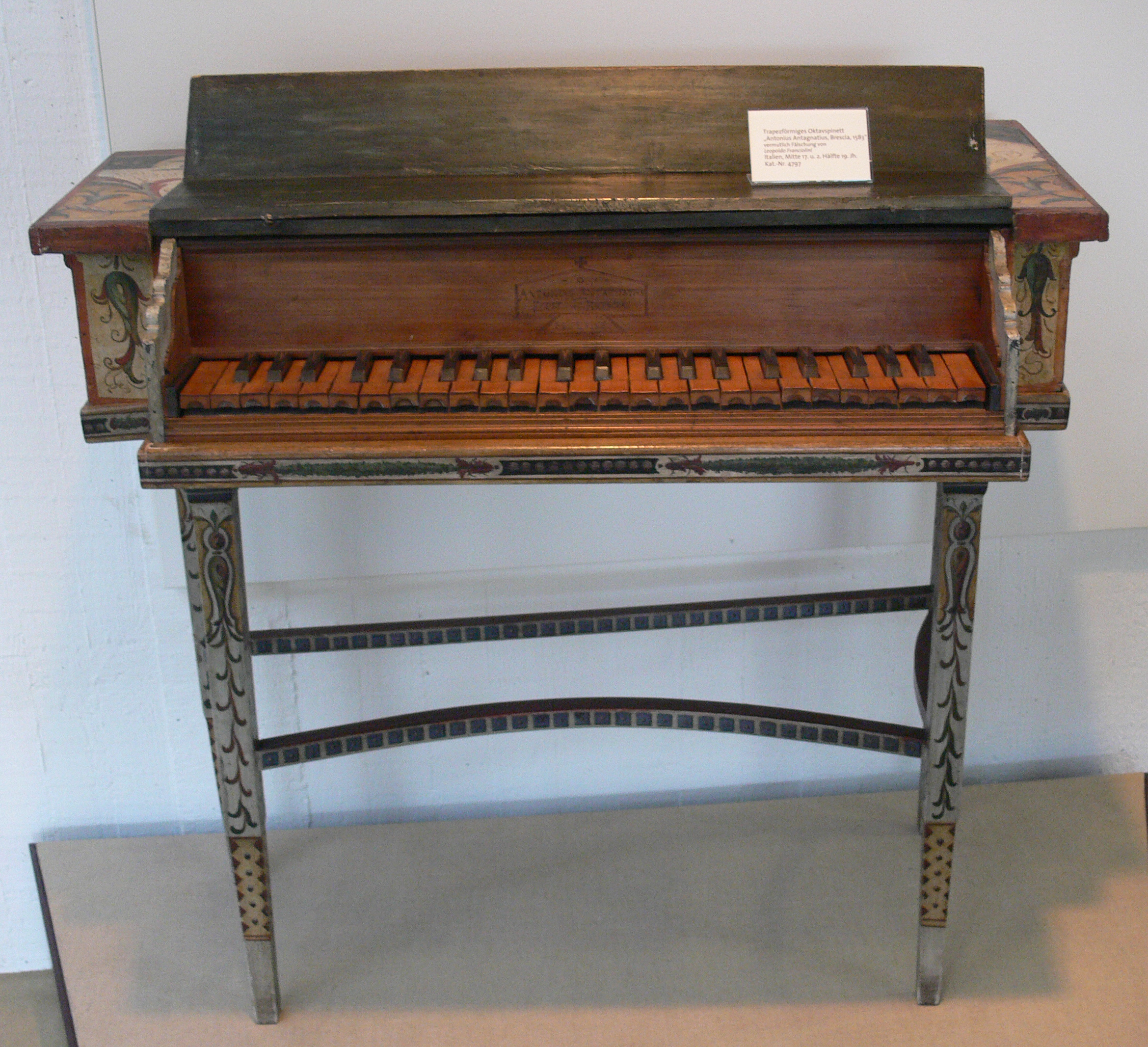
Oktavspinett (angeblich Brescia 1583, vermutlich ein Franciolini-Fabrikat) Berlin, Musikinstrumentenmuseum

### Neues Rasten-Cembalo des 20. Jahrhunderts

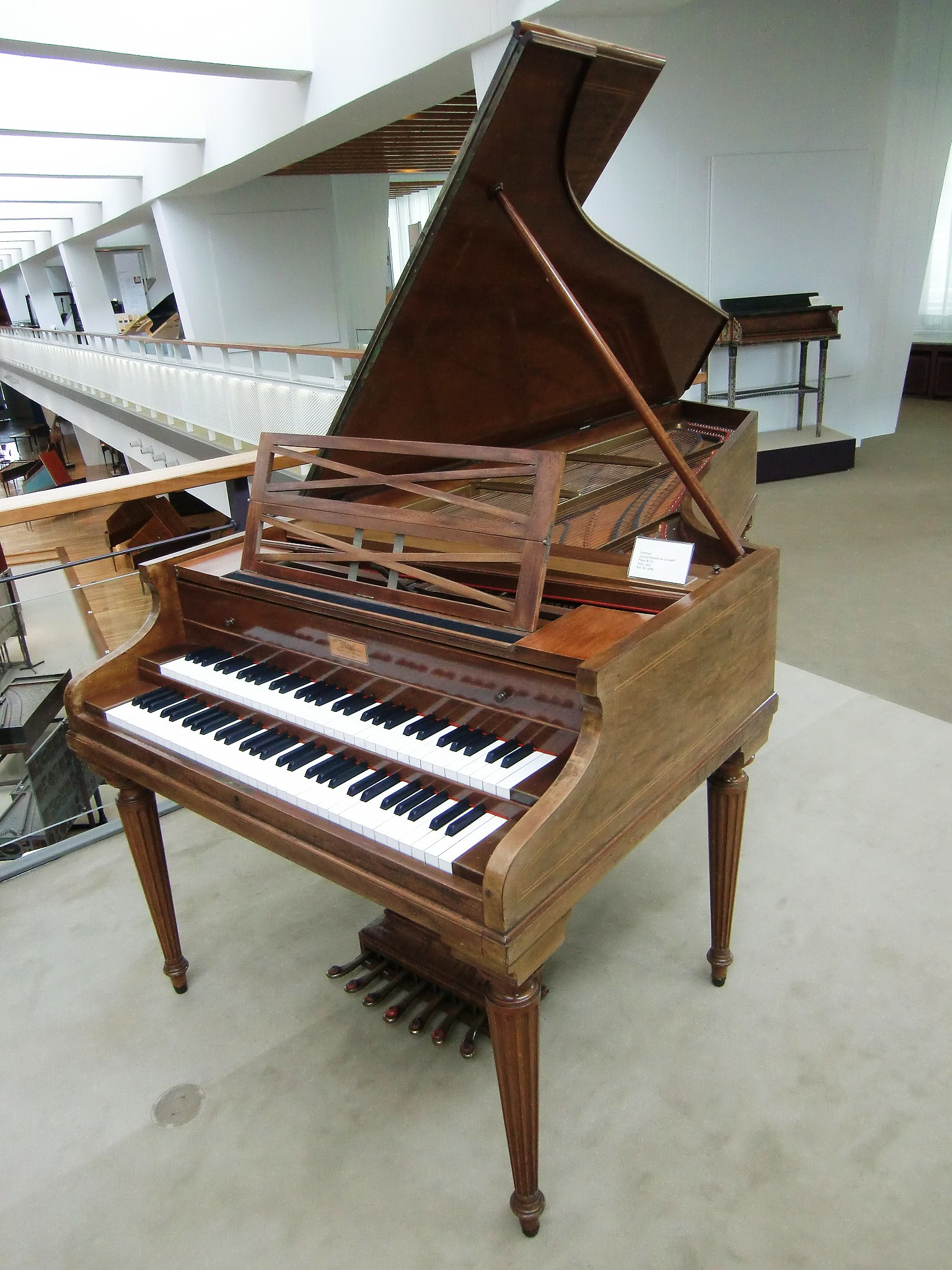
„Grand Modèle de Concert“ der Firma Pleyel (Paris 1927), Musikinstrumenten-Museum Berlin

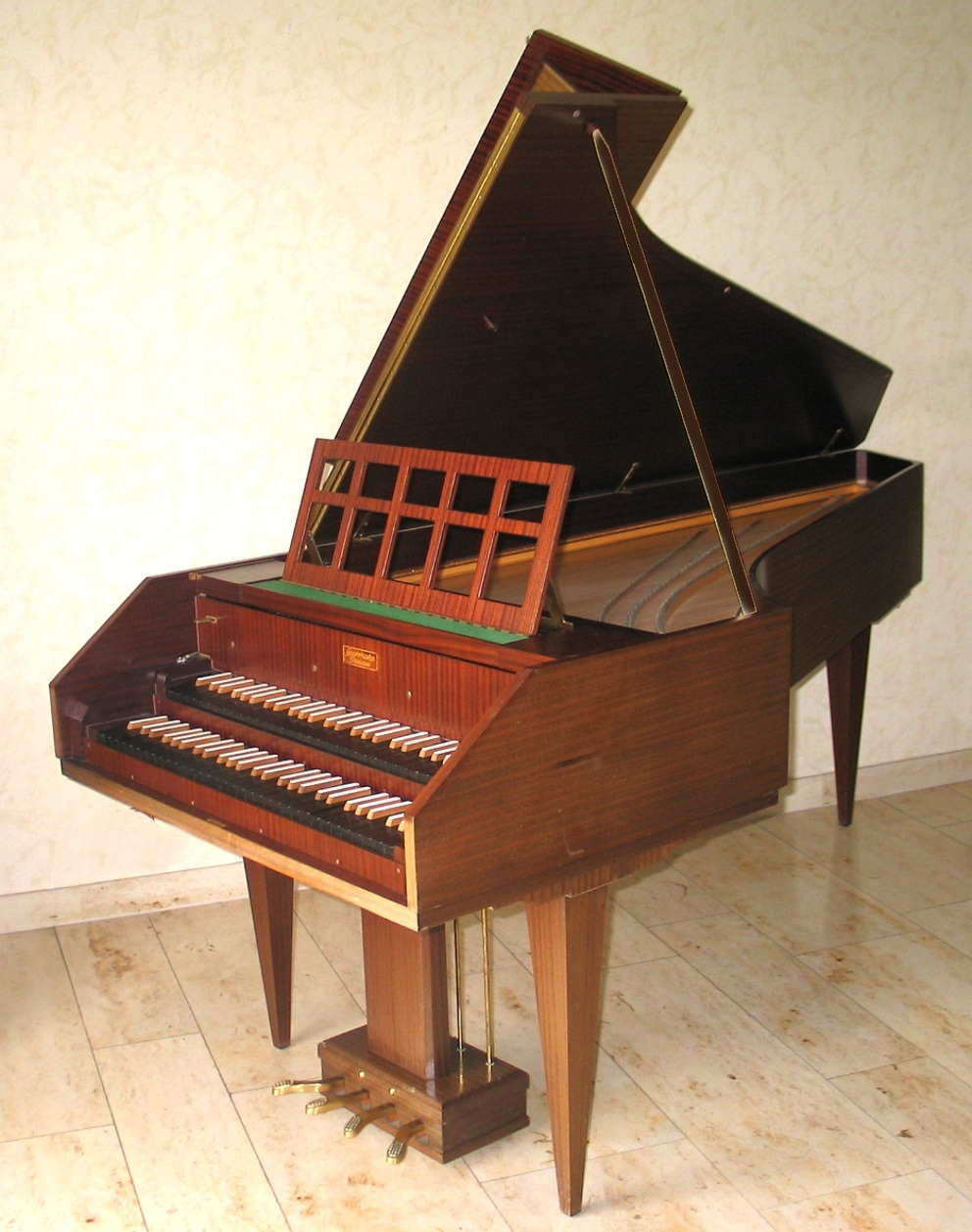
Cembalo der Firma Sperrhake (Passau 1976)

Die eigentliche Wiederentdeckung des Cembalos im frühen 20. Jahrhundert ist mit der Wiederentdeckung der Barockmusik verbunden. Hierbei ist das Wirken der Pianistinnen und Cembalistinnen Wanda Landowska und Eta Harich-Schneider hervorzuheben, welche durch rege Konzert- und Lehrtätigkeit das Instrument einem breiten Publikum bekannt machten.
Der bald einsetzende Cembalo-Boom brachte Instrumente hervor, die sich weniger am historischen Vorbild, mehr am „modernen“ zeitgenössischen Klavierbau orientierten. Neben den Instrumenten zur Pariser Weltausstellung 1889 erwies sich das 1912 von der Firma Pleyel nach den spezifischen Wünschen der polnischen Cembalistin entwickelte Modell „Wanda Landowska“ mit zwei Manualen, vier Registern (16′/8′/4′; 8′) und sechs Pedalen als besonders einflussreich.
- Nach dem Muster der genannten Instrumente wurde die historische „Kastenbauweise“ durch eine moderne „Rastenbauweise“ ersetzt. „Das historische Instrument hat, wie die Laute oder die Geige, einen Resonanzkasten, der allseitig geschlossen ist und unten von einer Bodenplatte, seitlich von dünnen Zargen und oben von einem sehr dünnen, schwingungsfähigen Resonanzboden begrenzt wird.“[146] Betrachtet man ein Cembalo in historischer Bauweise von unten, sieht man also die „Bodenplatte“. Anders beim Cembalo in Rastenbauweise. Hier sieht man, wie beim Flügel, die sogenannte „Rast“ oder „Raste“: eine kräftige Holzbalkenkonstruktion, bestehend aus der „Zarge“ (dem Rahmen der Rast) und den „Spreizen“ (den Verstrebungen, die parallel, strahlenförmig, sternförmig oder gitterförmig angeordnet sind). Zwischen den Balken hindurch fällt der Blick direkt auf den Resonanzboden.
- Blickt man von oben in ein „modernes“ Cembalo, sieht man gegebenenfalls metallene „Streben“ und eine metallene „Anhängeplatte“ wie in einem Hammerflügel um 1850 oder einen vollständigen „gusseisernen Rahmen“ wie im modernen Flügel: ein mit Saiten bespanntes Delta aus bronziertem Grauguss. Im Zusammenspiel mit der Rast fingen diese Verstärkungen die Zugkräfte der Saiten auf.
- Die Wände des Gehäuses waren vergleichsweise stark und bestanden in der Regel aus mehrschichtigem furnierten Holz; auch Spanplatten kamen zum Einsatz.
- Die Springer bestanden aus Messing, besaßen Schrauben zur Höheneinstellung und für die Zungenregulierung und bewegten sich in einem Metallrechen.
- Die Register, Züge und Koppeln wurden über eine Serie von Pedalen bedient.

In der Folge waren diese Instrumente sehr schwer, und die sehr dicken Wände gereichten ihnen klanglich zum Nachteil – sie besaßen einen orgelartigen, metallisch-dünnen und nicht besonders tragfähigen Ton. Das Cembalo in Rastenbauweise verlor in der zweiten Hälfte des 20. Jahrhunderts immer mehr an Bedeutung, ist aber das „Originalinstrument“ für Cembalowerke von Komponisten wie Manuel de Falla, Bohuslav Martinů, Francis Poulenc, Hugo Distler oder Bertold Hummel.

### Rückbesinnung auf die Quellen

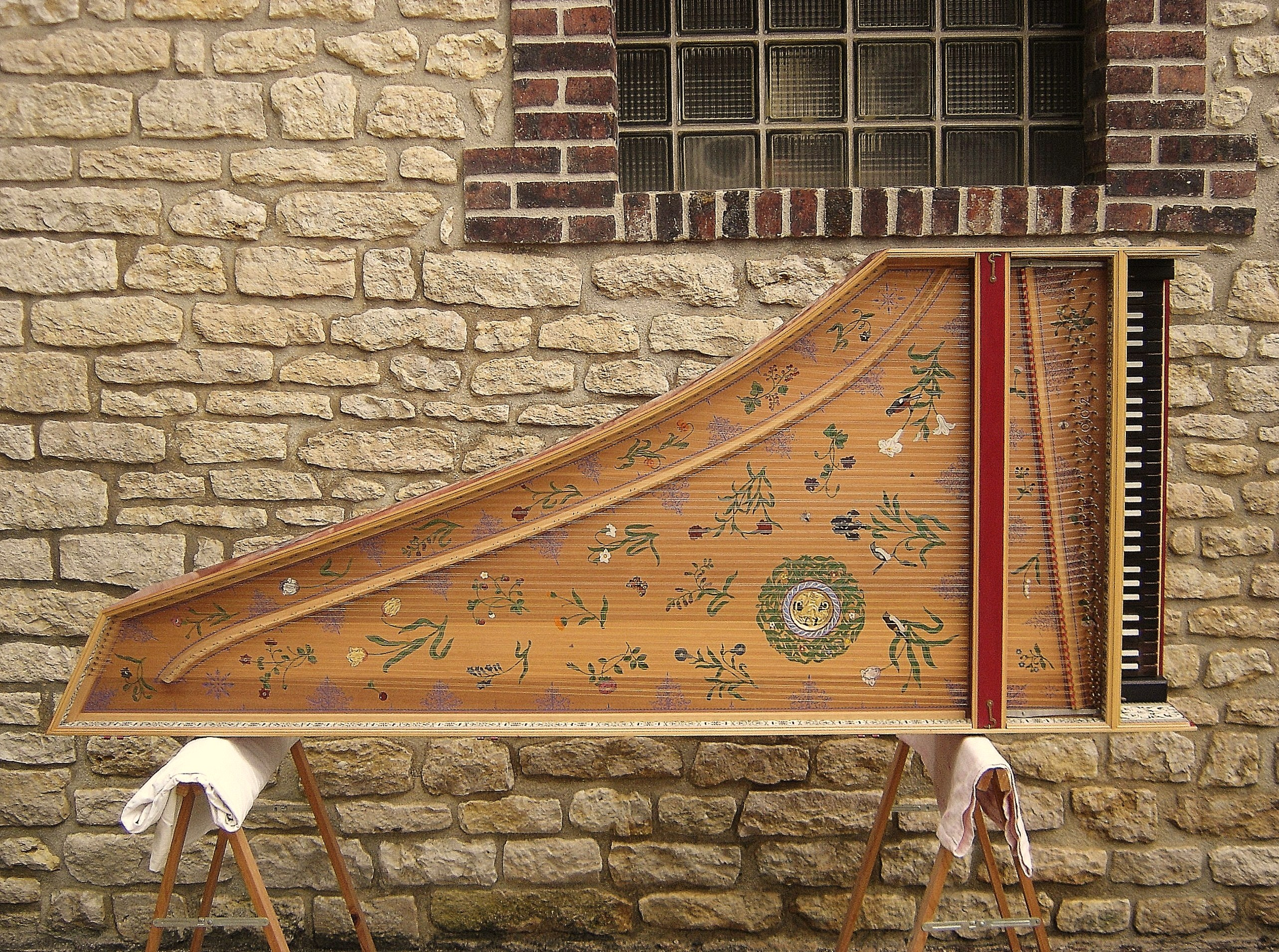
Nachbau eines flämischen Cembalos mit typischer Resonanzbodenbemalung

Dass der Klang der Rasten-Cembali nach und nach als zu starr empfunden wurde, hängt mit dem Aufkommen der historischen Aufführungspraxis in der Alten Musik zusammen. In Rückbesinnung auf instrumentenbauliche Traditionen wurden Baumaterialien verwendet und Handwerksprozesse verfolgt, wie sie sich an den Originalinstrumenten fanden und darstellten, zum Beispiel die ausschließliche Verarbeitung von Vollholz für den Korpus. Nach dem Zweiten Weltkrieg traten historisch orientierte Cembalobauer wie Hugh Gough in England, Frank Hubbard und William Dowd in Amerika oder Martin Skowroneck (Bremen), Klaus Ahrend (Moormerland-Veenhusen) und Rainer Schütze (Heidelberg) in Deutschland immer klarer in den Vordergrund. Skowroneck wurde einem interessierten Publikum bekannt, weil die Instrumente, die er für den Cembalisten Gustav Leonhardt baute, auf zahlreichen Schallplatten zu hören waren.
Cembali in historischer Kastenbauweise haben einen sehr präsenten, schwingenden und weittragenden Ton, der lebendiger und weniger metallisch klingt als bei Instrumenten in Rastenbauweise. Die historischen Vorbilder für diese Bauart sind z. B. Original-Instrumente von Ruckers (flämisch, 17. Jahrhundert), Giusti (italienisch, 17. Jahrhundert), Mietke (norddeutsch, Anfang 18. Jahrhundert) oder Taskin (französisch, 2. Hälfte des 18. Jahrhunderts).
Heute wird die historische Bauweise von den führenden Cembalisten, den einschlägigen Instituten und Einrichtungen für Alte Musik an den Musikhochschulen und den Cembaloliebhabern allgemein bevorzugt.

### Elektronische Varianten
Manche Keyboards und E-Pianos sind mit Cembalo-Klängen ausgestattet. Das japanische Unternehmen Roland bietet ein elektronisches Cembalo an, das neben dem Klang auch das Spielgefühl nachbildet und mehrere historische Stimmungen zur Wahl stellt. Eine weitere elektronische Möglichkeit ist die Software GrandOrgue, die mit Samplings originaler Cembali arbeitet; auch hier lassen sich alte Stimmungen nutzen.

## Cembalomusik im 15. bis 18. Jahrhundert

### Überblick

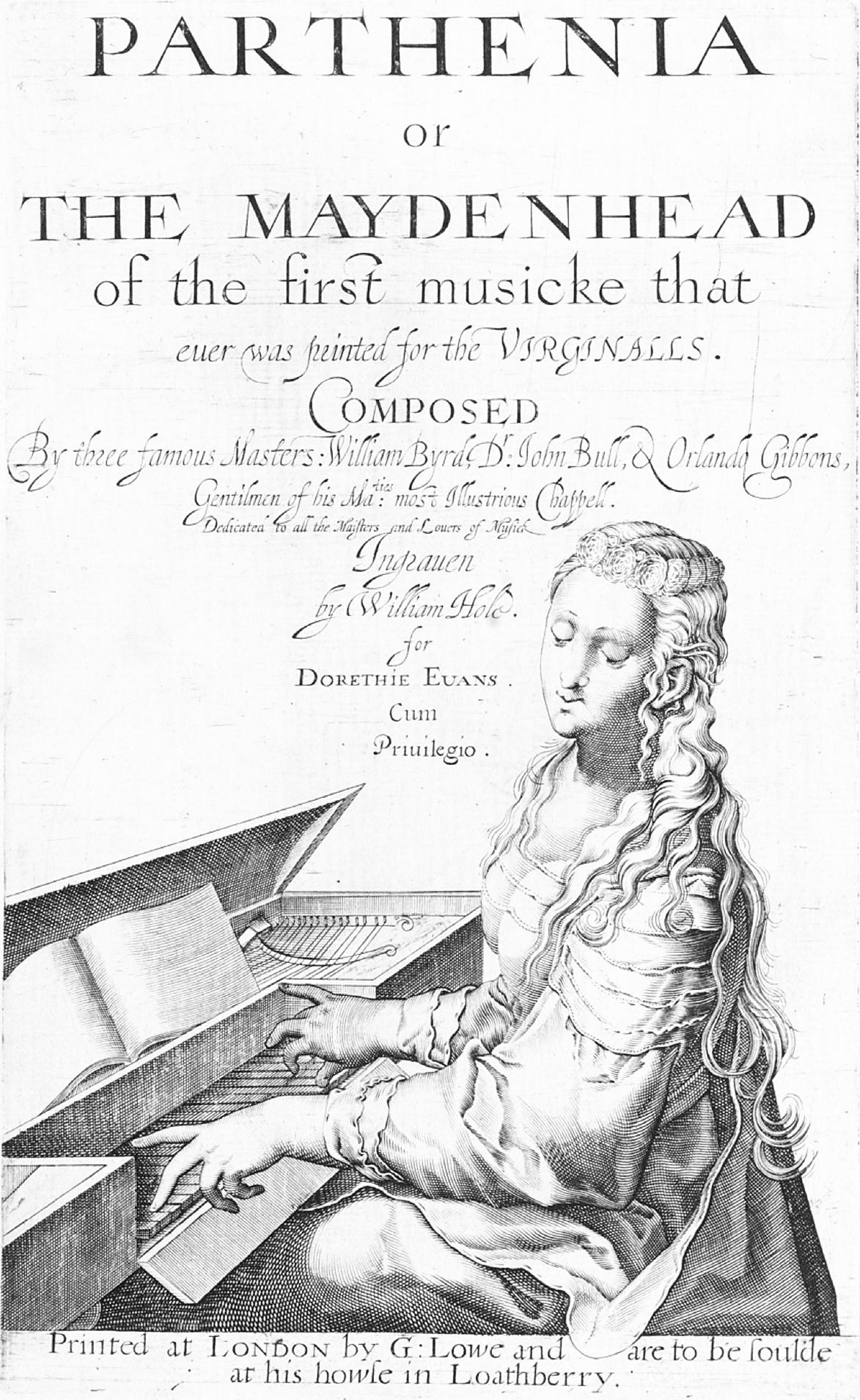
Titelseite der ersten publizierten Sammlung mit englischer Virginalmusik: Parthenia (1612/1613)

Das Cembalo und seine Verwandten Virginal, Spinett, Claviorganum u. a. etablierten sich in der Renaissance (15. bis 16. Jahrhundert). Frühe Sololiteratur bestand vor allem aus Intabulierungen bekannter Melodien, Lieder, Chansons, Motetten und Madrigalen, die oft mit überbordenden Verzierungen versehen sind, dazu kamen Tänze, z. B. von Attaingnant (1536), von italienischen Tanzmeistern wie Facoli, Radino und Picchi, oder vom deutschen Jacob Paix.
Aus dem frühen Repertoire vor etwa 1560 stechen die Werke des blinden spanischen Organisten und Tastenvirtuosen Antonio de Cabezón durch ihre besondere Qualität hervor, der neben den genannten Gattungen auch einige kunstvolle Variationen und sogenannte Tientos komponierte – fugenartige Originalkompositionen nach Art einer Motette. Das Tiento wurde die typische Form der spanischen und portugiesischen Tastenmusik. Aus dem 16. und 17. Jahrhundert sind Hunderte von Stücken überliefert, die oft sehr kunstvoll und virtuos sind, von Komponisten wie Francisco Correa de Arauxo, José Ximénez, Pablo Bruna, Joan Bautista Cabanilles, und von den Portugiesen António Carreira, Manuel Rodrigues Coelho und Pedro de Araújo, sowie vielen anonymen Komponisten.
In Italien gab es eine erste musikalische Hochblüte mit den beiden Organisten von San Marco, Claudio Merulo und Andrea Gabrieli. Viele ihrer Ricercari, Canzonen, und Toccaten sind nicht nur für die Orgel geeignet. Besonders Merulos reichverzierte Canzonen und Toccaten waren zu ihrer Zeit bahnbrechend und wurden von seinem Schüler Girolamo Diruta als Übestücke für ein elegantes Spiel auf dem Cembalo empfohlen.
Eine andere Schule von Tastenmusik entstand kurz vor 1600 in Neapel, mit den beiden Hauptmeistern Ascanio Mayone und Giovanni Maria Trabaci. Ihr Stil gehört bereits zum Frühbarock und hatte einen erheblichen Einfluss auf die Musik des einflussreichen Girolamo Frescobaldi, der die Toccata noch freier ausbaute, kunstvolle Capricci und Canzonen komponierte, und viele Variations-Partiten und Tänze hinterließ. Nach Frescobaldi waren die interessantesten italienischen Cembalisten Bernardo Storace, der vor allem Variationswerke, Passacagli und eine recht bekannte Ciaconna hinterließ; außerdem Bernardo Pasquini, der ein umfangreiches Cembalo-Œuvre komponierte – neben den genannten Formen auch kleine Suiten.
Zum Standardrepertoire für Cembalo und Virginal gehört die oft hochvirtuose Musik der zwischen ca. 1570 und 1630 wirkenden englischen „Virginalisten“, allen voran William Byrd, John Bull, Giles Farnaby und Peter Philips. Unter dem Begriff virginalls verstand man im England dieser Zeit alle Arten von Kielinstrumenten, nicht nur Virginale. Auch der holländische Organist Jan Pieterszoon Sweelinck schrieb einige attraktive Werke für Cembalo, vor allem Variationen.
Unter Ludwig XIV. (1638–1715) wurde das Cembalo zu einem der Lieblingsinstrumente der Franzosen bis in die 1780er Jahre. Die bedeutendsten französischen Clavecinisten waren Jacques Champion de Chambonnières, Louis Couperin, Jean-Henri d’Anglebert, François Couperin und Jean-Philippe Rameau. Sie schrieben Suiten, die vor allem aus Tänzen und später aus Charakterstücken bestanden.
Der bedeutendste deutsche Komponist von Cembalomusik vor Bach war Johann Jakob Froberger, der neben Toccaten, Ricercari, Canzonen und Capricci vor allem viele Suiten komponierte. Viel interessante Musik für Cembalo gibt es auch von Komponisten wie Dieterich Buxtehude, Johann Caspar von Kerll, Johann Pachelbel, Johann Krieger u. a. Erste Werke die ausdrücklich ein zweimanualiges Cembalo verlangen stammen von Johann Kuhnau (u. a. die Biblischen Sonaten). Er gilt auch als der Erste, der ausdrückliche mehrsätzige Sonaten für Cembalo schrieb.
Viele Werke, die heute als Höhepunkte der Musikgeschichte gelten, wie z. B. Fugen und Suiten von Johann Sebastian Bach und Georg Friedrich Händel oder die hochvirtuosen Sonaten Domenico Scarlattis, entstanden ursprünglich für das Cembalo.
Im 18. Jahrhundert entstanden auch die ersten Konzerte für Cembalo und Orchester, vor allem von Joh. Seb. Bach und Carl Philipp Emanuel Bach, aber auch von Francesco Durante, Thomas Augustin Arne, Georg Anton Benda u. a. Auch Händels Orgelkonzerte können alternativ auf dem Cembalo gespielt werden. Auch in der Kammermusik wurde das Cembalo manchmal „obligat“ eingesetzt, einen Ehrenplatz haben auch hier die Sonaten Johann Sebastian Bachs mit Traversflöte, Gambe oder Violine, und außerdem die ganz anders gearteten Pièces de clavecin en concert (1741) von Jean-Philippe Rameau.
Wichtige Werke der Spätzeit sind: In Frankreich u. a. die Werke von Jacques Duphly; in Deutschland die Sonaten und Fantasien der Bachsöhne Carl Philipp Emanuel, Wilhelm Friedemann, Johann Christian und Johann Christoph Friedrich Bach, sowie von Georg Anton Benda und Johann Schobert; in Österreich frühe und mittlere Werke von Joseph Haydn und Wolfgang Amadeus Mozart; in England die Sonaten von Pietro Domenico Paradies und Thomas Arne; in Spanien die Sonaten von Padre Antonio Soler.
In der Barockmusik bis ins beginnende 19. Jahrhundert wurde das Instrument nicht nur für Solo-Werke eingesetzt, sondern besonders auch zur Ausführung der improvisierten Generalbass-Begleitung in Kammermusik, Oper und Orchestermusik, welchen das Cembalo mit seinem silbrig-glitzernden oder rauschenden Klang eine charakteristische Färbung verleiht.
Gegen Ende des 18. Jahrhunderts wurde das Cembalo nach und nach durch das Hammerklavier (Fortepiano), verdrängt – doch rechnen z. B. Mozart und Clementi vor allem in frühen und mittleren „Clavierwerken“ mit einer Wiedergabe auf dem Cembalo, und auch die frühen und mittleren Klaviersonaten Beethovens sind original noch „für das Cembalo oder das Pianoforte“ (pour le clavecin ou pianoforte) tituliert, obwohl Beethoven selber sicher das Klavier bevorzugte. Wegen seines durchdringenden Klanges war das Cembalo zudem bis in das frühe 19. Jahrhundert hinein weiterhin als Continuo-Instrument in der Oper in Gebrauch, z. B. bei Opern von Rossini.

### Bedeutende Komponisten
- Deutschland:[A 8] Carl Philipp Emanuel Bach, Johann Sebastian Bach, Georg Böhm, Dieterich Buxtehude, Christian Erbach, Johann Caspar Ferdinand Fischer, Johann Jakob Froberger, Christoph Graupner, Georg Friedrich Händel, Hans Leo Haßler, Johann Krieger, Johann Kuhnau, Johann Pachelbel, Jacob Paix, Heinrich Scheidemann, Samuel Scheidt, Benedikt Schultheiß, Matthias Weckmann
- Österreich: Johann Joseph Fux, Joseph Haydn, Johann Caspar Kerll, Wolfgang Amadeus Mozart, Georg Muffat, Gottlieb Muffat, Alessandro Poglietti, Franz Matthias Techelmann
- Frankreich: Pierre Attaingnant, Claude Balbastre, Jacques Champion de Chambonnières, François Couperin, Louis Couperin, Jean-François Dandrieu, Jean-Henri d’Anglebert, Louis-Claude Daquin, Jacques Duphly, Jean-Nicolas Geoffroy, Élisabeth Jacquet de La Guerre, Nicolas Lebègue, Louis Marchand, Jean-Philippe Rameau
- Belgien: Peter Philips[A 9]
- Niederlande: Pieter Bustijn, Jan Pieterszoon Sweelinck
- England: Thomas Arne, John Blow, John Bull, William Byrd, Giovanni Battista Draghi,[A 10] Giles Farnaby, Orlando Gibbons, Matthew Locke, Henry Purcell, Thomas Tomkins
- Italien: Muzio Clementi, Azzolino Bernardino Della Ciaia, Marco Facoli, Girolamo Frescobaldi, Andrea Gabrieli, Giovanni Battista Martini, Ascanio Mayone, Claudio Merulo, Pietro Domenico Paradies,[A 11] Bernardo Pasquini, Ercole Pasquini, Giovanni Picchi, Michelangelo Rossi, Giovanni Battista Sammartini, Alessandro Scarlatti, Domenico Scarlatti,[A 12] Bernardo Storace, Giovanni Maria Trabaci, Antonio Valente
- Spanien: Juan Cabanilles, Antonio de Cabezón, Hernando de Cabezón, Francisco Correa de Arauxo, Antonio Soler, José Ximénez
- Portugal: Pedro de Araújo, Francisco Xavier Baptista, António Carreira, Manuel Rodrigues Coelho, Frei Jacinto do Sacramento, Carlos Seixas

Zu englischen Virginalisten siehe auch: Fitzwilliam Virginal Book.
Zu französischer Cembalomusik siehe auch: Pièces de clavecin.

## Cembalomusik des 20. und 21. Jahrhunderts (Auswahl)
- Helmut Bieler: Dialog für zwei Cembali (1971); Wellenschläge für Blockflöten, Gamben und Cembalo, auszuführen für drei Instrumentalisten (1978)
- Frederick Delius: Dance for Harpsichord (1929), Universal Edition, Wien
- Violeta Dinescu: Prelude für Cembalo (1980)
- Hugo Distler: Konzert für Cembalo und 11 Soloinstrumente (1930–1932)
- Thomas Emmerig: Johann Sebastian Plus für Flöte, Violine, Violoncello und Cembalo (1974)
- Manuel de Falla: Concerto per Clavicembalo (o Pianoforte), Flauto, Oboe, Clarinetto, Violine e Violoncello (1926), Max Eschig, Paris
- Jean Françaix: Concerto pour Clavecin et Ensemble Instrumental (1959)
- Philip Glass: Konzert für Cembalo und Kammerorchester (2002)
- Ron Goodwin: Titelmelodie bzw. Filmmusik zu den Miss Marple-Filmen mit Margaret Rutherford (1960er Jahre).
- Hans Werner Henze: Six absences pour le clavecin (1961)
- Bertold Hummel: Concerto Capriccioso für Cembalo und Kammerorchester (1958)
- Wolfgang Jacobi: Konzert für Cembalo und Orchester op. 31 (1927), Musikverlag C. F. Kahnt, Lindau
- Viktor Kalabis: Konzert für Cembalo und Streicher, gewidmet der Cembalistin Zuzana Růžičková
- György Ligeti: Continuum für Cembalo (1968); Hungarian Rock, Chaconne für Cembalo (1978)
- Claus-Steffen Mahnkopf: Pegasos für Cembalo (1991)
- Frank Martin: Konzert für Cembalo und kleines Orchester (1951/52)
- Bohuslav Martinů: Concerto für Cembalo und kleines Orchester (1935)
- Peter Mieg: Concerto per clavicembalo e orchestra da camera (1953)
- Francis Poulenc: Concert champêtre für Cembalo und Orchester FP49 (1927–1928), für Wanda Landowska, Richard Chanelaire gewidmet
- Isang Yun: Shao Yang Yin (1966)
- Ruth Zechlin: Kristalle für Cembalo und Streichorchester (1975); Linien für Cembalo und Orchester (1986); Amor und Psyche, große Kammermusik mit Cembalo (1966); Venezianisches Cembalokonzert (1993); 14 Stücke für Cembalo/Spinett (1957–1996)

Siehe auch die Chronologie von eingespielten Kompositionen in Martin Elste: Modern Harpsichord Music – A Discography. Greenwood Press, Westport, CT; London 1995, S. 275–288 (vgl. Literaturverzeichnis weiter unten)

## Cembalobauer (Auswahl)

### Historisch
- Deutschland: Hans Müller, Johann Maier, Michael Mietke, Gottfried Silbermann, Hieronymus Albrecht Hass, Gräbner (Familie), Fleischer (Familie), Christian Vater, Christian Zell
- Frankreich: Denis (Familie), Vaudry, Vincent Tibaut, Pierre Donzelague, François-Étienne Blanchet, Henri Hemsch, Pascal-Joseph Taskin
- Belgien: Ioes Karest, Lodewijck Grouwels, Ruckers (Familie; Antwerpen), Dulcken (Familie), Albert Delin
- England: Lodewijk Theeuwes (Theewes), Benjamin Slade, Joseph Tisseran, Hitchcock, Hermann Tabel, Jacob Kirckman (deutscher Abstammung aus dem Elsass als Jacob Kirchmann), Burkhardt Tschudi (Shudi), John Broadwood & Sons
- Italien: Venedig: Dominicus Pisaurensis (oder Venetus), Trasuntino, Giovanni Celestini, Giovanni Antonio Baffo; Mailand: Annibale dei Rossi; Bologna: Giuseppe Maria Goccini; Rom: Hieronymus Bononiensis, Giovanni Battista Boni, Girolamo Zenti, Giovanni Battista Giusti, Giacomo Ridolfi; Florenz: Vincentius Pratensis, Vincentio Querci, Giuseppe Mondini, Antonio Migliai, Bartolomeo Cristofori, Giovanni Ferrini, Vincenzo Sodi; Neapel: Honofrio Guarracino; Messina: Carlo Grimaldi
- Spanien:[150] Maestre Enrique, Pedro Bayle, Mohama Mofferiz („Der Mohr von Saragossa“),[A 13] Pedro Luis de Bergaños (um 1629), Bartolomeu Angel Risueño (um 1664), Domingo de Carvaleda († 1684), Bartolomé Jovernadi (um 1635), Pablo Nassare, Domingo Carballeda, Diego Fernández,[151] Juan de Marmol
- Portugal: Antunes

### Zeitgenössisch
- Deutschland: Klaus Ahrend, Michael Ammer, Renate Ammer, Jürgen Ammer, Matthias Griewisch, Dietrich Hein, William Horn, Detmar Hungerberg, William Jurgenson, Matthias Kramer, Eckehart Merzdorf, Neupert,[152] Georg Ott, Volker Platte, Gerhard Ranftl, Sassmann, Martin-Christian Schmidt, Rainer Schütze, Martin Skowroneck, Sperrhake/Passau, Bernhard von Tucher, Reiner Thiemann, Michael Walker, Kurt Wittmayer, Georg Zahl.
- Italien: Konrad Hafner (Südtirol), Andrea Restelli, Gianfranco Facchini[153]
- Schweiz: Bernhard Fleig, Jörg Gobeli, Markus Krebs, David Ley, Mirko Weiss

Weitere finden sich in der Kategorie:Cembalobauer.

## Cembalisten
Siehe: Liste von Cembalisten und Kategorie:Cembalist

## Sammlungen historischer Kielinstrumente
In der folgenden Liste sind nur öffentlich zugängliche Sammlungen aufgelistet, es gibt natürlich auch bedeutende Originalinstrumente und Sammlungen in privater Hand.
- Belgien: Musée des instruments de musique (IVme Département des Musées royaux d’art et d’histoire) Brüssel, Vleeshuis Museum Antwerpen (Ruckers-Instrumente).
- Dänemark: Musikhistorisk Museum og Carl Claudius’ Samling Kopenhagen.
- Deutschland: Staatliches Institut für Musikforschung Preußischer Kulturbesitz Berlin, Museum für Kunst und Gewerbe Hamburg (Sammlung Beurmann), Museum für Musikinstrumente der Universität Leipzig, Deutsches Museum München, Germanisches Nationalmuseum Nürnberg, Württembergisches Landesmuseum Stuttgart.
- England: The Benton Fletcher Collection (Fenton House) London, Museum of Instruments (Royal College of Music) London, Victoria and Albert Museum London.
- Italien: Museo degli Strumenti Musicali (Castello Sforzesco) Mailand, Museo Nazionale degli strumenti musicali Rom.
- Niederlande: Gemeentemuseum Den Haag.
- Österreich: Museum Carolino Augusteum Salzburg, Musikinstrumentenmuseum des Kunsthistorischen Museums Wien.
- Portugal: Museu da Música Lissabon.
- Schottland: Russell Collection of Early Keyboard Instruments (University of Edinburgh) Edinburgh.
- Schweiz: Historisches Museum Basel.
- Spanien: Museu de la Música Barcelona.
- USA: Museum of Fine Arts Boston, Yale University Collection of Musical Instruments New Haven, Metropolitan Museum of Art New York, Smithsonian Institution Washington D. C.

## Ähnliche Instrumente
- Adiaphon
- Archicembalo
- Clavecin brisé
- Clavichord
- Clavinet
- Cymbal
- Hammerklavier